# 27. Oktober
Der 27. Oktober ist der 300. Tag des gregorianischen Kalenders (der 301. in Schaltjahren), somit bleiben 65 Tage bis zum Jahresende.

## Ereignisse

### Politik und Weltgeschehen

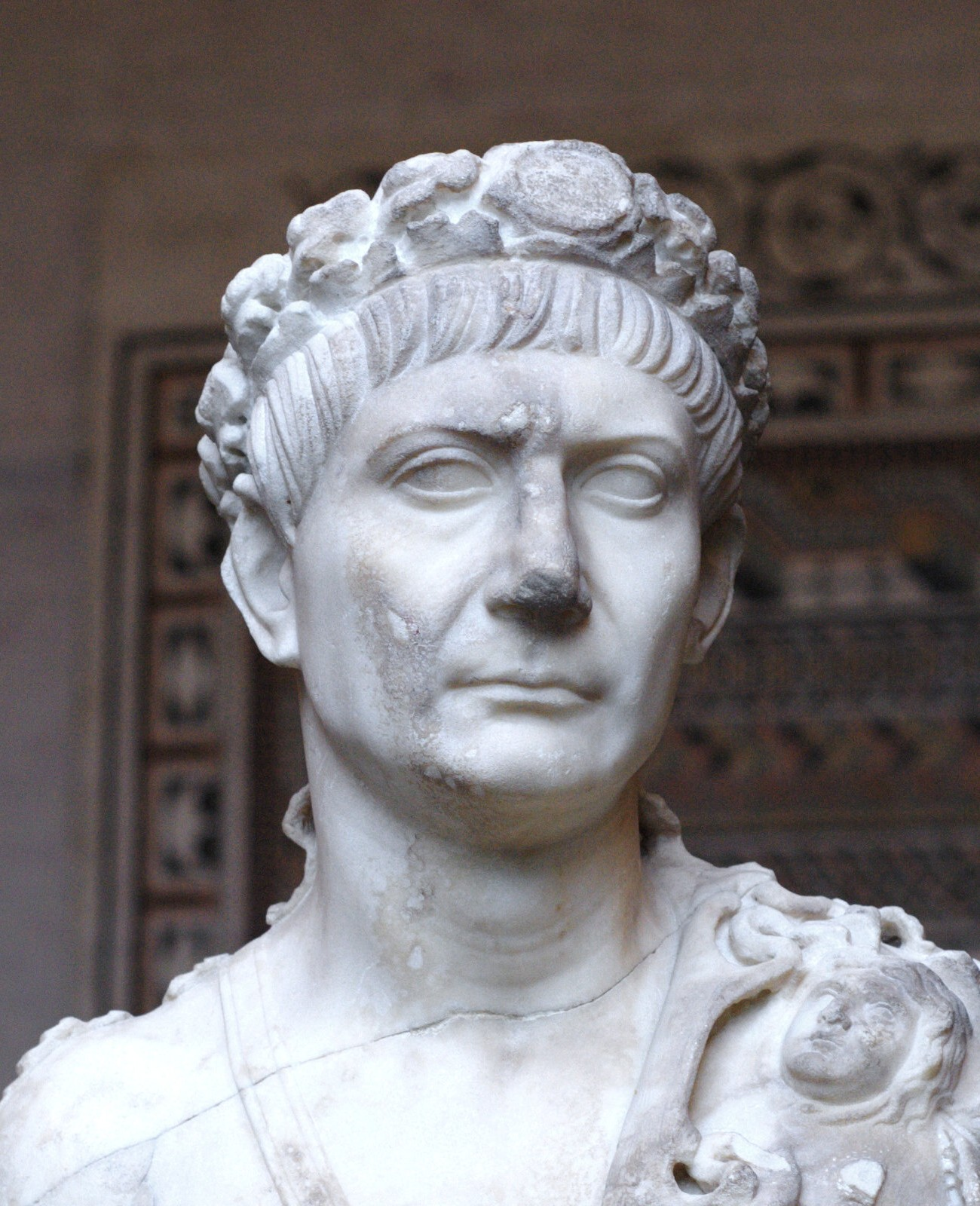
97: Trajan

- 0097: Mit der Adoption des 44-jährigen Trajan durch den kinderlosen Kaiser Nerva beginnt im Römischen Reich die Zeit der Adoptivkaiser.
- 0939: Durch den Tod seines Halbbruders Æthelstan wird Edmund I. neuer angelsächsischer König von England.
- 1075: Der Sachsenkrieg König Heinrichs IV. endet mit der barfüßigen Unterwerfung der sächsischen Fürsten vor dem König.
- 1635: Im Vertrag von Saint-Germain-en-Laye übernimmt das katholische Frankreich die Finanzierung des im Dreißigjährigen Krieg auf protestantischer Seite kämpfenden Heeres von Bernhard von Sachsen-Weimar; dieser hat nach der Niederlage in der Schlacht bei Nördlingen sein Herzogtum verloren und kann keine Söldner mehr bezahlen.
- 1662: Karl II. von England verkauft Dünkirchen für 40.000 Pfund an Frankreich.
- 1682: Die Stadt Philadelphia in Pennsylvania wird gegründet.
- 1795: Die USA schließen in Madrid mit Spanien den Pinckney-Vertrag, in dem die Grenze zu den spanischen Kolonien Ost- und Westflorida am Mississippi und dem 31. Breitengrad festgelegt wird. Beide Seiten gewähren einander freien Schiffsverkehr auf dem Mississippi, US-Kaufleute dürfen zudem Waren in New Orleans einlagern.
- 1806: Im Zuge des Vierten Koalitionskrieges zieht Napoleon nach dem Sieg in der Schlacht bei Jena und Auerstedt in der preußischen Hauptstadt Berlin ein.
- 1807: Im geheimen Vertrag von Fontainebleau einigen sich Spanien und Frankreich auf die Eroberung und anschließende Teilung Portugals. Napoleon Bonaparte will damit die Kontinentalsperre gegenüber Großbritannien vollends durchsetzen, der sich Portugal verweigert.

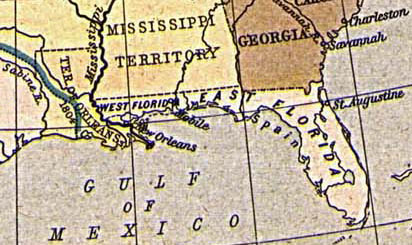
1810: Ost- und Westflorida

- 1810: Die spanische Kolonie Westflorida wird von den USA annektiert, da sie es als Teil des Gebiets der von Frankreich im Louisiana Purchase erworbenen Kolonie Louisiana ansieht.
- 1870: Im Deutsch-Französischen Krieg kapitulieren unter Marschall François-Achille Bazaine Armee und Festung im belagerten Metz.
- 1871: Das im Süden Afrikas gelegene Griqualand West, in dem sich die Diamantenfelder des heutigen Kimberley befinden, wird britische Kolonie.
- 1881: Bei der Reichstagswahl erhält die Deutsche Zentrumspartei den höchsten Stimmenanteil und stellt rund ein Viertel der Abgeordneten im neuen Reichstag.
- 1907: Beim Massaker von Černová erschießen königlich ungarische Gendarmen 15 slowakische Demonstranten.

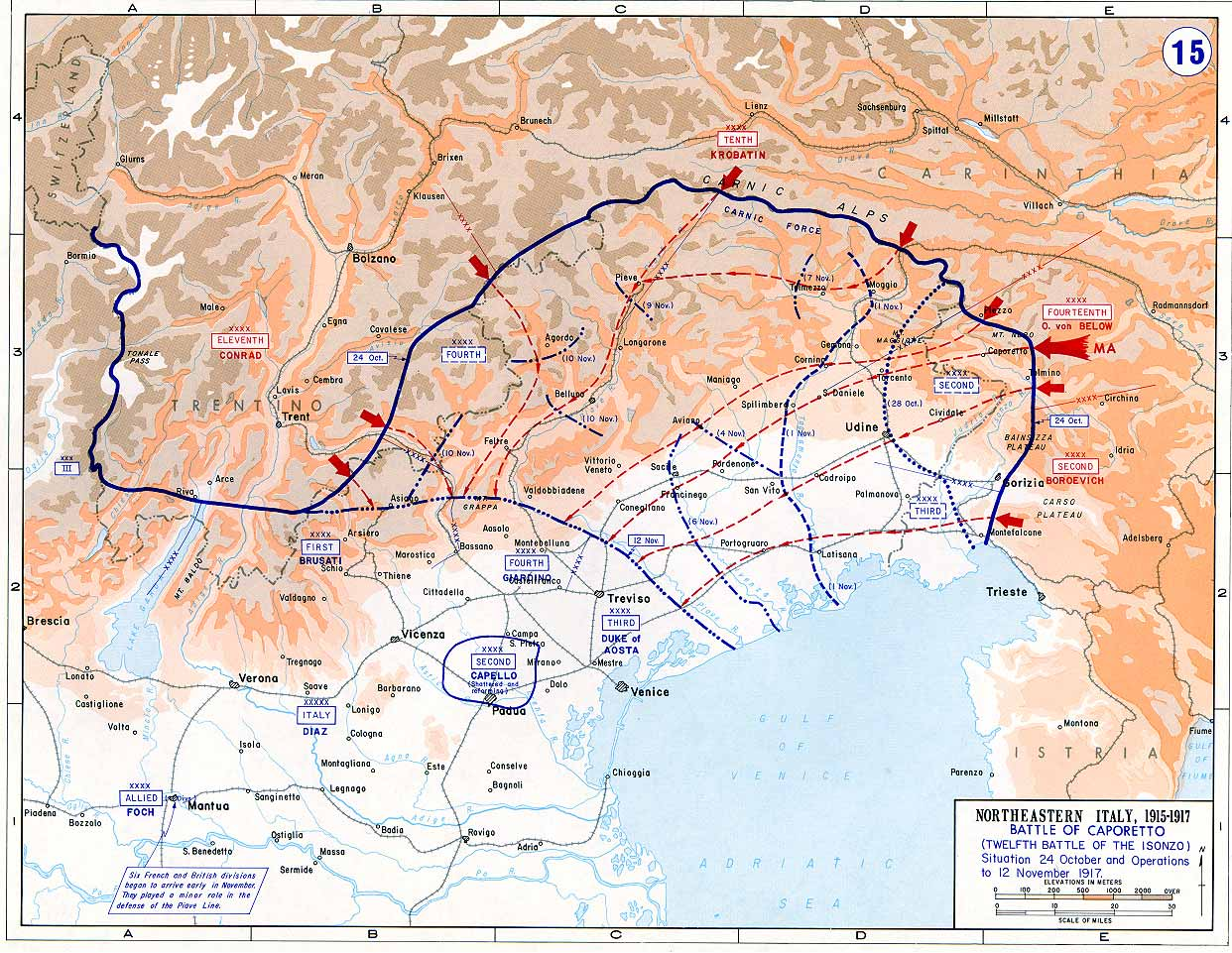
1917: Vormarsch der Österreicher nach der Schlacht von Karfreit

- 1917: In der Schlacht von Karfreit, der zwölften und letzten Isonzoschlacht im Ersten Weltkrieg, bricht die Front der Italiener völlig zusammen. Die Mittelmächte dringen bis zur Piave vor und nehmen das italienische Hauptquartier in Udine ein.
- 1922: Italienische Faschisten beginnen den von Benito Mussolini angekündigten „Marsch auf Rom“, um die Macht in Italien an sich zu reißen.
- 1934: Während des Chinesischen Bürgerkriegs beginnt der Lange Marsch von 90.000 Kommunisten unter Führung Mao Zedongs durch China, um sich aus der Umklammerung der Truppen Chiang Kai-sheks zu befreien.
- 1938: Das Auswärtige Amt des Deutschen Reiches verfügt die „vollständige Ausweisung aller Juden polnischer Staatsangehörigkeit“. Am selben Abend beginnt die Gestapo in aller Öffentlichkeit mit den Verhaftungen. Tausende Menschen werden in der folgenden Nacht nach Polen deportiert.
- 1944: Mit der Einnahme von Banská Bystrica durch die deutsche Wehrmacht bricht der Slowakische Nationalaufstand zusammen.
- 1947: Mit dem Einsatz indischer Luftlandetruppen in Kaschmirs Hauptstadt Srinagar beginnt der Erste Indisch-Pakistanische Krieg.
- 1956: Durch den Abschluss des Saarvertrages kommt das Saarland als zehntes Bundesland zur Bundesrepublik Deutschland.
- 1957: Der Bund der Vertriebenen wird als Dachverband der deutschen Vertriebenenverbände gegründet.
- 1958: General Muhammad Ayub Khan verhängt den Belagerungszustand über Pakistan und errichtet eine Militärdiktatur.

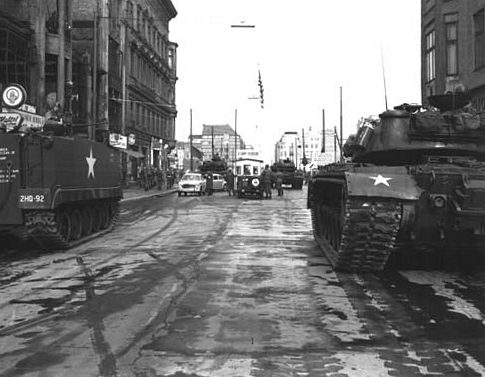
1961: Konfrontation sowjetischer und amerikanischer Panzer am Checkpoint Charlie

- 1961: Sowjetische und amerikanische Panzer stehen sich am Checkpoint Charlie gegenüber, nachdem DDR-Grenzsoldaten Westalliierte daran gehindert hatten, den sowjetischen Sektor zu betreten. Am 28. Oktober ziehen sich beide Seiten wieder zurück.
- 1962: Während der Kubakrise gerät ein sowjetisches U-Boot unter Beschuss von US-amerikanischen Zerstörern. Einer der Offiziere, Wassili Alexandrowitsch Archipow, weigert sich ohne weiteren Befehl aus Moskau nuklear bestückte Torpedos abfeuern zu lassen und verhindert damit vermutlich einen Atomkrieg.
- 1962: Bei einem Aufklärungsflug mit einer Lockheed U-2 wird über Kuba der US-amerikanische Pilot Rudolf Anderson durch eine sowjetische S-75-Flugabwehrrakete abgeschossen. Er bleibt der einzige Tote in der Kubakrise.
- 1966: Die Vereinten Nationen entziehen Südafrika das Mandat über Namibia.
- 1966: Bundesrepublik Deutschland: Die Bonner Regierungskoalition zwischen CDU/CSU und FDP zerbricht an verschiedenen Ansichten zur Besserung der Finanzlage des Bundes.
- 1971: Die Demokratische Republik Kongo wird in Zaïre umbenannt.
- 1979: In der Karibik wird der Inselstaat St. Vincent und die Grenadinen unabhängig.
- 1981: Das sowjetische U-Boot U 137 der Whiskey-Klasse läuft im schwedischen Schärengarten von Blekinge vor Karlskrona auf Grund und wird von der schwedischen Marine aufgebracht. Der Vorfall ist Teil der schwedischen U-Boot-Affäre.
- 1991: In Polen findet die erste freie Parlamentswahl seit 1930 statt.
- 1991: Turkmenistan erklärt seine Unabhängigkeit von der Sowjetunion.

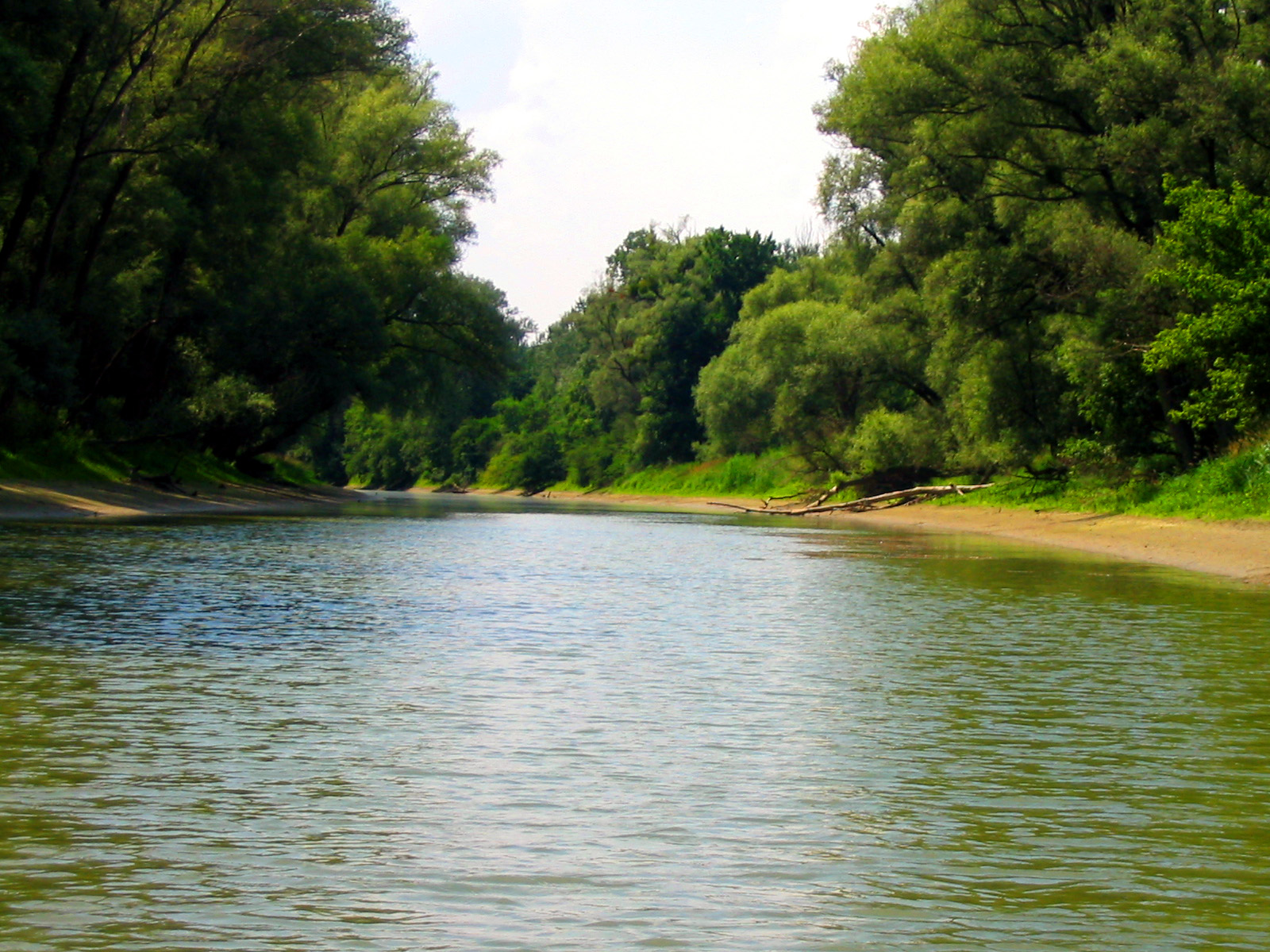
1996: Die Donau-Auen bei Hainburg

- 1996: Mit der Unterzeichnung der entsprechenden Verträge im österreichischen Hainburg wird der Nationalpark Donau-Auen eingerichtet.
- 1998: Nach dem Sieg der SPD bei der Bundestagswahl 1998 wird Gerhard Schröder zum 7. deutschen Bundeskanzler der Bundesrepublik Deutschland gewählt.
- 1999: In Armenien werden bei einem Terroranschlag auf die Nationalversammlung der Parlamentspräsident, der Regierungschef Wasken Sarkissjan, zwei Stellvertreter, ein Minister und vier Abgeordnete erschossen.

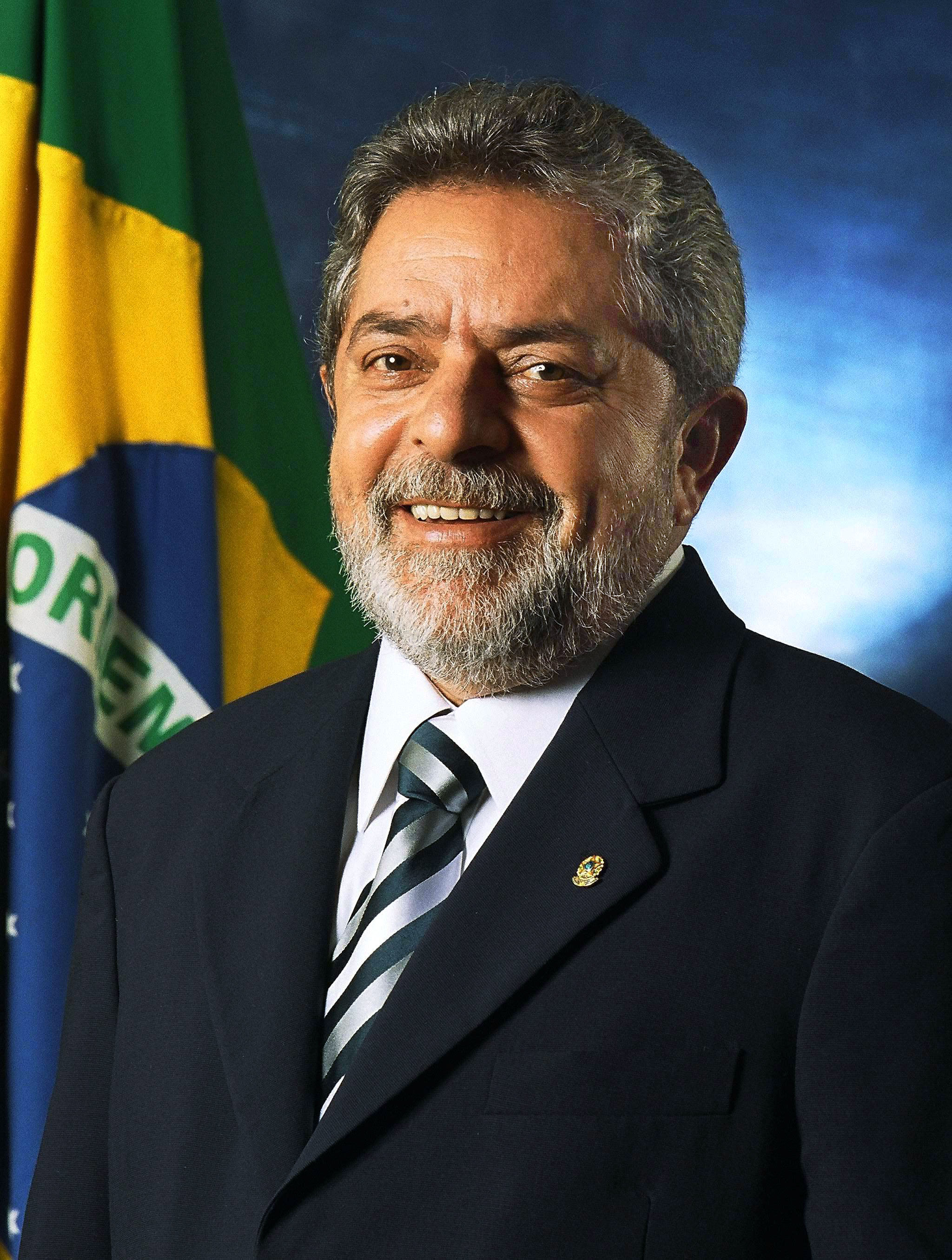
2002: „Lula“

- 2002: Der Gewerkschafter Luiz Inácio Lula da Silva wird im zweiten Wahlgang zum Präsidenten Brasiliens gewählt.
- 2003: Bei einer Reihe von Anschlägen in der irakischen Hauptstadt Bagdad kommen mehr als 40 Menschen ums Leben.
- 2004: Nachdem sich im Europäischen Parlament eine Abstimmungsniederlage wegen des umstrittenen italienischen Kandidaten Rocco Buttiglione abzeichnet, zieht José Manuel Barroso seinen ersten Vorschlag für seine EU-Kommission zurück.
- 2005: Der Unfalltod zweier Jugendlicher im Pariser Vorort Clichy-sous-Bois löst mehrwöchige Unruhen aus.

### Wirtschaft
- 1873: Joseph Glidden meldet Stacheldraht zum Patent an.
- 1904: In New York wird nach vier Jahren Bauzeit die U-Bahn offiziell eröffnet. Die erste Strecke führt vom Rathaus (City Hall) über die Grand Central Station und den Times Square zur Ecke Broadway und 145. Straße in Harlem.
- 1910: Robert Victor Neher reicht zusammen mit Edwin Lauber und Alfred Gmür in der Schweiz eine Patentanmeldung für das von ihm erdachte Verfahren zur Herstellung von Alufolien ein.
- 1937: Das von dem US-Physiker Chester Carlson und seinem Assistenten Otto Kornei erfundene Fotokopierverfahren wird zum Patent angemeldet.
- 2006: Zwei Jahre zuvor beinahe ein Pleitekandidat, wird die Industrial and Commercial Bank of China nach ihrem Börsengang – dem mit knapp 22 Milliarden US-Dollar größten der bisherigen Geschichte – an den Börsen von Hongkong und Shanghai erstmals gehandelt.

### Wissenschaft und Technik
- 1967: In Salto di Quirra wird die erste Schweizer Höhenforschungsrakete vom Typ Zenit gestartet.
- 1969: Erstmals wird der Alfred-Nobel-Gedächtnispreis für Wirtschaftswissenschaften (Wirtschaftsnobelpreis) vergeben. Die bekannt gegebenen Preisträger sind Ragnar Anton Kittil Frisch und Jan Tinbergen, die ökonometrische Modelle entwickelt haben.
- 1980: Ein Ausfall des Vorläufers des heutigen Internets (ARPANET), ausgelöst durch Verbreitung eines fehlerhaften Routing-Updates, machte das Netz für die wenigen tausend Hosts sechs Stunden lang unbenutzbar und führte u. a. zur Entwicklung eines sicheren Routing-Protokolls.

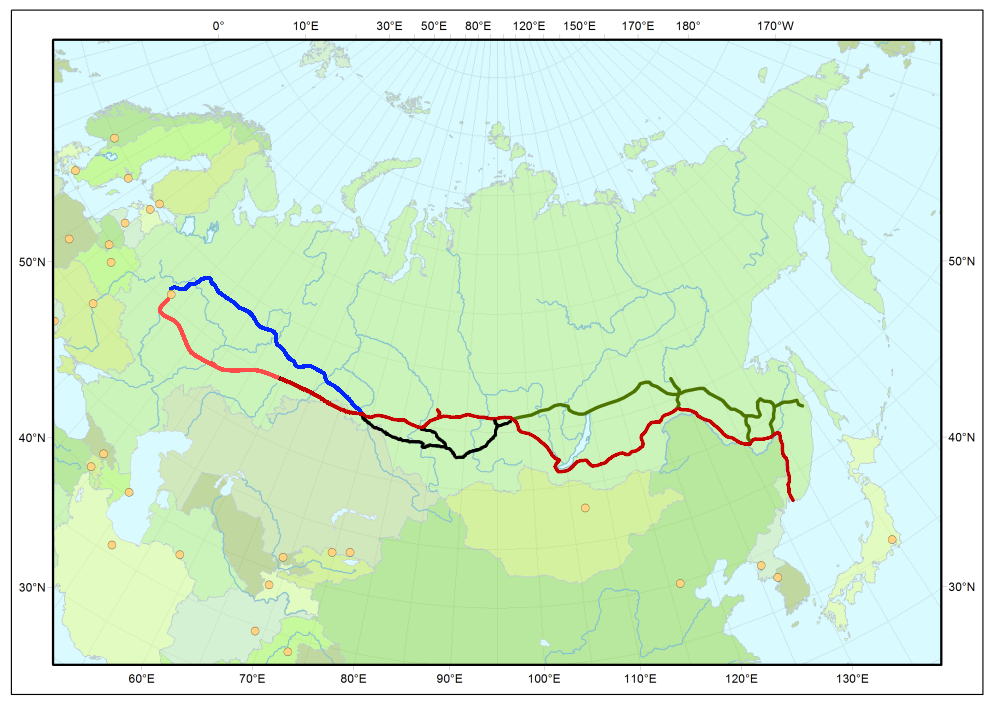
1984: Baikal-Amur-Magistrale (grün; rot = Transsib)

- 1984: Die Baikal-Amur-Magistrale in Sibirien gilt mit dem Verlegen des Goldenen Verbindungsstücks als eröffnet.
- 2005: Vom Weltraumbahnhof Plessezk aus wird der erste europäische Studentensatellit SSETI Express gestartet.

### Kultur
- 1726: Die Kantate Ich will den Kreuzstab gerne tragen von Johann Sebastian Bach wird in Leipzig uraufgeführt.
- 1827: Am Teatro alla Scala di Milano in Mailand erfolgt die Uraufführung der Oper Il pirata (Der Pirat) von Vincenzo Bellini.

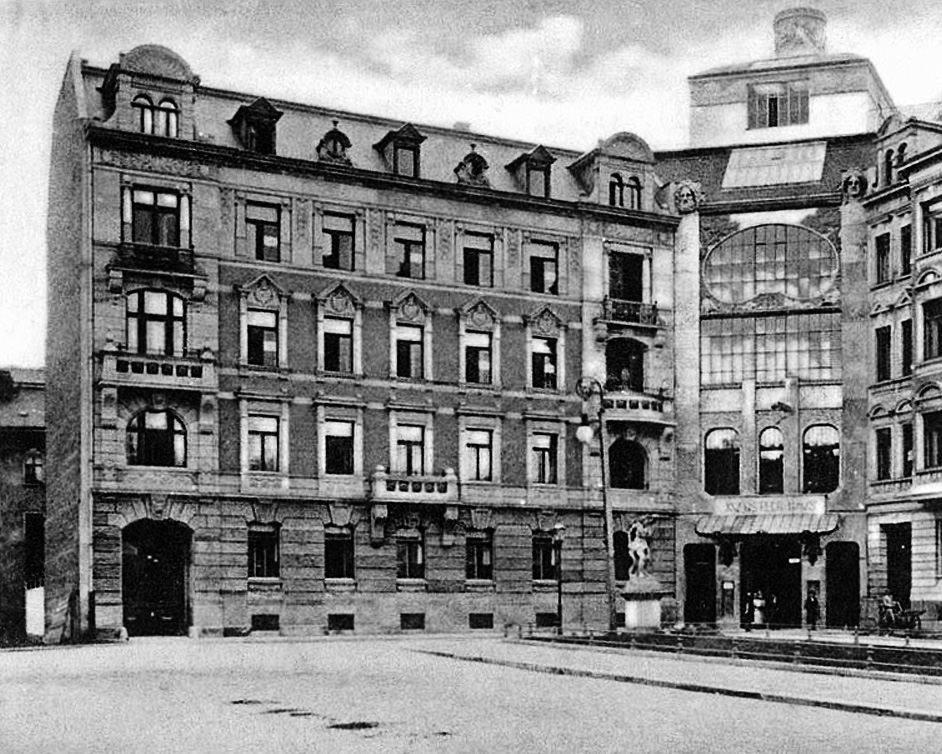
1900: Platz am Künstlerhaus mit der Straßenfront des Künstlerhauses (rechts)

- 1900: Das von Fritz Drechsler im Jugendstil erbaute Künstlerhaus in Leipzig wird als Vereinshaus des Leipziger Künstlervereins eröffnet, der vor dem Haus befindliche Platz wird in Platz am Künstlerhaus umbenannt.
- 1901: Sergei Rachmaninows Klavierkonzert Nr. 2 c-Moll, op. 18 wird in Moskau uraufgeführt.
- 1919: Im Kino Dansungsa wird mit Kampf für Gerechtigkeit (Originaltitel: 의리적 구투) der erste koreanische Film aufgeführt. 1966 wurde der 27. Oktober zum Tag des koreanischen Films ausgerufen.
- 1954: In Oberhausen beginnen die ersten Westdeutschen Kulturfilmtage, die späteren Kurzfilmtage.
- 1960: Unter der Federführung des Kritikers Pierre Restany gründet sich in Paris die Gruppe der Nouveaux Réalistes. Arman, François Dufrêne, Raymond Hains, Yves Klein, Martial Raysse, Daniel Spoerri, Jean Tinguely und Jacques de la Villeglé unterzeichnen dabei ein von Restany verfasstes Manifest.
- 1967: Im Großen Haus des Württembergischen Staatstheaters in Stuttgart wird die Neufassung des Balletts Onegin von John Cranko nach der Musik von Peter Iljitsch Tschaikowski in der Bearbeitung von Kurt-Heinz Stolze vom Stuttgarter Ballett uraufgeführt. Diese Fassung beseitigte alle Schwächen der Erstfassung und hat diese vollständig von den Spielplänen verdrängt.
- 2003: Im andalusischen Málaga, der Geburtsstadt des Malers Pablo Picasso, wird das Museo Picasso Málaga eröffnet.

### Gesellschaft
- 1792: Die beiden wegen der Meuterei auf der Bounty zum Tode verurteilten britischen Seeoffiziere Peter Heywood und James Morrison werden durch Königlichen Gnadenerlass begnadigt und am gleichen Tag freigelassen.
- 1868: Maurermeister John Jordan Upchurch gründet in Meadville, Pennsylvania, die erste US-amerikanische Freimaurer-Bruderschaft Ancient Order of United Workmen als „Brüderlichen Wohltätigkeitsverband für weiße Männer“.
- 1901: In Paris findet der erste Raub statt, bei dem ein Auto zur Flucht benutzt wird.
- 1985: Aus dem Pariser Musée Marmottan Monet werden während der Öffnungszeit von Bewaffneten neun Gemälde des impressionistischen Malers Claude Monet geraubt.
- 1986: Monika Böttcher, die Mutter der im August tot aufgefundenen Kinder Melanie und Karola Weimar, wird unter Mordverdacht verhaftet.

### Religion

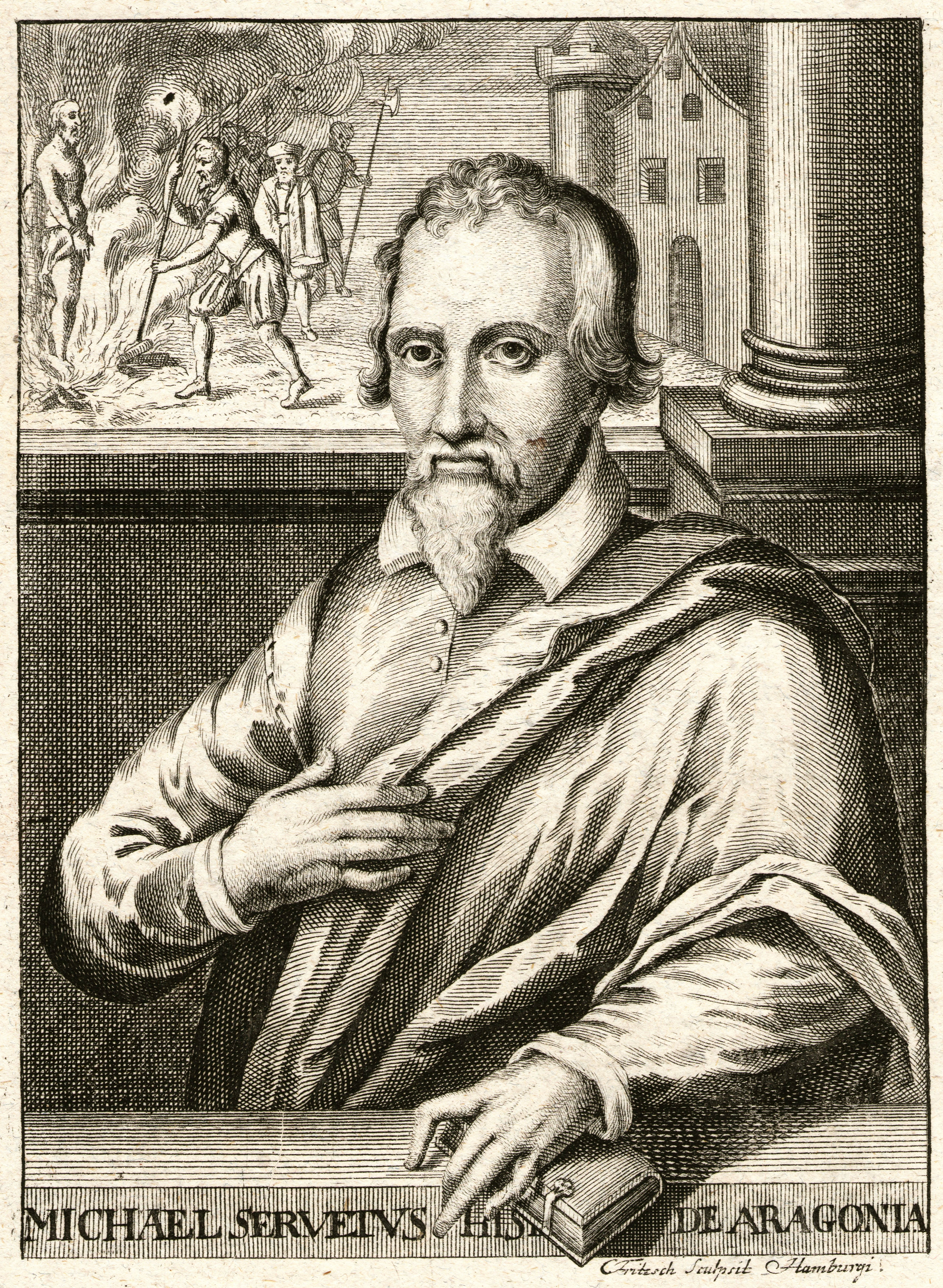
1553: Michael Servetus

- 1553: In Genf stirbt der spanische Arzt und Gelehrte Michael Servetus auf dem Scheiterhaufen, nachdem er Kritik am Calvinismus geübt und vom Reformator Johannes Calvin als Ketzer bewertet worden ist.
- 1838: Der Gouverneur im US-Bundesstaat Missouri verfügt die Ausweisung aller Mormonen aus seinem Staat.
- 1986: In Assisi treffen sich auf Einladung von Papst Johannes Paul II. hohe Repräsentanten vieler Religionsgemeinschaften erstmals zum Friedensgebet: dem Weltgebetstreffen für den Frieden.
- 1991: Papst Johannes Paul II. spricht Adolph Kolping, den katholischen Priester, Sozialreformer und Gründer des Kolpingwerkes, selig.

### Katastrophen
- 1892: Der britische Passagierdampfer Roumania prallt vor Peniche an der portugiesischen Küste bei Sturm und Nebel auf das felsige Ufer und geht unter, 113 Menschen sterben.

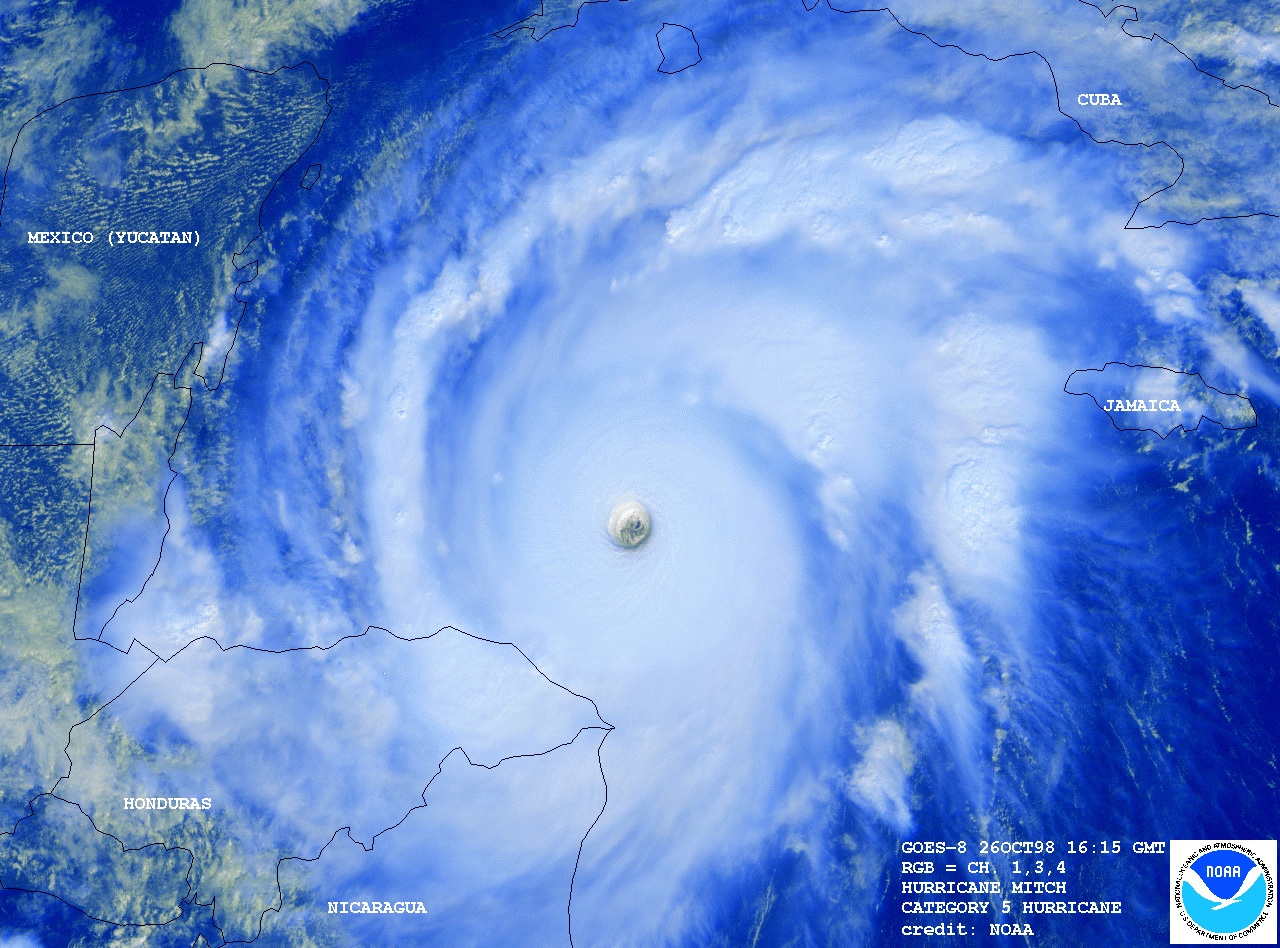
1998: Hurrikan Mitch

- 1998: Der Hurrikan Mitch, mit Windgeschwindigkeiten bis zu 285 km/h einer der stärksten Tropenstürme des 20. Jahrhunderts, fegt über Mittelamerika und kostet über 7000 Menschenleben.

Kleinere Unglücksfälle sind in den Unterartikeln von Katastrophe und in der Liste von Katastrophen aufgeführt.

### Sport
- 1962: Die Australierin Dawn Fraser schwimmt die 100 m Freistil in 59,9 Sekunden und wird damit die erste Frau, die die Schwelle von einer Minute unterbietet.

Logo Mexico 1968

- 1968: In Mexiko-Stadt gehen die Spiele der XIX. Olympiade zu Ende. Bei den nicht mehr als gesamtdeutsche Mannschaft angetretenen Sportlern liegt die Equipe der DDR im Medaillenspiegel vor dem bundesdeutschen Team.

Einträge von Leichtathletik-Weltrekorden befinden sich unter der jeweiligen Disziplin unter Leichtathletik.

## Geboren

### Vor dem 18. Jahrhundert

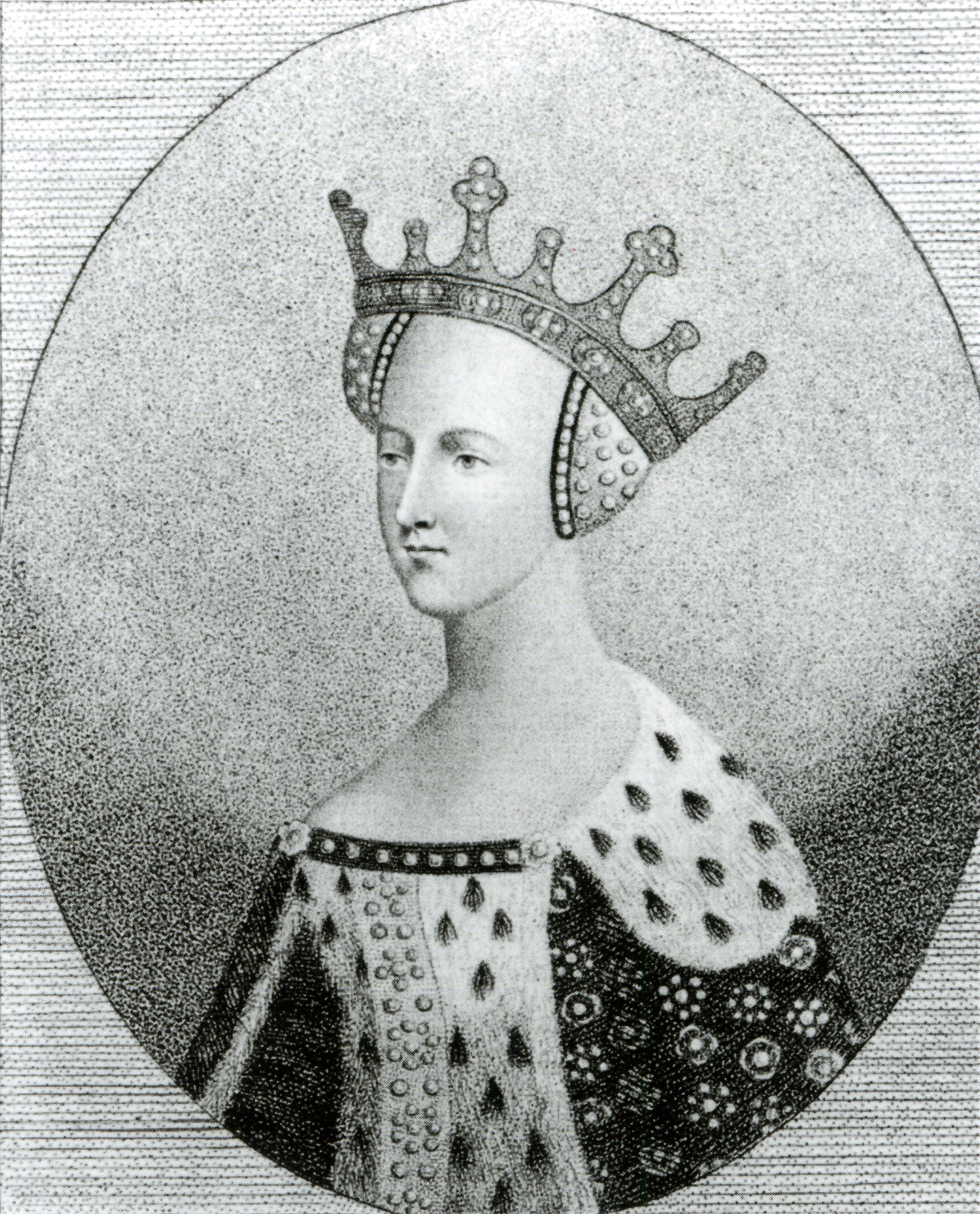
Catherine de Valois (* 1401)
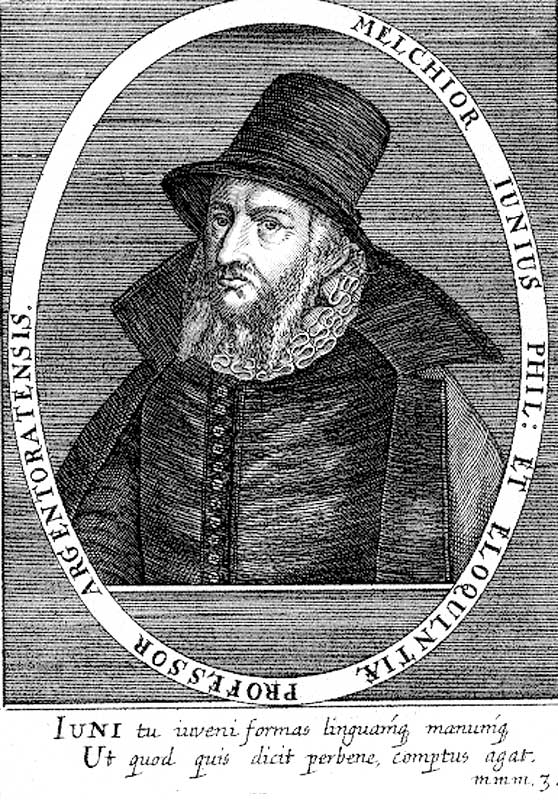
Melchior Junius (* 1545)
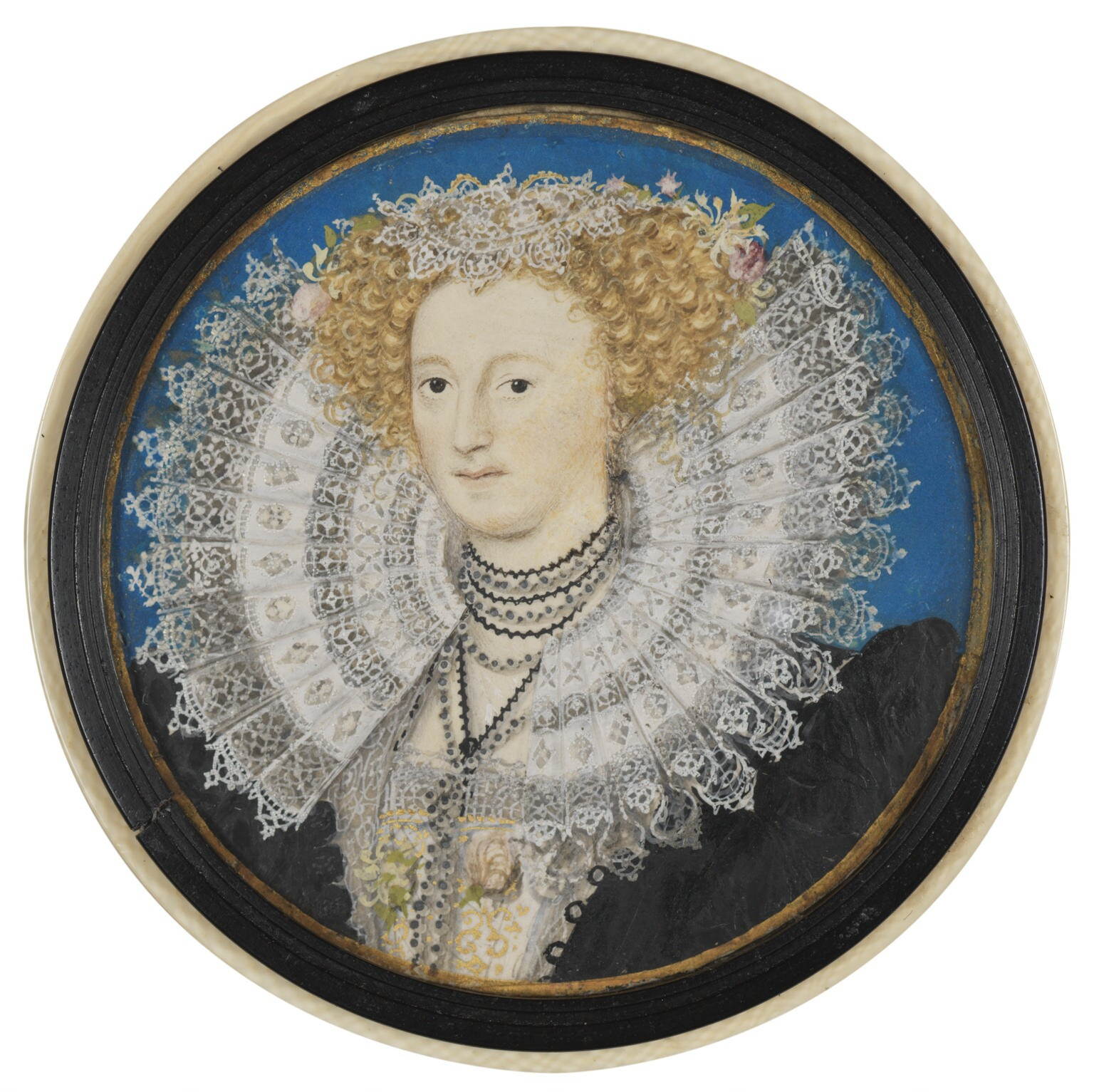
Mary Sidney (* 1561)

- 1156: Raimund VI., Graf von Toulouse
- 1335: Taejo, König des koreanischen Königreichs von Joseon und Gründer der Joseon-Dynastie
- 1381: Elisabeth von der Pfalz, Gattin des österreichischen Herzogs Friedrich IV.
- 1401: Catherine de Valois, Stammmutter der englischen Tudor-Dynastie
- 1483: Hans Buchner, deutscher Organist und Komponist
- 1487: Giovanni da Udine, italienischer Maler
- 1545: Melchior Junius, deutscher Rhetoriker und Humanist
- 1561: Mary Sidney, englische Schriftstellerin, Mittelpunkt eines literarischen Zirkels
- 1594: Johann Rudolf Wettstein, Schweizer Politiker
- 1615: Christian I., Herzog von Sachsen-Merseburg
- 1619: Friedrich Ludwig von Pfalz-Zweibrücken-Landsberg, Herzog von Pfalz-Landsberg und Pfalz-Zweibrücken
- 1620: Philipp Ludwig, erster Herzog von Schleswig-Holstein-Sonderburg-Wiesenburg
- 1668: Antonius Jacobus Henckel, deutscher Theologe

### 18. Jahrhundert
- 1709: Friederike Alexandrine Moszyńska, Tochter August des Starkens
- 1710: Joachim Johann Daniel Zimmermann, deutscher Theologe und Kirchendichter
- 1714: Fernando de Silva y Álvarez de Toledo, spanischer Diplomat und Politiker
- 1730: Carl Wilhelm Wippermann, deutscher Jurist und Hochschullehrer
- 1731: Charlotte Cavendish, Marchioness of Hartington, britische Adlige
- 1731: Friedrich Erdmann, Fürst zu Anhalt-Köthen-Pleß
- 1736: James Macpherson, schottischer Schriftsteller und Politiker
- 1738: Hugo Damian Erwein von Schönborn-Wiesentheid, deutscher Graf
- 1744: Mary Moser, englische Malerin des Klassizismus, Gründungsmitglied der Royal Academy of Arts
- 1745: Wolfgang Aigner, bayerischer Benediktiner und Gelehrter
- 1745: Maxim Sosontowitsch Beresowski, russischer Komponist
- 1746: Maria Antonia von Branconi, Mätresse des Erbprinzen Karl Wilhelm Ferdinand von Braunschweig, Freundin von Johann Wolfgang von Goethe und Besitzerin mehrerer Güter
- 1749: William Byron, britischer Politiker
- 1757: Seerp Gratama, niederländischer Rechtswissenschaftler
- 1760: August Graf Neidhardt von Gneisenau, preußischer Generalfeldmarschall und Heeresreformer
- 1762: Gijsbert Karel van Hogendorp, niederländischer Staatsmann
- 1763: William Maclure, britischer Geologe, Gelehrter und Philanthrop
- 1765: Nancy Storace, italienisch-britische Sopranistin
- 1766: Carl Lang, deutscher Schriftsteller, Pädagoge und Kupferstecher

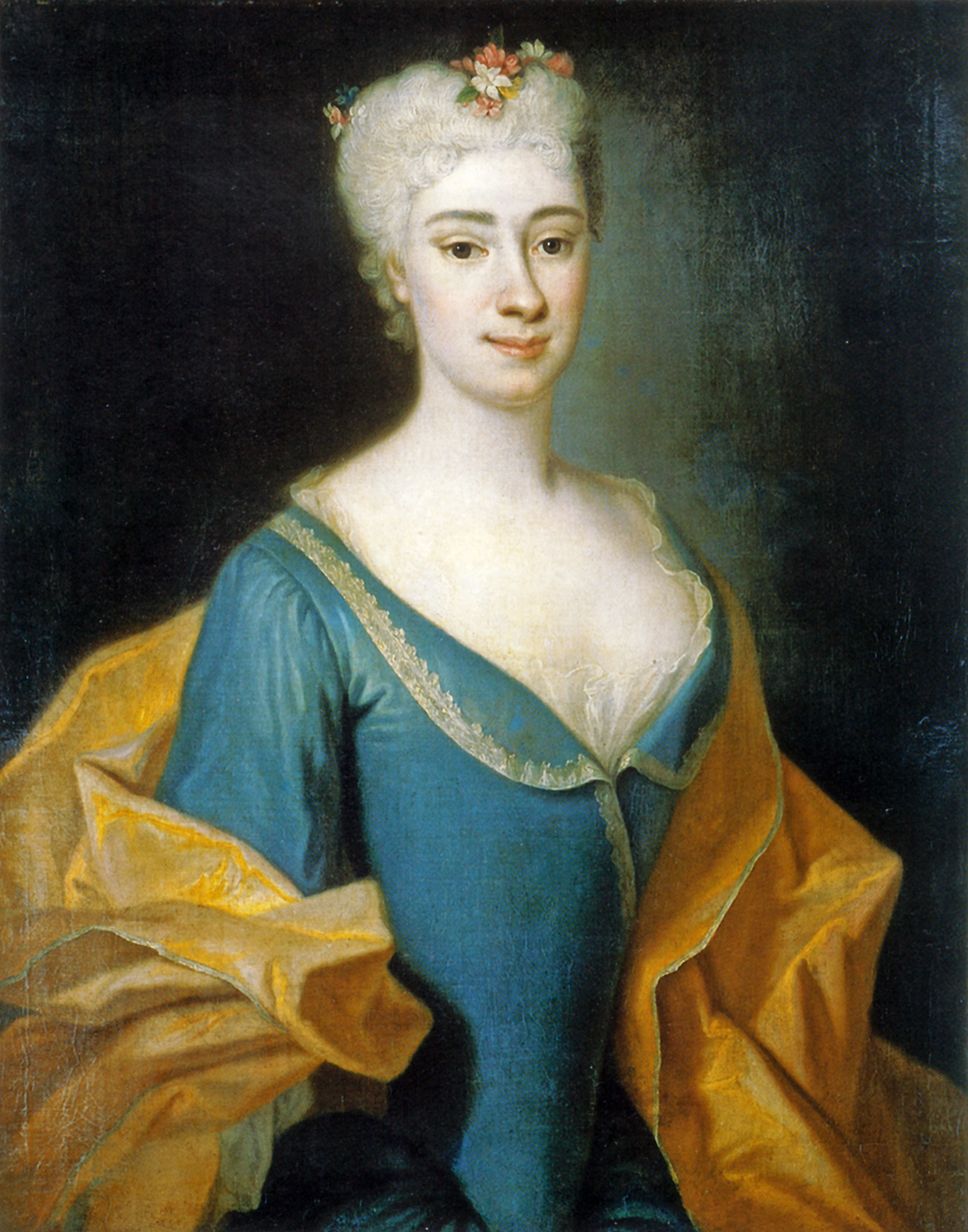
Friederike Alexandrine Moszyńska (* 1709)
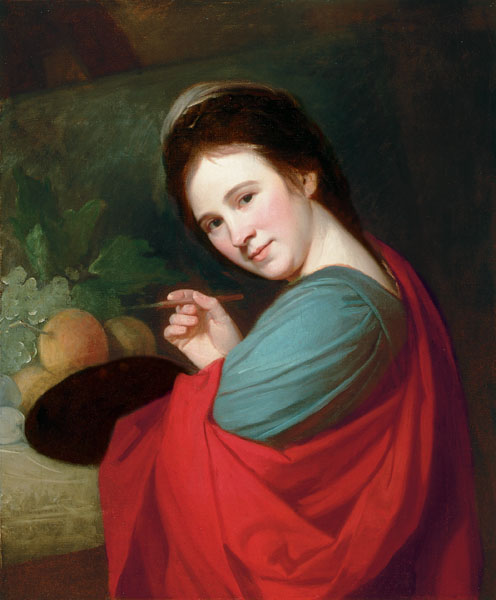
Mary Moser (* 1744)
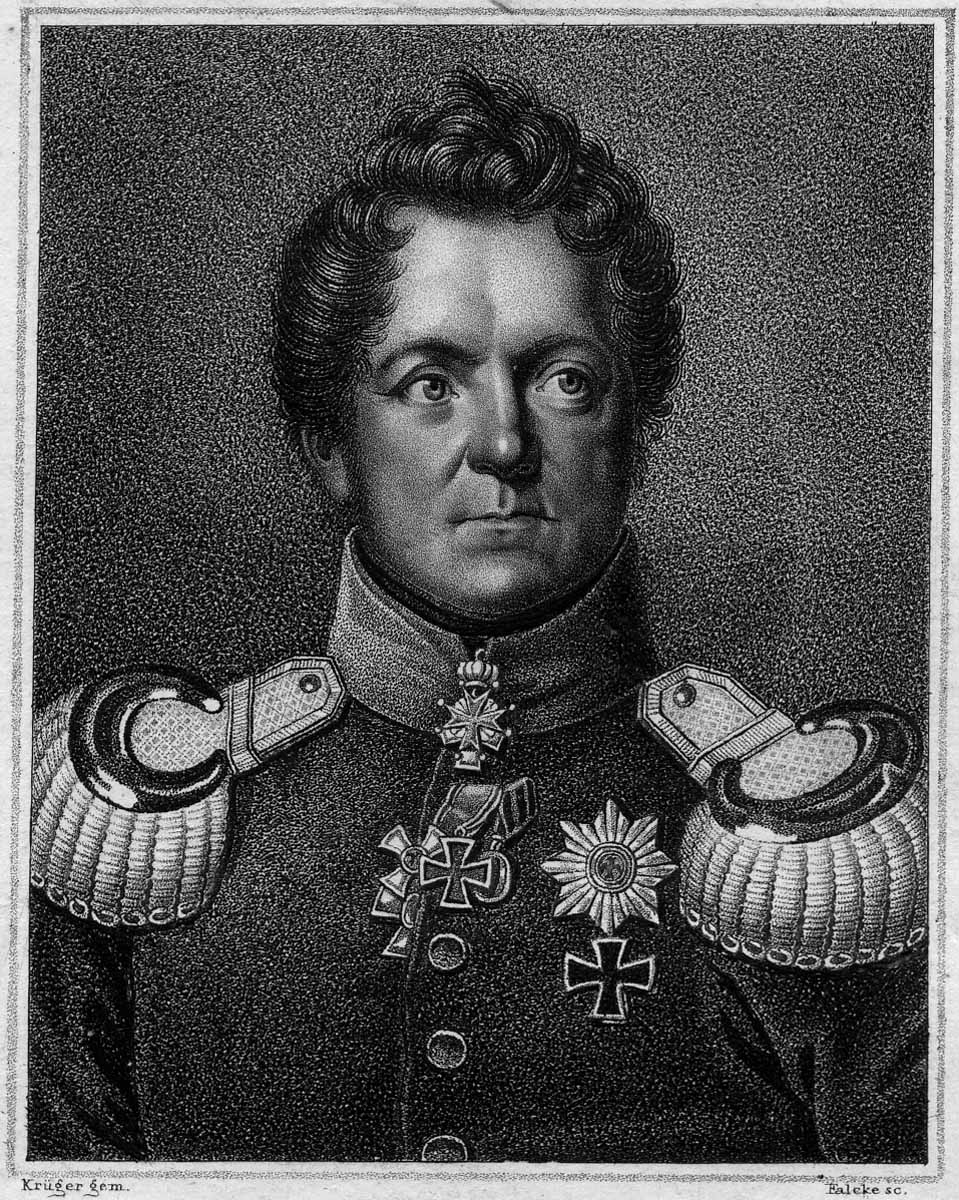
August Neidhardt von Gneisenau (* 1760)
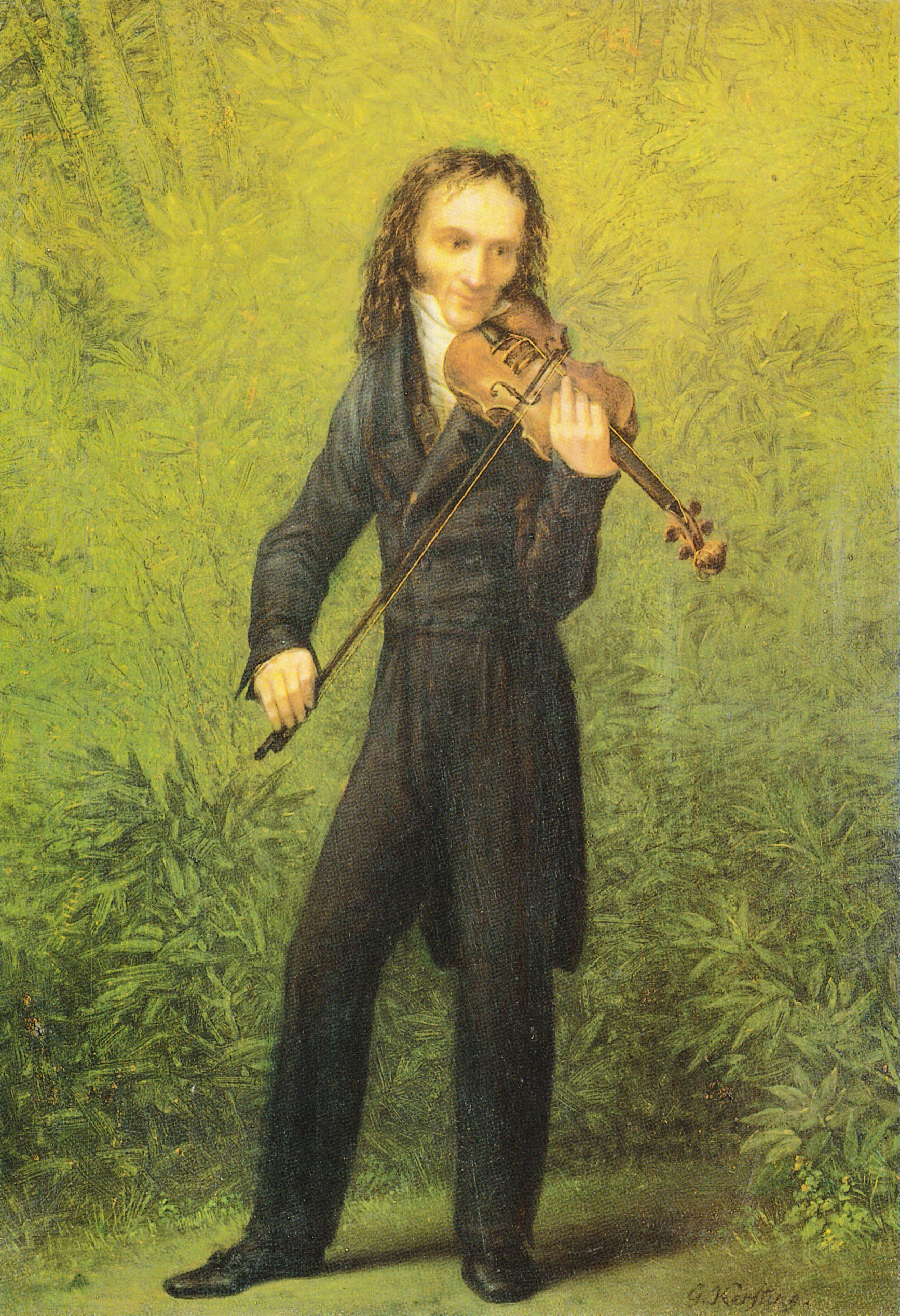
Niccolò Paganini (* 1782)

- 1770: Pietro Francesco Galleffi, italienischer Kardinal
- 1771: Johann Christian Wilhelm Augusti, deutscher Theologe, Archäologe und Orientalist
- 1772: Franz Peter Nick, deutscher katholischer Geistlicher und Hochschullehrer
- 1775: Traugott Maximilian Eberwein, deutscher Komponist und Dirigent
- 1782: Niccolò Paganini, italienischer Komponist und Geigenvirtuose
- 1784: Johanne Amalie von Elterlein, deutsche Heimatlieddichterin (Heiligohmdlied)
- 1786: Johann Ludwig Wilhelm Beck, deutscher Jurist
- 1789: Joseph Mayseder, österreichischer Geiger und Komponist
- 1793: Pierre-Bienvenu Noailles, französischer Priester und Ordensgründer

### 19. Jahrhundert

#### 1801–1850
- 1807: Caroline Hartmann, deutsche Pianistin
- 1811: Stevens Mason, US-amerikanischer Politiker, erster Gouverneur von Michigan
- 1811: Isaac Merritt Singer, US-amerikanischer Unternehmer und Erfinder
- 1813: Franz August Mammen, deutscher Unternehmer
- 1813: Dorothea Trudel, Schweizer Seelsorgerin
- 1821: Alexis de Garaudé, französischer Komponist
- 1822: Arthur Chenevière, Schweizer Bankier und Politiker

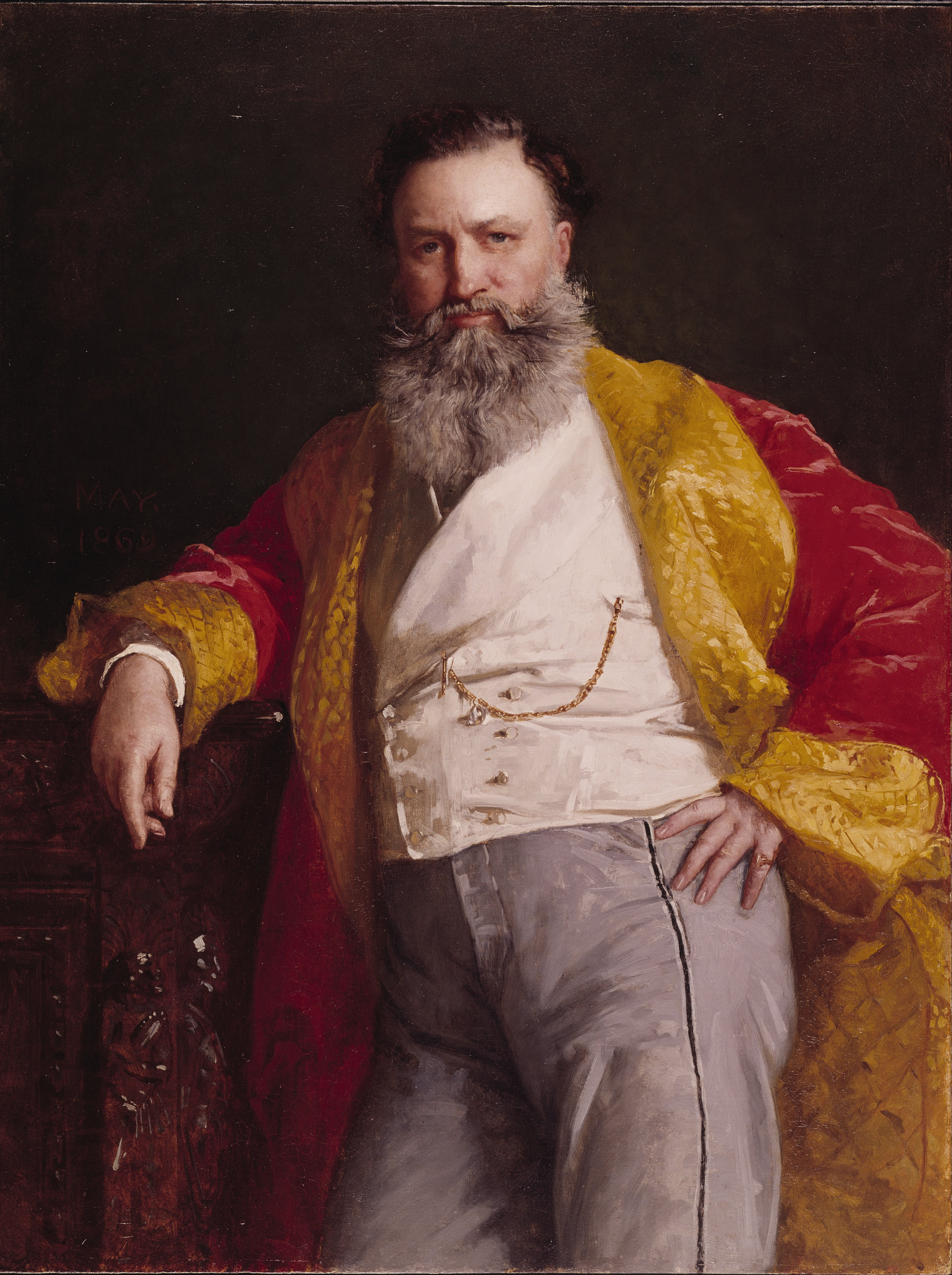
Isaac Merritt Singer (* 1811)
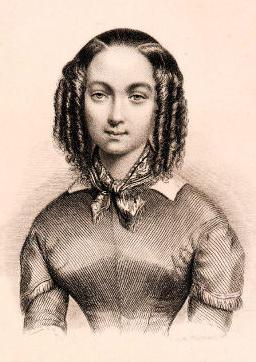
Rose Chéri (* 1824)
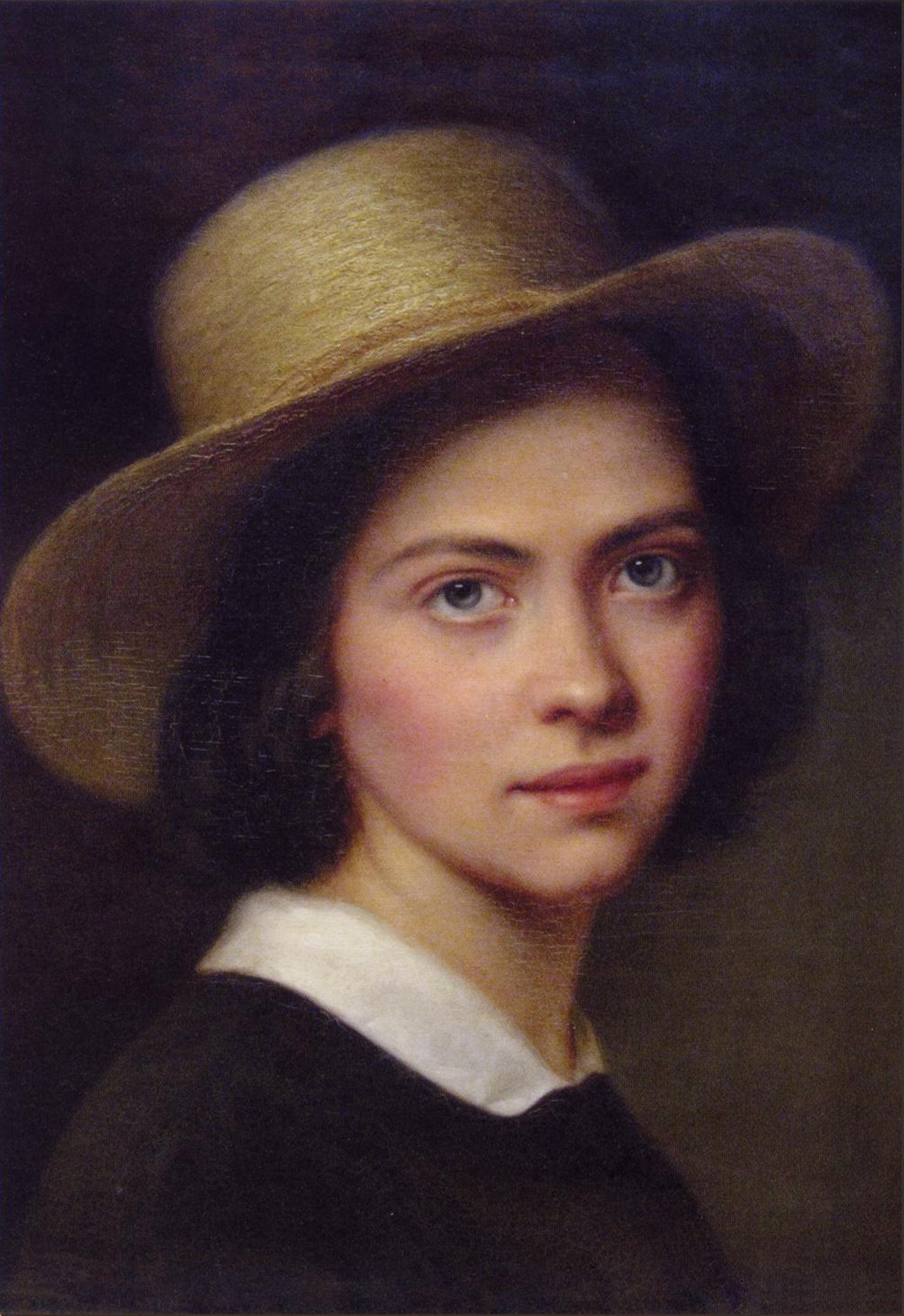
Julie Hagen-Schwarz (* 1824)
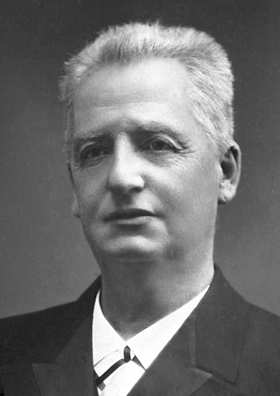
Klas Pontus Arnoldson (* 1844)

- 1824: Rose Chéri, französische Schauspielerin
- 1824: Julie Wilhelmine Hagen-Schwarz, baltendeutsche Malerin
- 1826: Marie von Olfers, deutsche Schriftstellerin und Illustratorin
- 1828: Jacob Dolson Cox, US-amerikanischer General und Politiker, Gouverneur von Ohio, Innenminister
- 1835: Simon Jenko, slowenischer Dichter
- 1836: Salomon Haberland, deutscher Unternehmer
- 1842: Jakob Zimmermann, Schweizer Gastwirt und Politiker
- 1844: Klas Pontus Arnoldson, schwedischer Journalist und Politiker, Nobelpreisträger
- 1845: Maria Oakey Dewing, US-amerikanische Malerin
- 1847: Angelo Maffucci, italienischer Pathologe
- 1848: Clara Schreiber, österreichische Salonnière und Publizistin

#### 1851–1900
- 1854: Leopold Ambronn, deutscher Astronom
- 1855: Iwan Wladimirowitsch Mitschurin, russischer Botaniker
- 1856: Amanda Courtaux, französische Musikpädagogin und Komponistin
- 1856: Kenyon Cox, US-amerikanischer Maler und Schriftsteller
- 1858: Theodore Roosevelt, US-amerikanischer Politiker, Staatspräsident, Nobelpreisträger
- 1860: Winfried Philipp Englert, deutscher Priester, Professor und Theologe
- 1862: Georges de Montenach, Schweizer Autor und Politiker
- 1862: Arthur Osann, deutscher Jurist und Politiker, MdL, MdR
- 1862: Lita zu Putlitz, deutsche Schriftstellerin
- 1863: Rudolf von Borries, deutscher Generalmajor und Militärschriftsteller
- 1864: Maria Teresa Casini, italienische Ordensfrau und Ordensgründerin, Selige
- 1866: Franz Saran, deutscher Germanist
- 1867: Edwin Francis Gay, US-amerikanischer Wirtschaftshistoriker und Publizist
- 1867: Thomas Walter Scott, kanadischer Politiker
- 1869: Janet Scudder, US-amerikanische Bildhauerin
- 1873: James J. Davis, US-amerikanischer Politiker, Arbeitsminister, Senator von Pennsylvania
- 1873: Else Otten, niederländische literarische Übersetzerin
- 1873: Ella Scoble Opperman, US-amerikanische Musikpädagogin, Organistin und Pianistin
- 1874: Owen Young, US-amerikanischer Industrieller, Geschäftsmann, Anwalt und Diplomat
- 1876: Ernst Heinrich Lange, deutscher Unternehmer und Verleger
- 1876ː Jacqueline Royaards-Sandberg, niederländische Bühnenschauspielerin
- 1876: Ferdinand Werner, deutscher Lehrer und Politiker, MdR, MdL, Ministerpräsident von Hessen

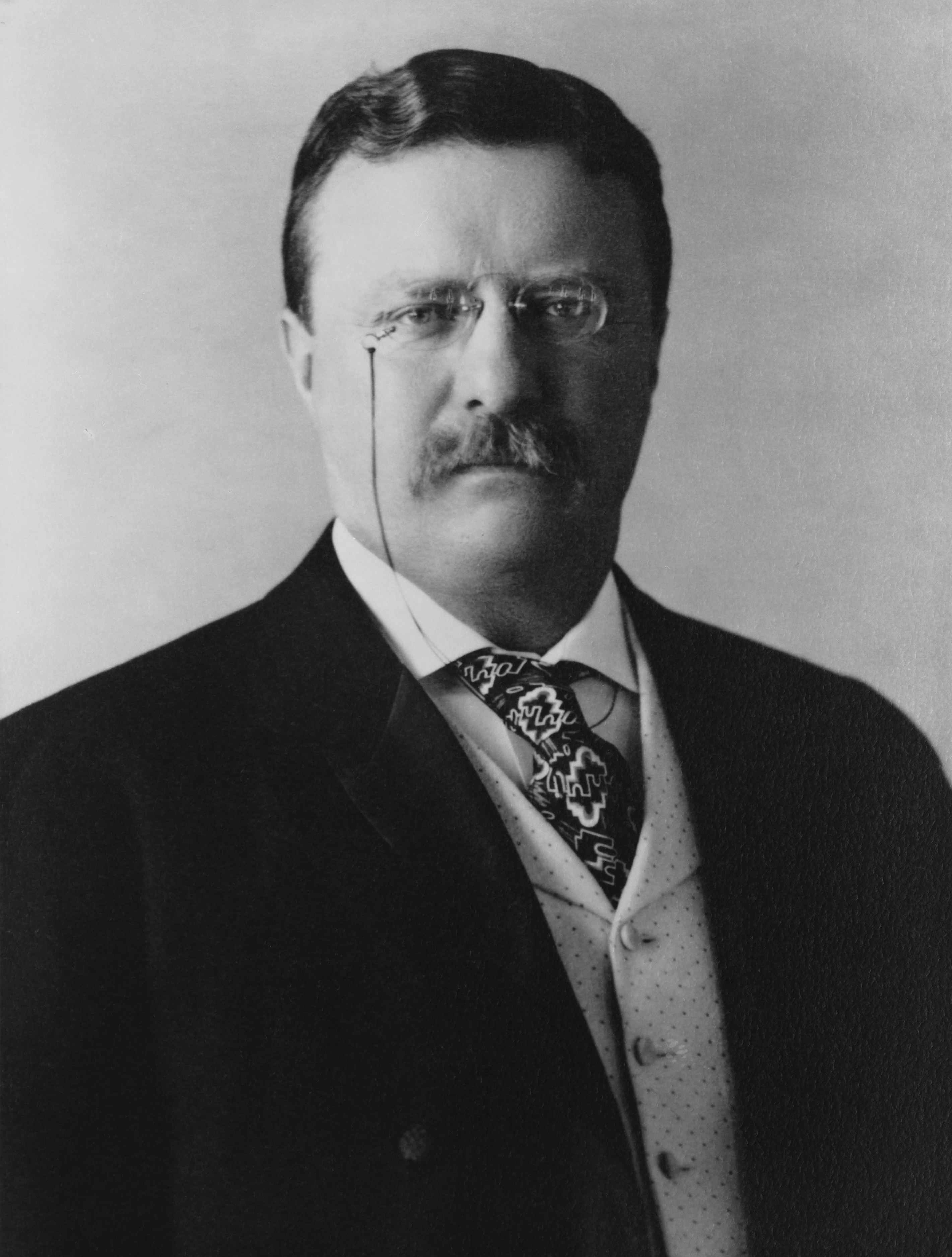
Theodore Roosevelt (* 1858)
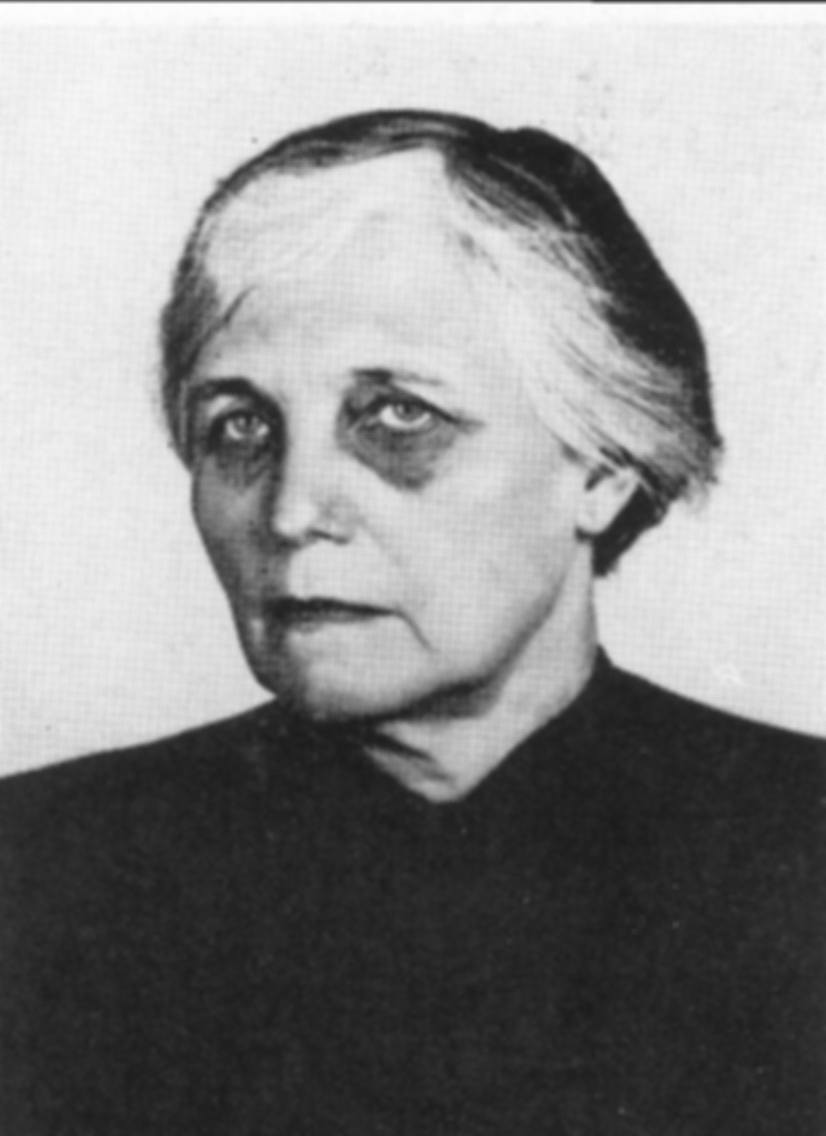
Annie Krauß (* 1879)
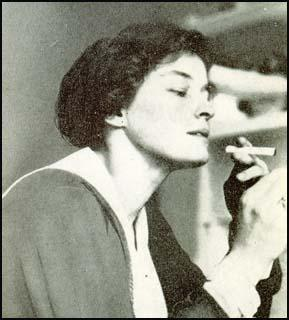
Enid Bagnold (* 1889)
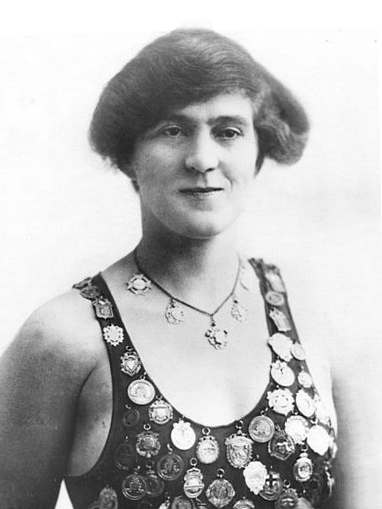
Fanny Durack (* 1889)

- 1877: Arnoldus Johannes Petrus van den Broek, niederländischer Anatom
- 1877: Walt Kuhn, US-amerikanischer Maler, Cartoonist und Lithograf
- 1879: Annie Krauß, deutsche Widerstandskämpferin
- 1880: Leopold Nenninger, deutscher Orgelbauer
- 1881: Eberhard Encke, deutscher Bildhauer
- 1881: Gertrud Wronka, deutsche Politikerin, MdL
- 1882: Dora Lux, deutsche Lehrerin
- 1882: Lazare Saminsky, ukrainisch-russischer Komponist
- 1882: Wilhelm Stapel, deutscher Publizist
- 1883: Kure Ken, japanischer Internist und Neurologe
- 1884: Jane Murfin, US-amerikanische Dramaturgin und Drehbuchautorin
- 1885: Bruno Dickhoff, deutscher Politiker und Widerstandskämpfer
- 1885: Sigrid Hjertén, schwedische Malerin
- 1887: Mikhayl Assaf, syrischer Erzbischof in Jordanien
- 1887: Nico de Wolf, niederländischer Fußballspieler
- 1888: Wilhelm Bahlburg, deutscher Politiker, MdL, MdB
- 1888: Otto Löble , deutscher Fußballspieler
- 1889: Enid Bagnold, britische Schriftstellerin und Dramatikerin
- 1889: Fanny Durack, australische Schwimmerin, Olympiasiegerin
- 1889: Henri de Kérillis, französischer Militär und Politiker
- 1890: Maria Blum, deutsche Politikerin, MdR
- 1890: Olive Hazlett, US-amerikanische Mathematikerin
- 1890: Max Jungnickel, deutscher Schriftsteller
- 1891: Paul Grüninger, Schweizer Polizeihauptmann
- 1893: Werner Kuhnt, deutscher Fußballspieler
- 1894: Fritz Sauckel, deutscher Politiker, Generalbevollmächtigter für den Arbeitseinsatz, Kriegsverbrecher
- 1896: Otto Dowidat, deutscher Politiker, MdB
- 1898: Blanche Sewell, US-amerikanische Filmeditorin
- 1899: Bill Springsteen, US-amerikanischer American-Football-Spieler

### 20. Jahrhundert

#### 1901–1925
- 1901: Aleksandrs Čaks, lettischer Lyriker, Dramatiker und Journalist
- 1902: Emil van Tongel, österreichischer Politiker, Nationalrat
- 1903: Karl Gall, österreichischer Motorradrennfahrer
- 1903: Pendleton Herring, US-amerikanischer Politikwissenschaftler
- 1903: Fred Schulz, deutscher Fußballspieler und -trainer
- 1906: Ōno Kazuo, japanischer Tänzer
- 1907: Willi Bleicher, deutscher Gewerkschafter
- 1907: Franz Haupert, luxemburgischer Kunstturner
- 1907: Helmut Walcha, deutscher Organist und Cembalist
- 1908: Hermann Glüsing, deutscher Landwirt und Politiker, MdB
- 1908: Lee Krasner, US-amerikanische Malerin
- 1910: Emerson Meyers, US-amerikanischer Komponist, Pianist und Musikpädagoge
- 1911: Leif Erickson, US-amerikanischer Schauspieler
- 1912: Conlon Nancarrow, mexikanischer Komponist
- 1913: Rolf Jährling, deutscher Galerist und Architekt
- 1913: Luigi Piotti, italienischer Autorennfahrer
- 1913: Otto Wichterle, tschechischer Chemiker

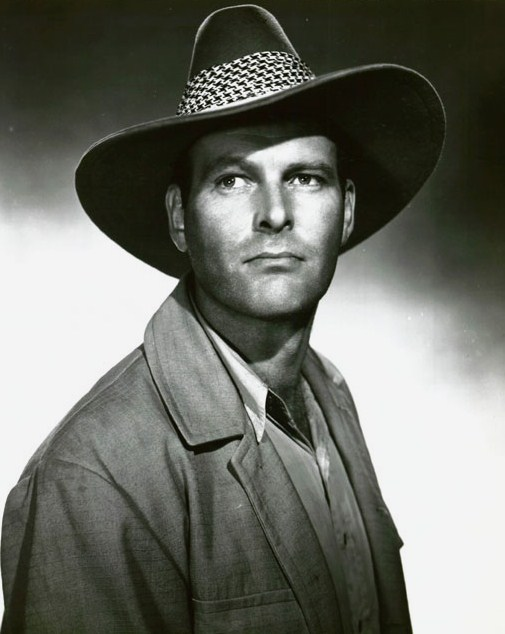
Leif Erickson (* 1911)
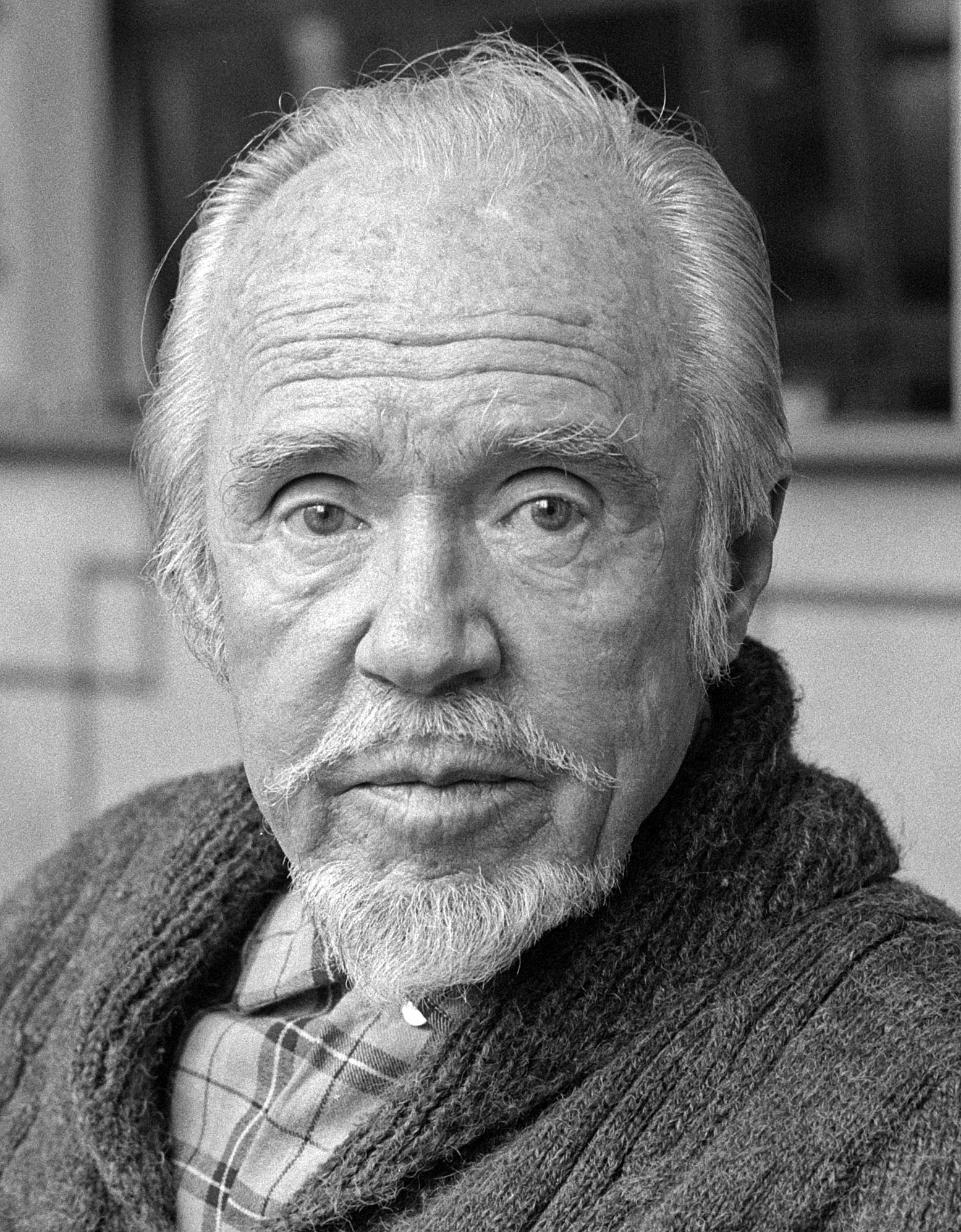
Conlon Nancarrow (* 1912)
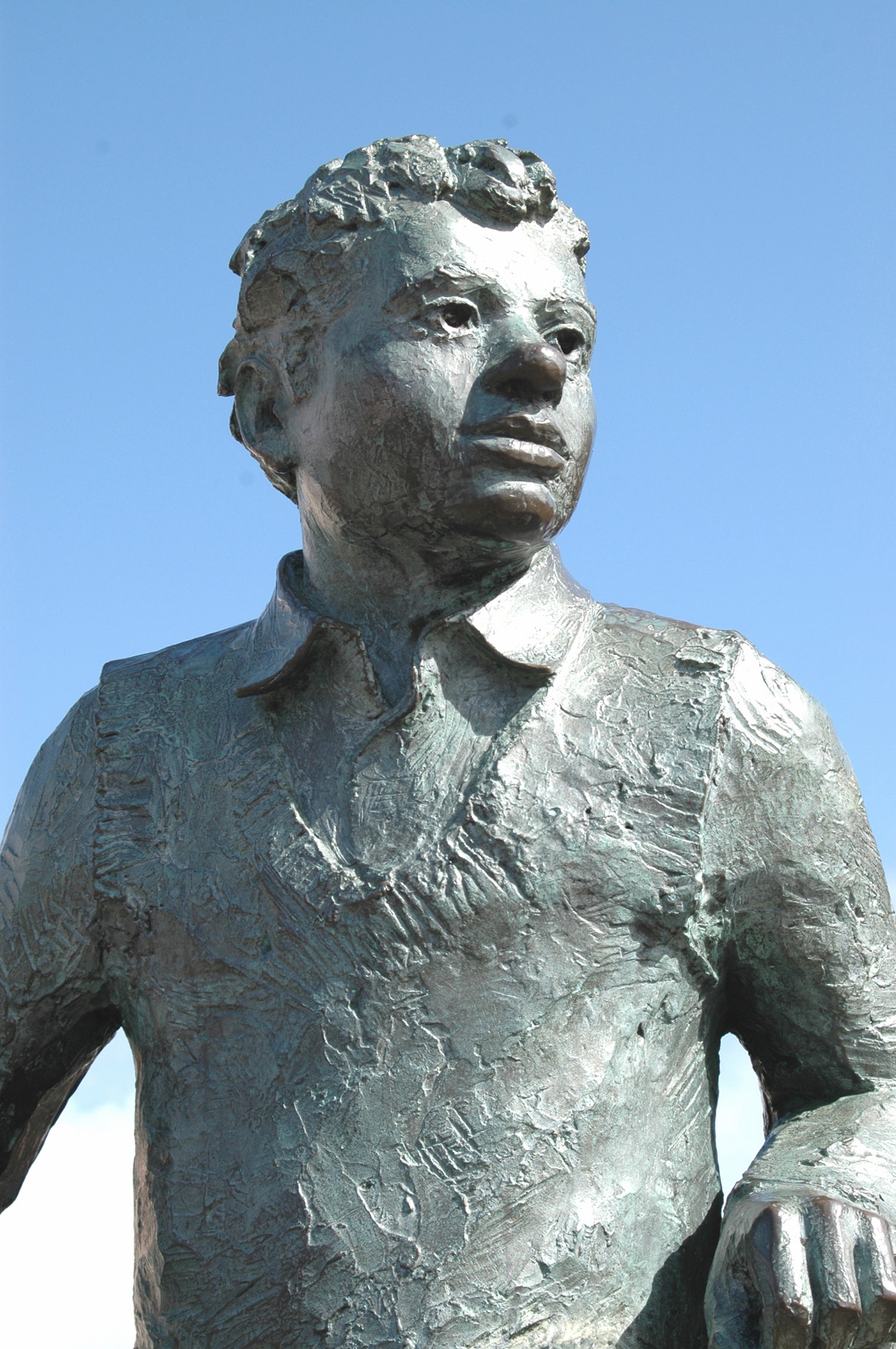
Dylan Thomas (* 1914)
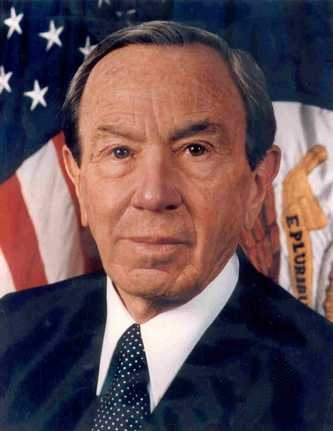
Warren Christopher (* 1925)

- 1914: Hermann Geiger, Schweizer Rettungsflieger
- 1914: Jan Kott, polnischer Theaterwissenschaftler
- 1914: Dylan Thomas, britischer Schriftsteller
- 1916: Kazimierz Brandys, polnischer Schriftsteller
- 1917: Arne Andersson, schwedischer Leichtathlet
- 1918: Gordon Delamont, kanadischer Komponist, Trompeter und Musikpädagoge
- 1918: Edgar Herschler, US-amerikanischer Politiker, Gouverneur von Wyoming
- 1918: Teresa Wright, US-amerikanische Schauspielerin
- 1919: Willi Arlt, deutscher Fußballspieler
- 1919: Tim M. Babcock, US-amerikanischer Politiker, Gouverneur von Montana
- 1919: Douglas Heyes, US-amerikanischer Drehbuchautor und Regisseur
- 1919: Michel Schwalbé, polnischer Geiger
- 1920: Lothar Domröse, deutscher Offizier
- 1920: Kocheril Raman Narayanan, indischer Politiker, Staatspräsident
- 1921: José Ádem Chain, mexikanischer Mathematiker
- 1922: Poul Bundgaard, dänischer Schauspieler
- 1922: Carlos Andrés Pérez, venezolanischer Politiker, Staatspräsident
- 1923: Roy Lichtenstein, US-amerikanischer Künstler
- 1924: Michael Angelo Avallone Jr., US-amerikanischer Schriftsteller
- 1924: Ruby Dee, US-amerikanische Schauspielerin
- 1924: Otto Zeitke, deutscher Autor und Ökonom
- 1925: Warren Christopher, US-amerikanischer Jurist, Diplomat und Politiker, Außenminister
- 1925ː Irene Knickrehm, deutsche Politikerin, MdHB

#### 1926–1950
- 1926: Tewfik Saleh, ägyptischer Filmregisseur und Drehbuchautor
- 1926: Ruth Stephan, deutsche Schauspielerin
- 1926: Kai Warner, deutscher Orchesterleiter, Produzent und Komponist
- 1927: Dominick Argento, US-amerikanischer Komponist und Hochschullehrer
- 1927: Thomas Nipperdey, deutscher Historiker (Deutsche Geschichte 1800–1918)
- 1927: Ferdinand Ranft, deutscher Reiseschriftsteller
- 1927: Hugo Schiltz, belgischer Politiker
- 1928: Hermann Oxfort, deutscher Rechtsanwalt, MdL, Berliner Bürgermeister und Justizsenator
- 1929: Franz Daebeler, deutscher Agrarwissenschaftler und Hochschullehrer
- 1929: Bill George, US-amerikanischer American-Football-Spieler
- 1931: Sonny Dallas, US-amerikanischer Jazz-Bassist und Musikpädagoge
- 1931: Nawal El Saadawi, ägyptische Schriftstellerin und Menschenrechtsaktivistin
- 1932: Sylvia Plath, US-amerikanische Dichterin
- 1932: Jean-Pierre Cassel, französischer Schauspieler
- 1933: Floyd Cramer, US-amerikanischer Musiker
- 1934: Lidija Boldyrewa, russische Volleyballspielerin
- 1936: Dave Charlton, südafrikanischer Autorennfahrer
- 1937: Peter Lustig, deutscher Fernsehmoderator
- 1938: Maurice Hinchey, US-amerikanischer Politiker
- 1938: Edda Moser, deutsche Sängerin
- 1939: Robbie Brightwell, britischer Leichtathlet
- 1939: John Cleese, britischer Filmschauspieler
- 1939: Dallas Frazier, US-amerikanischer Country-Sänger und Songwriter
- 1939: Marino Perani, italienischer Fußballspieler und -trainer
- 1940: Philip Durbrow, US-amerikanischer Ruderer
- 1940: John Gotti, US-amerikanischer Mafioso

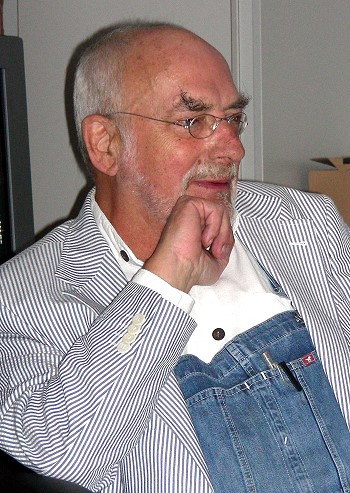
Peter Lustig (* 1937)
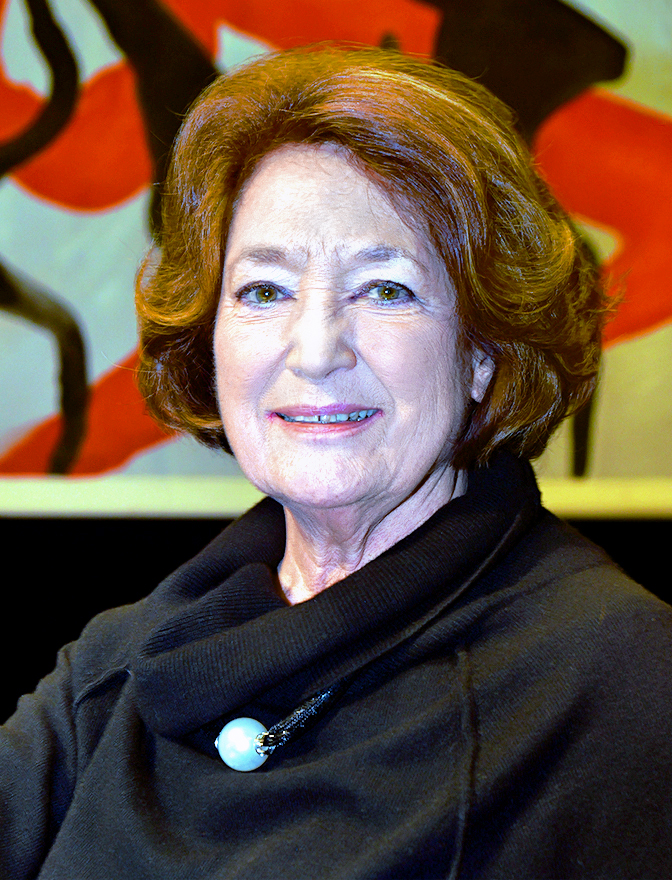
Edda Moser (* 1938)
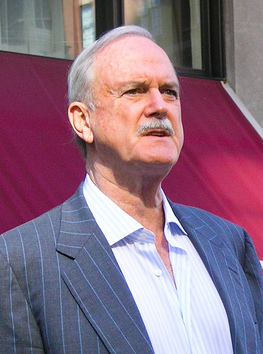
John Cleese (* 1939)
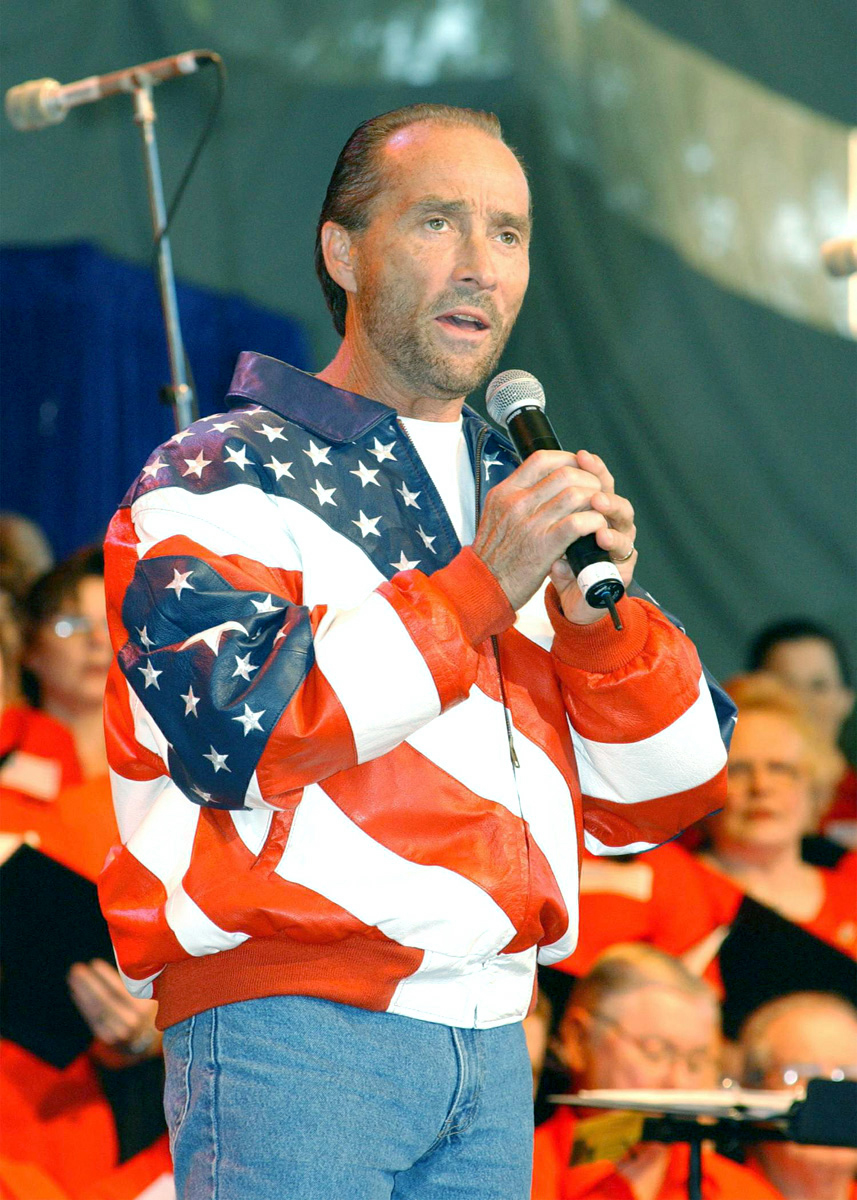
Lee Greenwood (* 1942)

- 1942: Philip Catherine, britisch-belgischer Musiker
- 1942: Lee Greenwood, US-amerikanischer Country-Sänger
- 1942: Janusz Korwin-Mikke, polnischer Politiker
- 1943: Carmen Argenziano, US-amerikanischer Schauspieler
- 1943: Roland Schäfer, deutscher Schauspieler und Regisseur
- 1943: József Zachar, ungarischer Historiker und Professor
- 1944: Georg von Waldenfels, deutscher Politiker, Manager und Sportfunktionär
- 1945: Arild Andersen, norwegischer Jazz-Bassist
- 1945: Waltraud Klasnic, österreichische Politikerin, Landeshauptfrau der Steiermark
- 1945: Luiz Inácio Lula da Silva, brasilianischer Staatspräsident
- 1946: Ivan Reitman, US-amerikanischer Regisseur und Filmproduzent
- 1946: Martin-Christian Schmidt, deutscher Cembalobauer und Musikinstrumenten-Restaurator
- 1946: Carrie Snodgress, US-amerikanische Schauspielerin
- 1946: Wolfgang Streeck, deutscher Soziologe
- 1947: Edgar Broughton, britischer Sänger und Songschreiber
- 1947: Gunter Demnig, deutscher Künstler
- 1948: Yves Triantafilos, französischer Fußballspieler
- 1949: Bodo Staiger, deutscher Musiker
- 1950: Július Šupler, slowakischer Eishockeyspieler und -trainer

#### 1951–1975
- 1951: K. K. Downing, britischer Rockmusiker
- 1951: Franz-Josef Sehr, deutscher Kaufmann und Feuerwehrfunktionär
- 1952: Anthony Arndt, deutscher Schauspieler, Moderator und Radrennfahrer
- 1952: Roberto Benigni, italienischer Schauspieler und Filmregisseur
- 1952: Hazell Dean, britische Popsängerin und Songwriterin
- 1952: Brigitte Engerer, französische Pianistin
- 1952: Francis Fukuyama, US-amerikanischer Politologe
- 1952: Horst-Dieter Krasshöfer, deutscher Jurist
- 1952: Serge Saulnier, französischer Autorennfahrer, Rennstallbesitzer und Motorsportfunktionär
- 1952: Topi Sorsakoski, finnischer Rock- und Schlagersänger
- 1952: Ted Wass, US-amerikanischer Schauspieler
- 1954: Siegmund Astner, österreichischer Politiker
- 1954: Mike Kelley, US-amerikanischer Installations- und Performancekünstler
- 1954: Wookie Mayer, deutsche Schauspielerin
- 1955: Jörg Hartmann, jüngstes deutsches Berliner-Mauer-Opfer
- 1955: Tetsu Saitoh, japanischer Jazzbassist und Improvisationsmusiker
- 1956: Michèle Chardonnet, französische Leichtathletin
- 1956: Christiane Wartenberg, deutsche Leichtathletin, Olympiamedaillengewinnerin
- 1957: Pia Frankenberg, deutsche Filmregisseurin
- 1957: Axel Freimuth, Physiker, Rektor der Universität Köln
- 1957: Glenn Hoddle, englischer Fußballspieler und -trainer
- 1957: Jürgen Uteß, deutscher Fußballspieler
- 1958: Manu Katché, französischer Schlagzeuger
- 1958: Rudolf Rechsteiner, Schweizer Politiker
- 1958: Simon Le Bon, britischer Musiker, Sänger und Songschreiber (Duran Duran)
- 1959: Rick Carlisle, US-amerikanischer Basketballspieler und -trainer
- 1959: Hans Koolmees, niederländischer Komponist
- 1960ː Christine Lechner, österreichische Architektin
- 1960: Geri Müller, Schweizer Politiker
- 1961: Sandra Myrna Díaz, argentinische Biologin
- 1961: Margaret Mazzantini, italienische Schauspielerin und Schriftstellerin
- 1961: Ludwig Sebastian Meyer-Stork, deutscher Manager
- 1962: Thomas Balou Martin, deutscher Schauspieler, Synchronsprecher und Fernsehmoderator

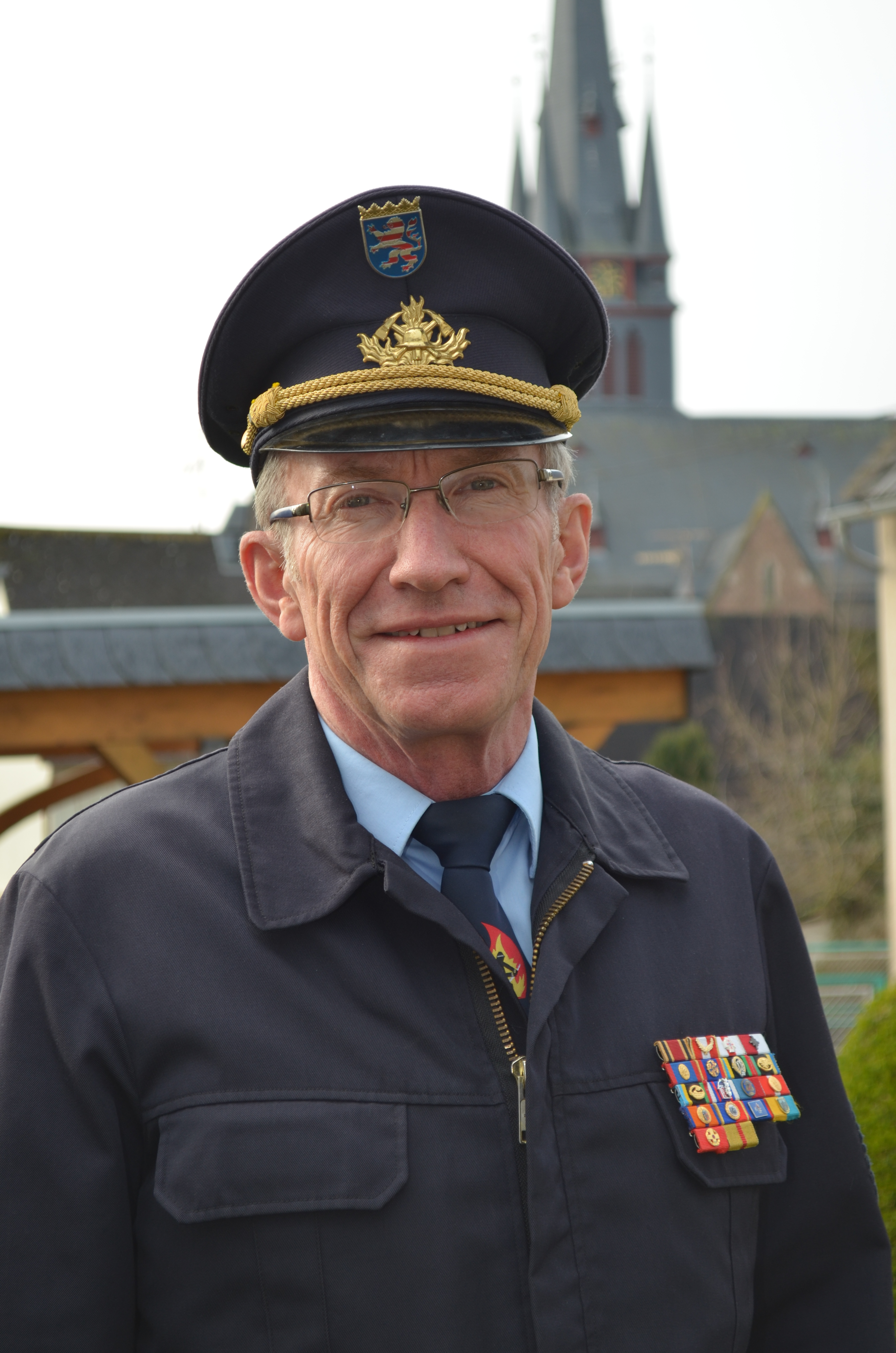
Franz-Josef Sehr (* 1951)
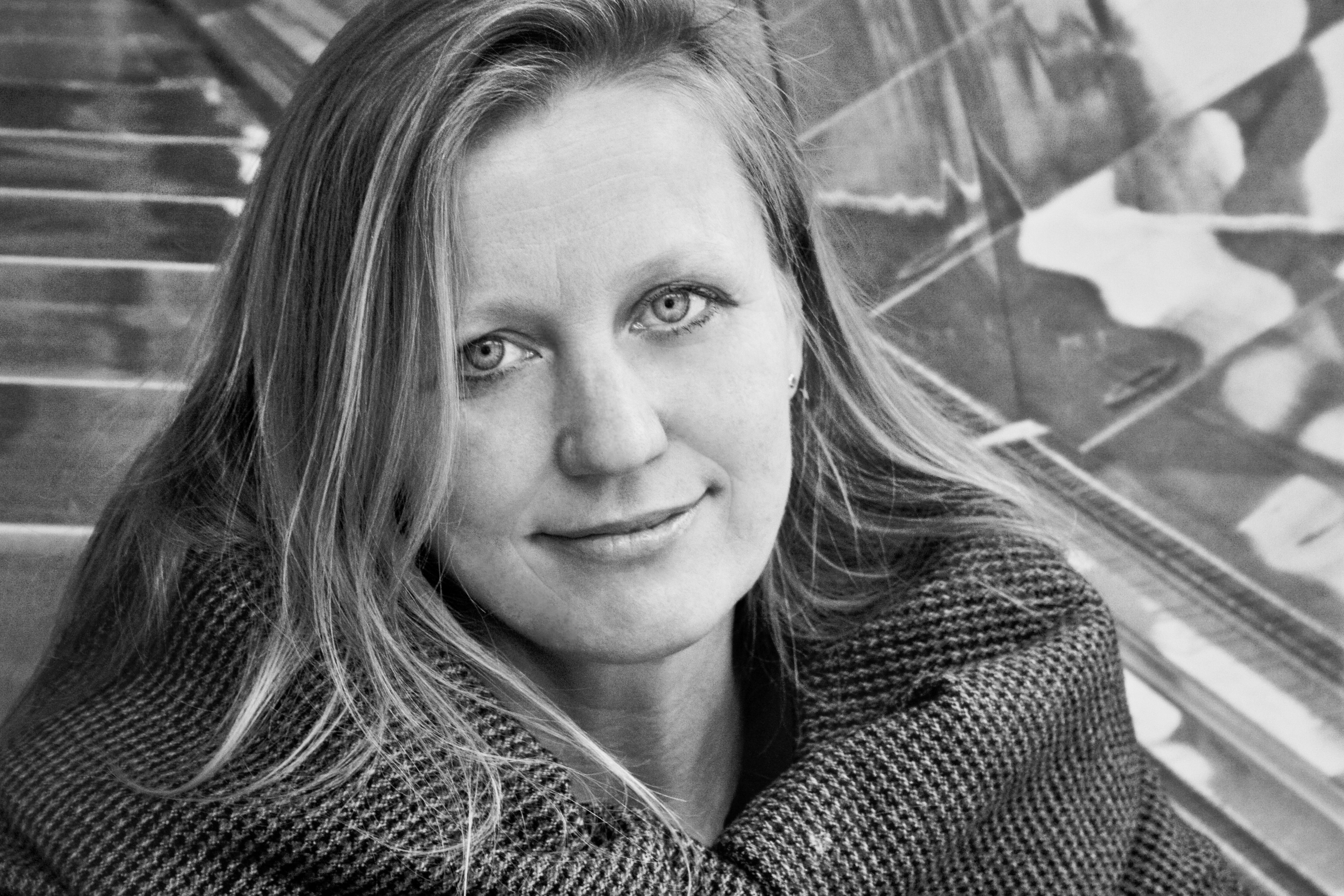
Christine Lechner (* 1960)
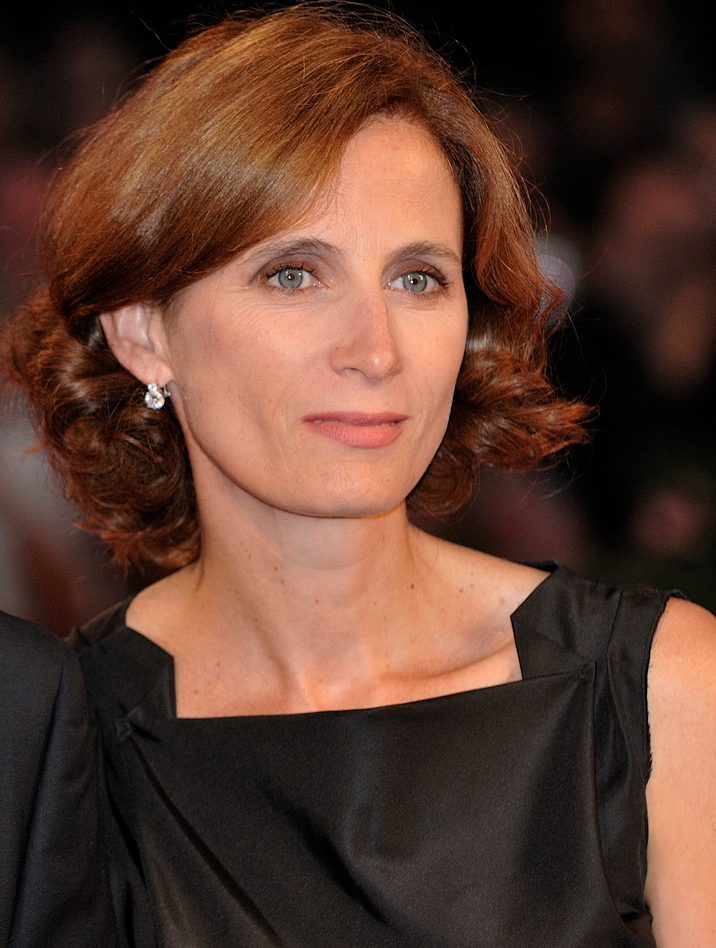
Margaret Mazzantini (* 1961)
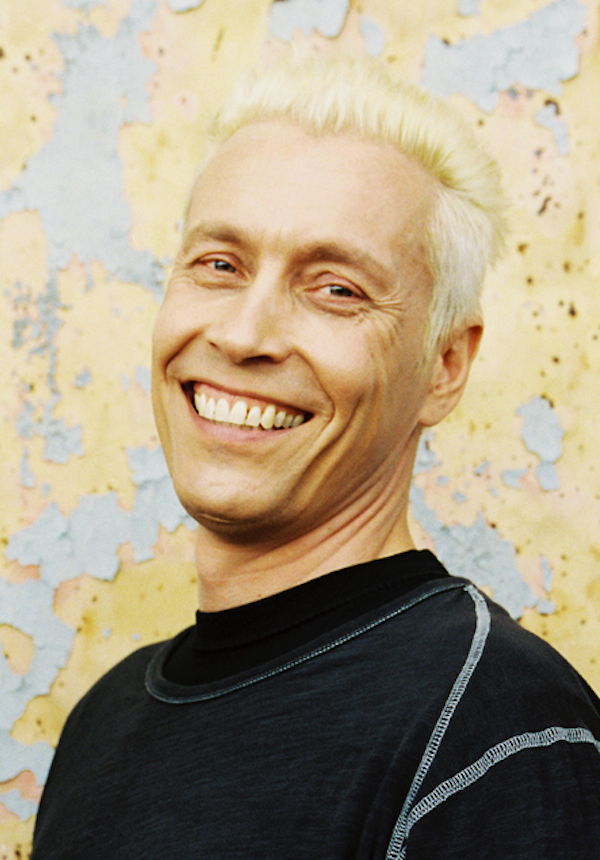
Farin Urlaub (* 1963)
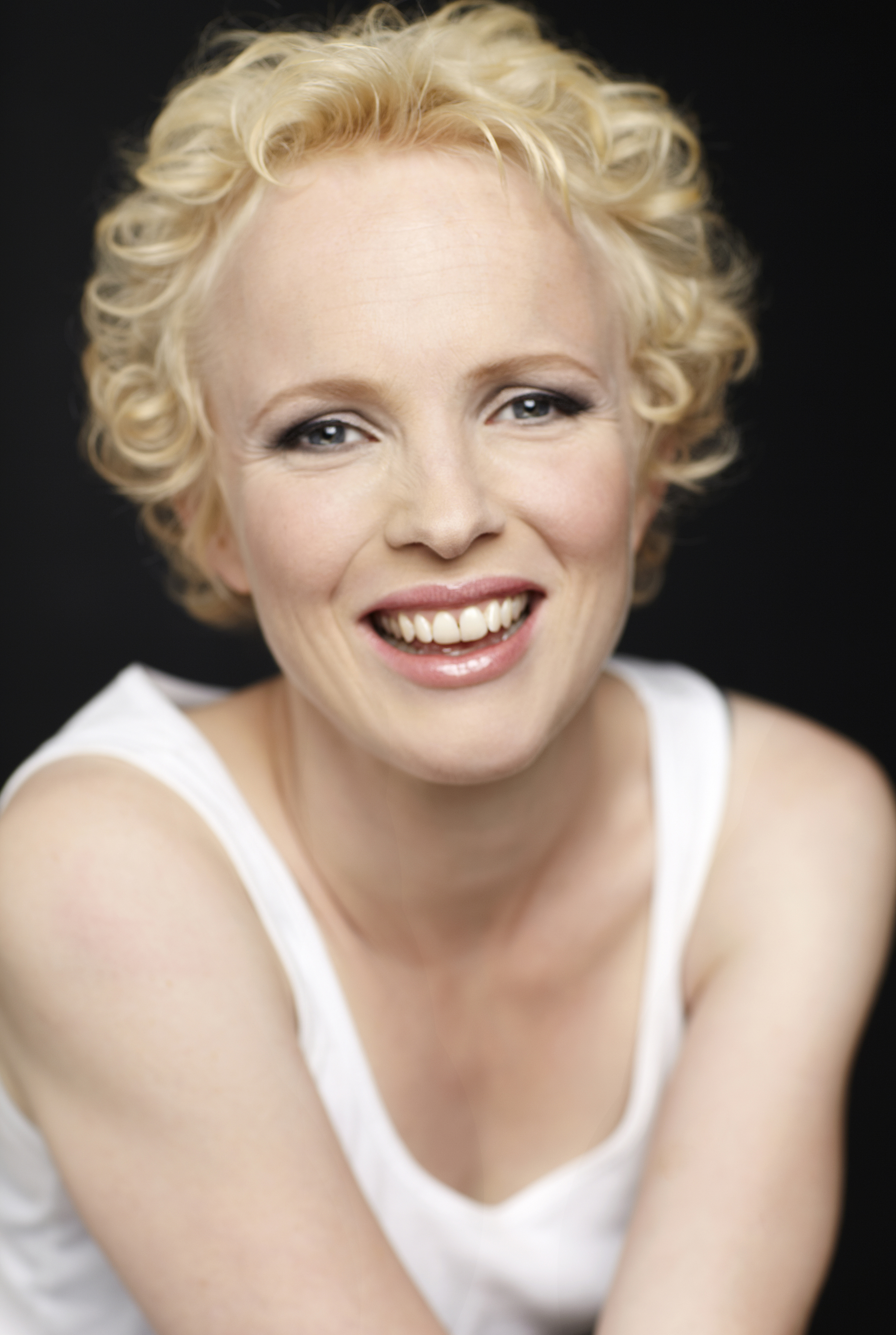
Kerstin Avemo (* 1973)

- 1963: Christine Lipp-Wahl, deutsche Politikerin
- 1963: Farin Urlaub, deutscher Musiker (Die Ärzte)
- 1963: Kay-Uwe Ziegler, deutscher Politiker
- 1964: Gerd Gottlob, deutscher Fußballkommentator
- 1965: Mauro Gambetti, italienischer Erzbischof und Kardinal
- 1965: Stefan Prein, deutscher Motorradrennfahrer
- 1966: Gudrun Arnitz, österreichische Skirennläuferin
- 1966: Marko Perkovic Thompson, kroatischer Sänger
- 1966: Nicole Petignat, Schweizer Fußballschiedsrichterin
- 1966: Katrin Pollitt, deutsche Schauspielerin
- 1967: Mart Siimer, estnischer Komponist
- 1967: Scott Weiland, US-amerikanischer Rock-Musiker
- 1969: Hee Oh, südkoreanische Mathematikerin
- 1969: Michael Tarnat, deutscher Fußballspieler
- 1969: Christian Utz, deutscher Musikwissenschaftler, Musiktheoretiker und Komponist
- 1971: Christoph Ruf, deutscher Autor und Journalist
- 1971: Theodoros Zagorakis, griechischer Fußballspieler
- 1972: Maria de Lurdes Mutola, mosambikanische Mittelstreckenläuferin, Olympiasiegerin
- 1973: Jessica Andersson, schwedische Sängerin
- 1973: Kerstin Avemo, schwedische Opernsängerin
- 1974: Torben Hoffmann, deutscher Fußballspieler
- 1975: Aron Ralston, US-amerikanischer Bergsteiger

#### 1976–2000
- 1976: Ariel Miguel Santiago Ibagaza, argentinisch-spanischer Fußballspieler
- 1976: Mafalda Pereira, portugiesische Freestyle-Skierin
- 1976: David Terrien, französischer Autorennfahrer
- 1978: Vanessa-Mae, thailändisch-britische Violinistin
- 1978: Toby Petersen, US-amerikanischer Eishockeyspieler
- 1980: Ünsal Mukadder Arik, türkischer Boxer
- 1980: Nora Boeckler, deutsche Schauspielerin und Komikerin
- 1980: Jewgeni Stakanow, tadschikischer Leichtathlet
- 1981: Salem Al Fakir, schwedischer Musiker und Sänger
- 1981: Volkan Demirel, türkischer Fußballtorwart
- 1981: Marvin Priest, britisch-australischer Pop- und R&B-Sänger
- 1982: Joana Zimmer, deutsche Sängerin
- 1983: Anna Marciak, deutsche Fußballspielerin
- 1984: Karoline Bär, deutsche Schauspielerin
- 1984: Matteo Malucelli, italienischer Autorennfahrer
- 1984: Kelly Osbourne, britische Musikerin und Schauspielerin
- 1984: Danijel Subašić, kroatischer Fußballspieler
- 1986: Inbar Lavi, israelisch-US-amerikanische Schauspielerin
- 1986: André Reithebuch, Schweizer Zimmermann, Mister Schweiz 2009
- 1986: Louis Williams, US-amerikanischer Basketballspieler
- 1987: Thelma Aoyama, japanische Pop- und R&B-Sängerin
- 1988: Evan Turner, US-amerikanischer Basketballspieler
- 1989: Marta Arndt, polnisch-deutsche Tänzerin
- 1990: Farzad Abdollahi, iranischer Taekwondoin
- 1990: Jana Beller, deutsch-russisches Fotomodell und Mannequin
- 1990: Brenton Tarrant, australischer Rechtsterrorist und Massenmörder
- 1990: Vinzenz Wagner, österreichischer Schauspieler und Tänzer
- 1991: Amanda Babaei Vieira, deutsche Schauspielerin

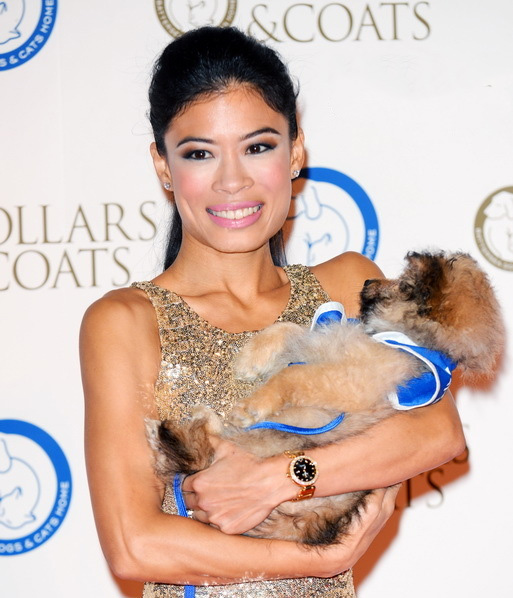
Vanessa-Mae (* 1978)
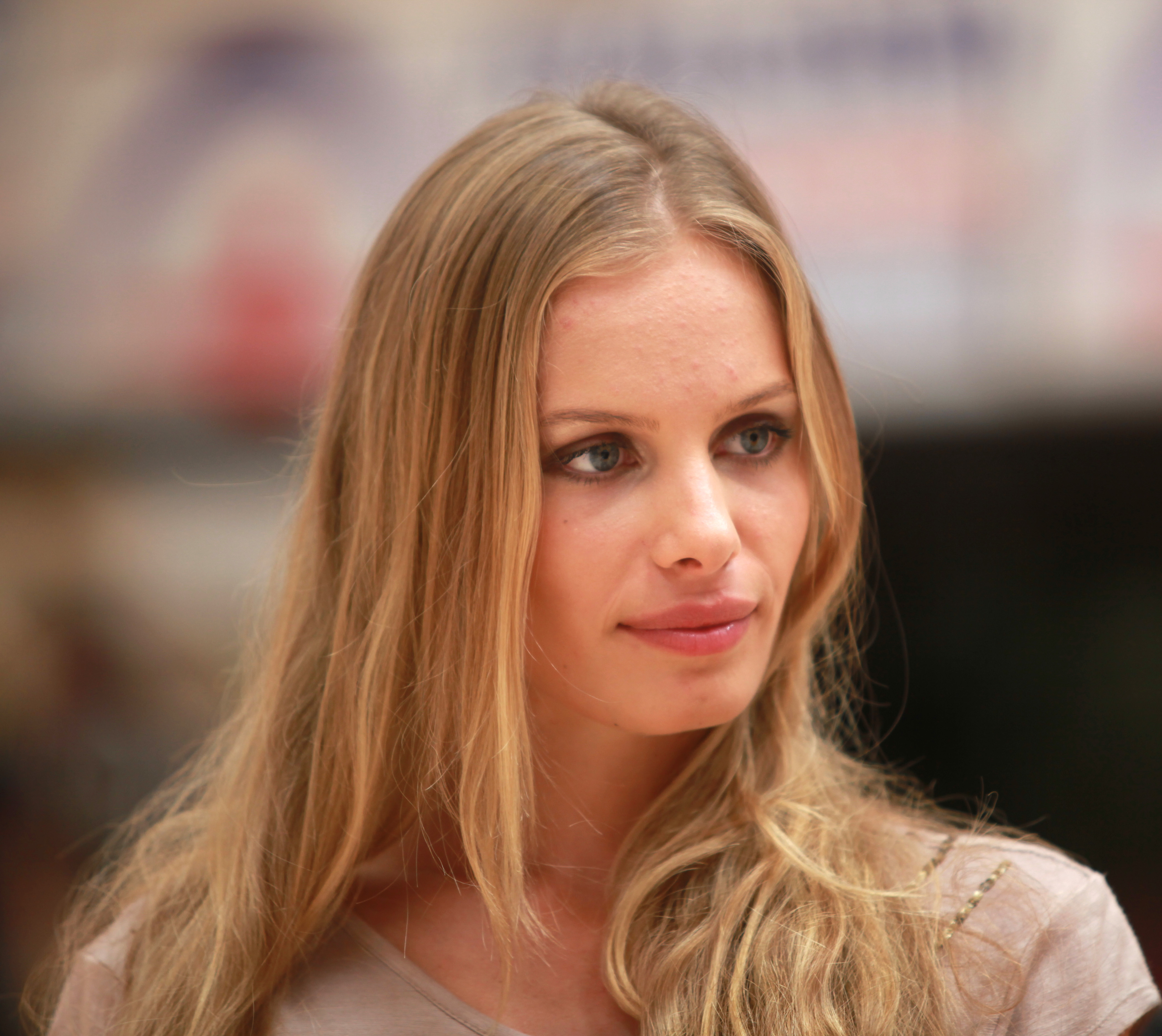
Jana Beller (* 1990)
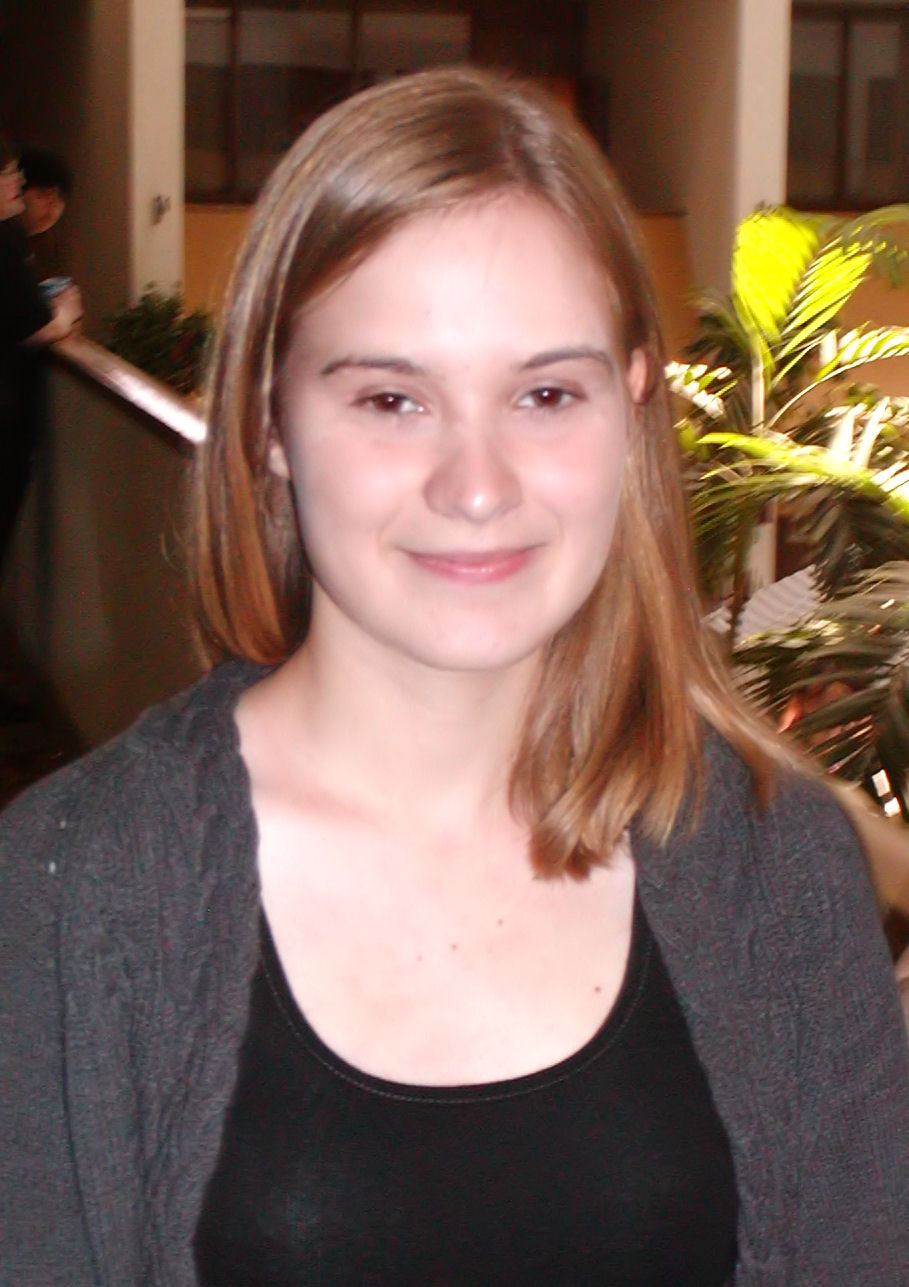
Emily Hagins (* 1992)

- 1991: Hüseyin Atalay, türkischer Fußballspieler
- 1991: Seo Young-woo, südkoreanischer Bobfahrer
- 1992: Stephan El Shaarawy, italienisch-ägyptischer Fußballspieler
- 1992: Jella Haase, deutsche Schauspielerin
- 1992: Emily Hagins, US-amerikanische Regisseurin und Drehbuchautorin
- 1992: Marko Vukićević, serbischer Skirennläufer
- 1993: Artjom Antonevitch, russisch-deutscher Handballspieler
- 1993: Cemre Anıl, türkische Tennisspielerin
- 1993: Korbinian Vollmann, deutscher Fußballspieler
- 1994: Kurt Zouma, französischer Fußballspieler
- 1995: Leon Draisaitl, deutscher Eishockeyspieler
- 1995: Alina Otto, deutsche Handballspielerin
- 1996: Nadiem Amiri, deutscher Fußballspieler
- 1997: Lonzo Ball, US-amerikanischer Basketballspieler
- 1998: Youssouf Ndayishimiye, burundischer Fußballspieler
- 1999ː Sarah Abu Sabbah, deutsch-jordanische Fußballspielerin

### 21. Jahrhundert
- 2000: Paulina Krumbiegel, deutsche Fußballspielerin
- 2001: Teilor Grubbs, US-amerikanische Schauspielerin

## Gestorben

### Vor dem 16. Jahrhundert

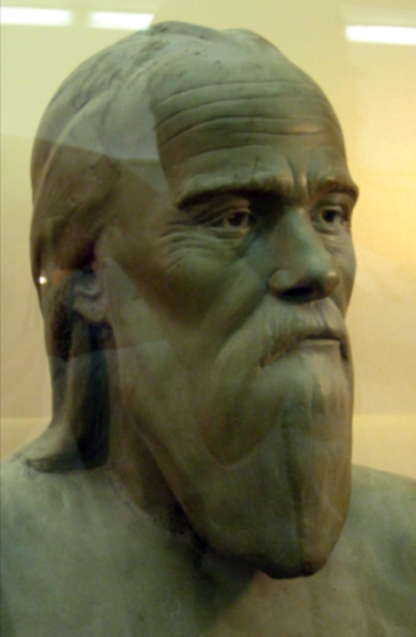
Nestor von Kiew († 1113)
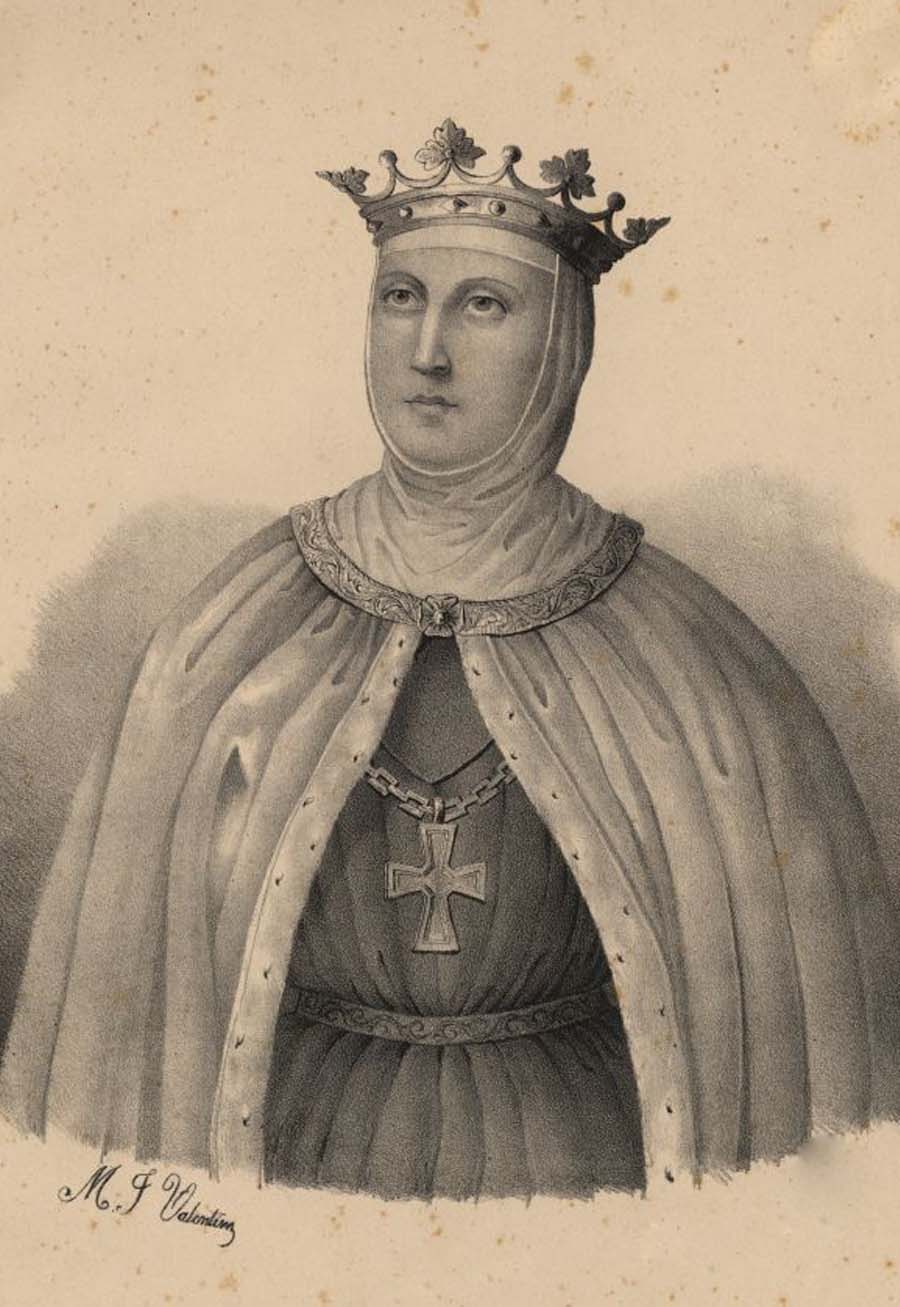
Beatrix von Kastilien († 1303)
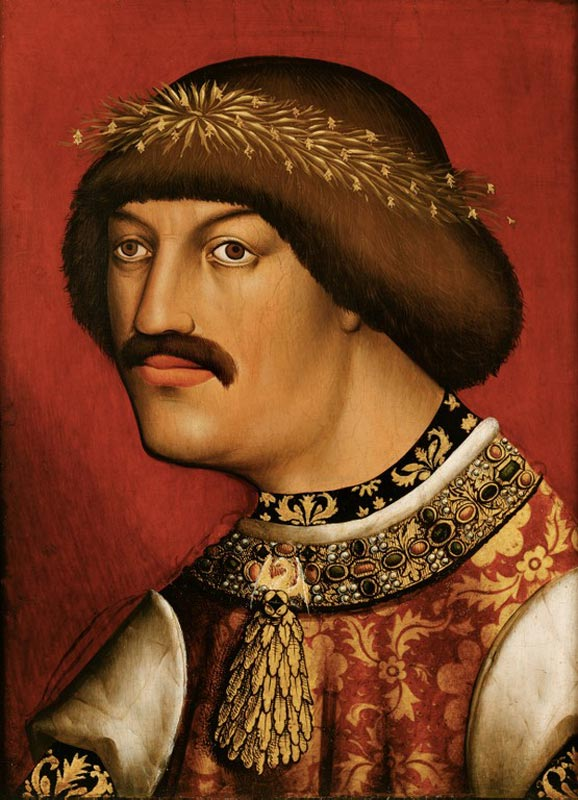
Albrecht II. von Habsburg († 1439)
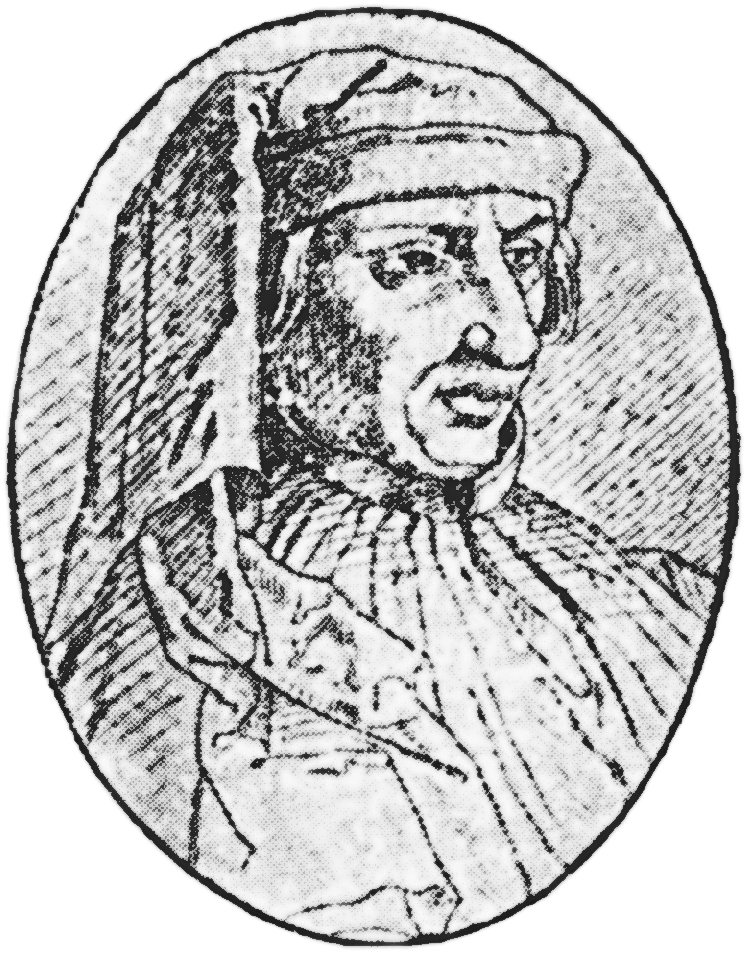
Rudolf Agricola († 1485)

- 0673: Agatho von Alexandria, Papst der koptischen Kirche
- 0933: Adalward, Bischof von Verden
- 0939: Æthelstan, König von England
- 1113: Nestor von Kiew, Mönch, Chronist
- 1140: Kakuyū, Mönch und Zeichner
- 1244: Adelheid von Wassel, Gräfin von Ratzeburg
- 1265: Humphrey V. de Bohun, englischer Adeliger und Rebell
- 1269: Ulrich III. von Spanheim, Herzog von Kärnten
- 1272: Hugo IV., Herzog von Burgund und Titularkönig des Königreichs Thessalonike
- 1303: Beatrix von Kastilien, Prinzessin von Kastilien und Königin von Portugal
- 1312: Johann II. Herzog von Brabant und Limburg
- 1326: Hugh le Despenser, 1. Earl of Winchester, englischer Magnat, Diplomat und Militär
- 1331: Abu l-Fida, arabischer Chronist, Geograph und Emir von Hama
- 1331: Heinrich Reiche, Propst des Doms zu Brandenburg und Konservator des Klosters Dargun
- 1333: Stephen Seagrave, Erzbischof von Armagh
- 1348: Withego I. von Ostrau, Bischof von Naumburg
- 1359: Heinrich von Volkach, Weihbischof in Regensburg
- 1361: Thomas de Berkeley, englischer Adeliger
- 1363: Matthäus an der Gassen, Fürstbischof von Brixen
- 1374: Gongmin Wang, 31. König des koreanischen Goryeo-Reiches
- 1430: Witold, Großfürst von Litauen
- 1439: Albrecht II., König von Ungarn und Böhmen, sowie römisch-deutscher König
- 1441: Margery Jourdemain, Engländerin, Opfer der Hexenverfolgung
- 1449: Ulugh Beg, Timuriden-Fürst in Samarkand, bekannt als Astronom und als Gründer der Ulugbek-Madrasa
- 1454: Magdalena von Brandenburg, Herzogin von Braunschweig-Lüneburg
- 1459: Giannozzo Manetti, Humanist der italienischen Renaissance
- 1475: Guillaume de Chalon-Arlay, Fürst von Orange
- 1485: Rudolf Agricola, niederländischer Humanist, Schriftsteller und Gelehrter
- 1489: Albert II. Krummendiek, Bischof von Lübeck

### 16. und 17. Jahrhundert

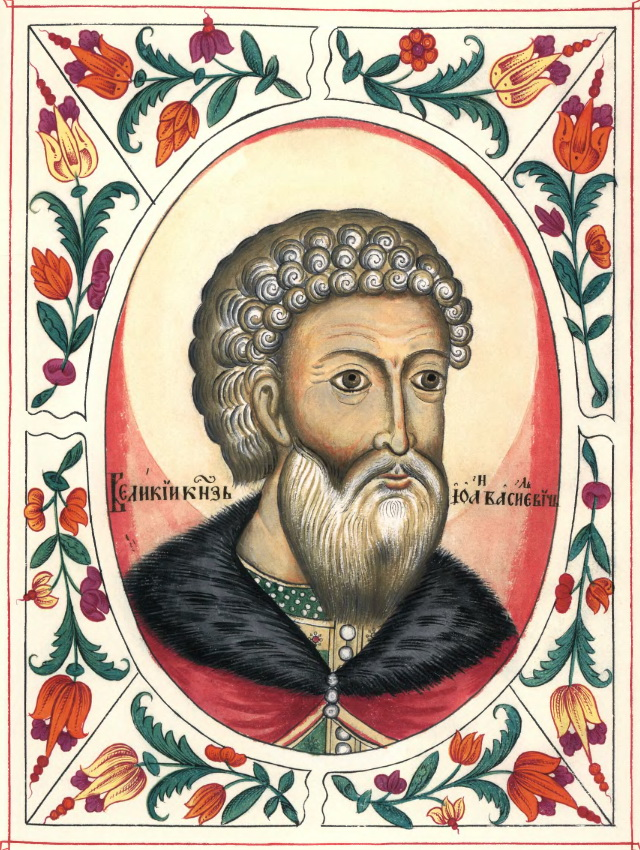
Iwan III. († 1505)
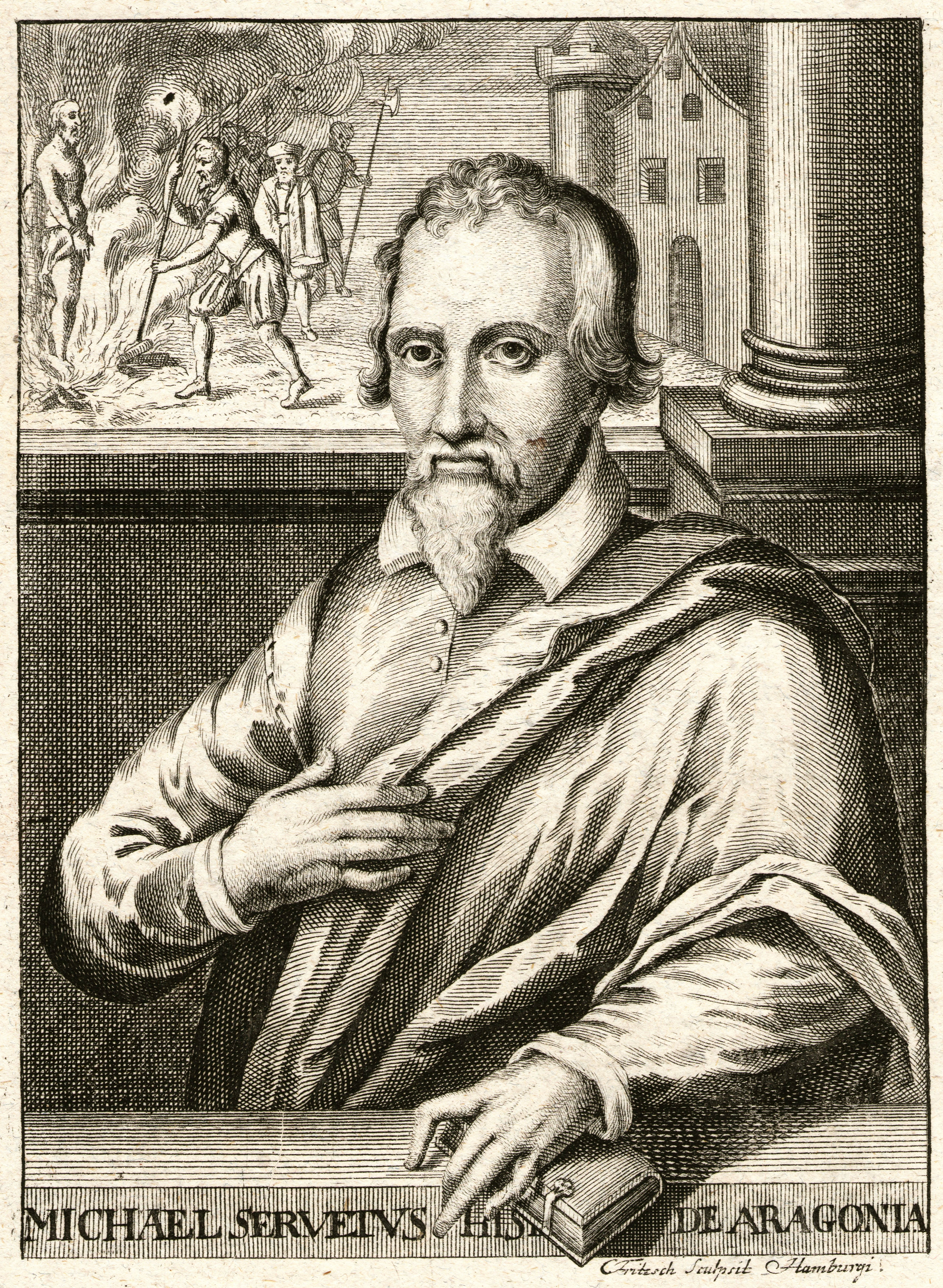
Michael Servetus († 1553)
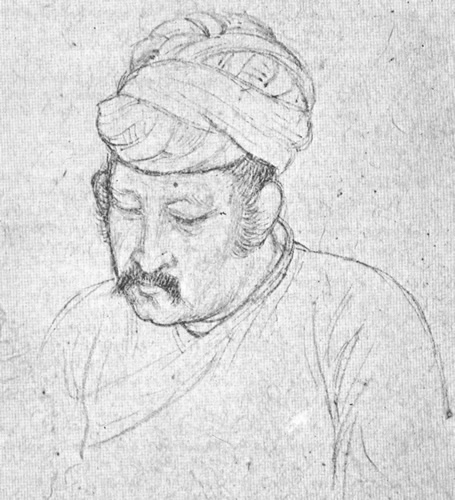
Akbar († 1605)
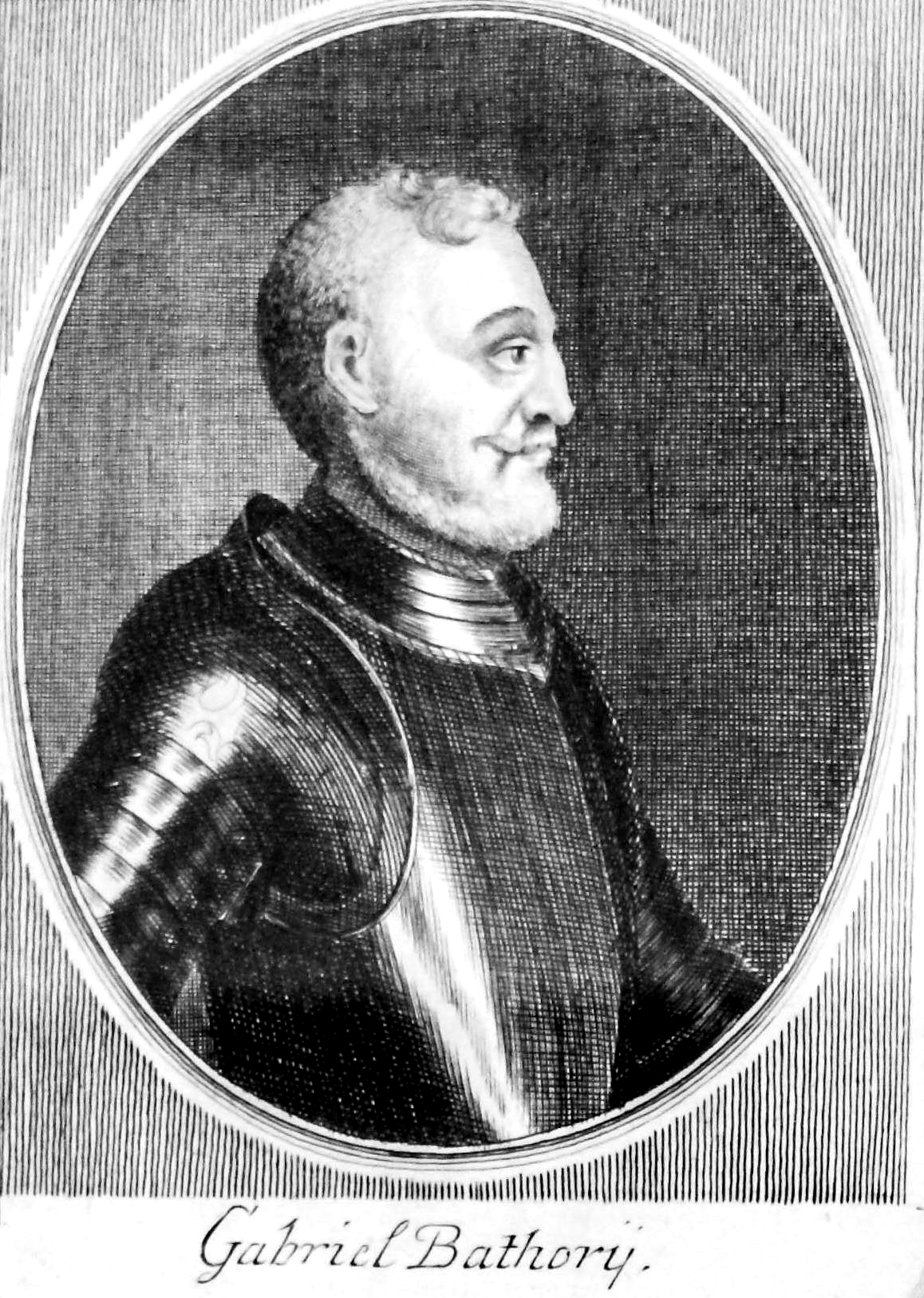
Gabriel Báthory († 1613)

- 1505: Iwan III., Herrscher von Russland, Großfürst von Moskau
- 1513: George Manners, 11. Baron de Ros, englischer Adeliger
- 1548: Johannes Dantiscus, Bischof von Kulm und Bischof von Ermland
- 1549: Marie d’Albret, Gräfin von Rethel und Gräfin von Nevers
- 1553: Michael Servetus, spanischer Arzt und Theologe
- 1556: Friedrich von Dänemark, Bischof von Hildesheim und Schleswig
- 1561: Lope de Aguirre, spanischer Konquistador
- 1582: Vratislav von Pernstein, böhmisch-mährischer Adliger und Oberstkanzler von Böhmen
- 1586: Philip Sidney, englischer Prosaiker
- 1587: Michael Beuther, deutscher Historiker, Dichter, Jurist und Beamter
- 1597: Alfonso II. d’Este, Herzog von Ferrara, Modena und Reggio
- 1605: Akbar I., Großmogul von Indien
- 1613: Gabriel Báthory, Fürst von Siebenbürgen
- 1613: Johann Bauhin, Schweizer Arzt und Botaniker
- 1616: Johann Richter, deutscher Astronom, Mathematiker und Instrumentenbauer
- 1637: Ludwig Heidenreich von Callenberg, deutscher Hofbeamter und Offizier
- 1642: Jean Nicolet, französischer Entdecker
- 1651: Panfilo Nuvolone, italienischer Maler und Freskant
- 1675: Gilles Personne de Roberval, französischer Mathematiker
- 1676: Johan de Witt, holländischer Politiker
- 1680: Anton I. von Aldenburg, deutscher Reichsgraf
- 1696: Johann Gabriel Löbel, deutscher Glashüttenbesitzer und Hammerherr
- 1700: Armand Jean Le Bouthillier de Rancé, französischer Theologe und Mönch

### 18. Jahrhundert

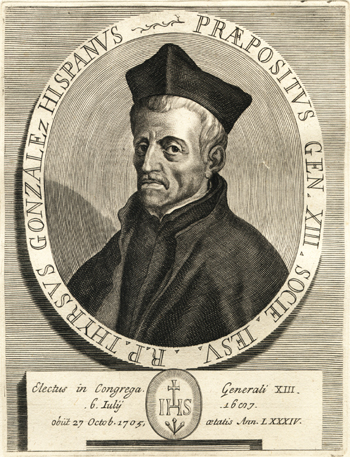
Thyrsus González († 1705)
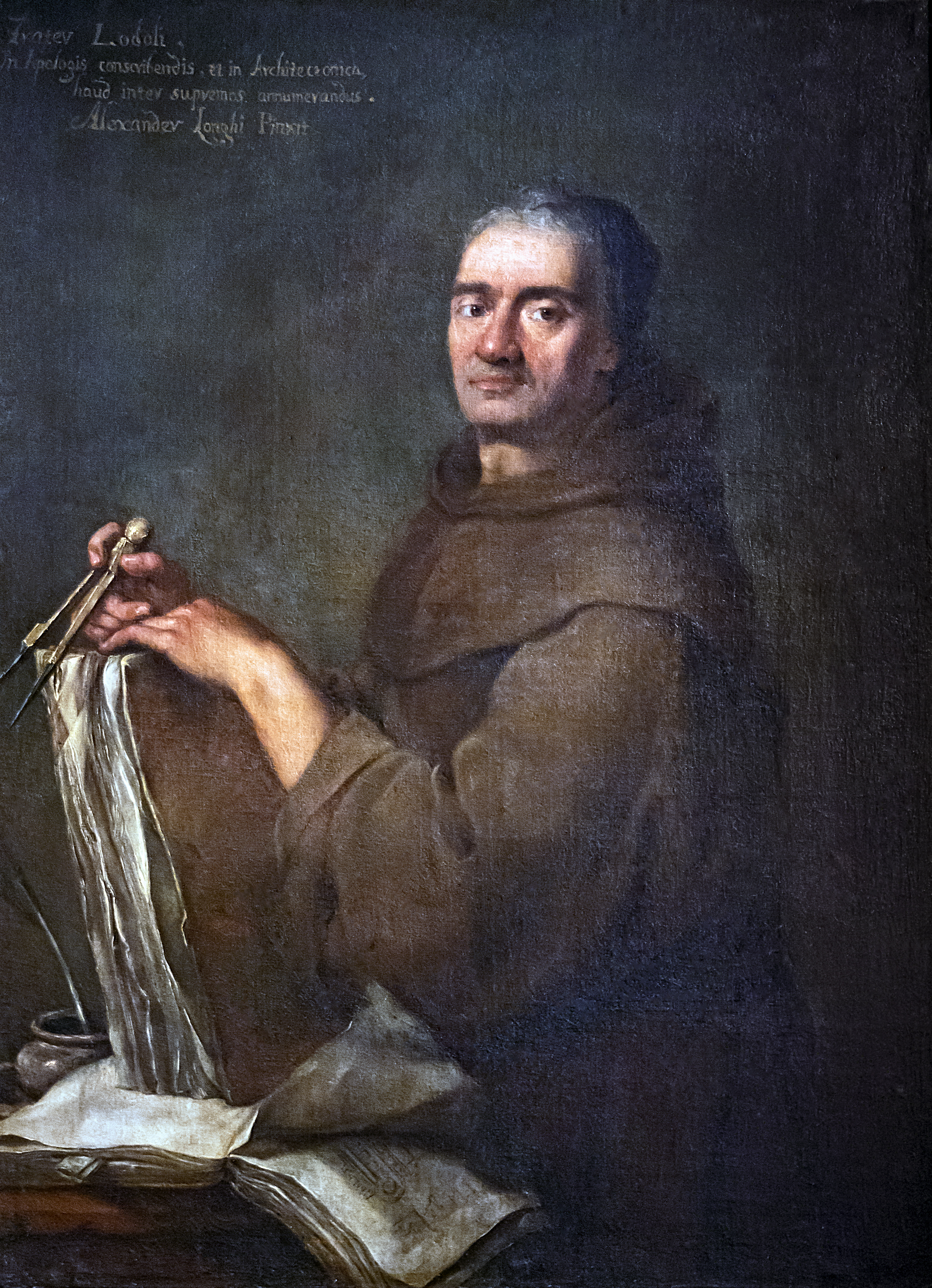
Carlo Lodoli († 1761)
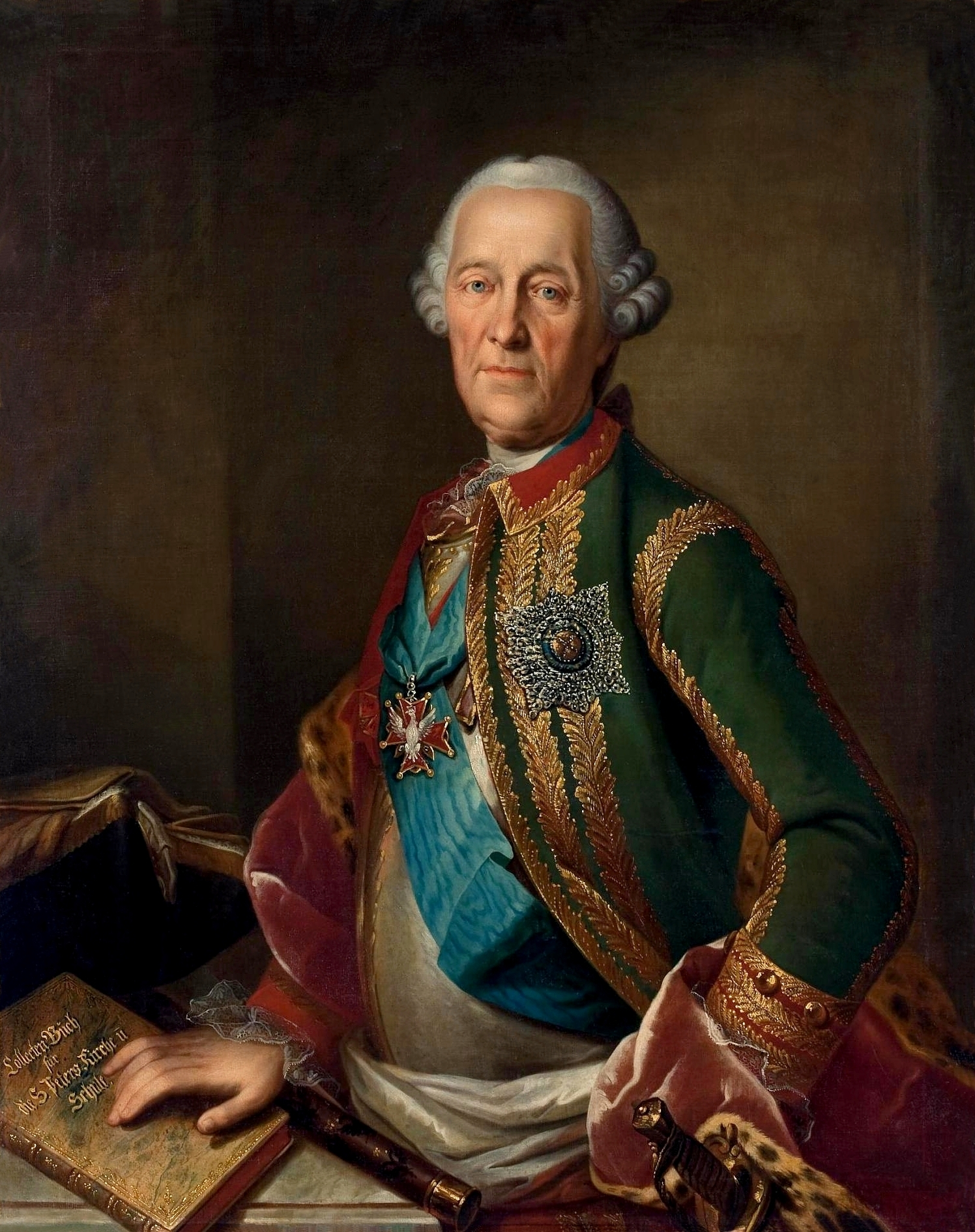
Burkhard Christoph von Münnich († 1767)
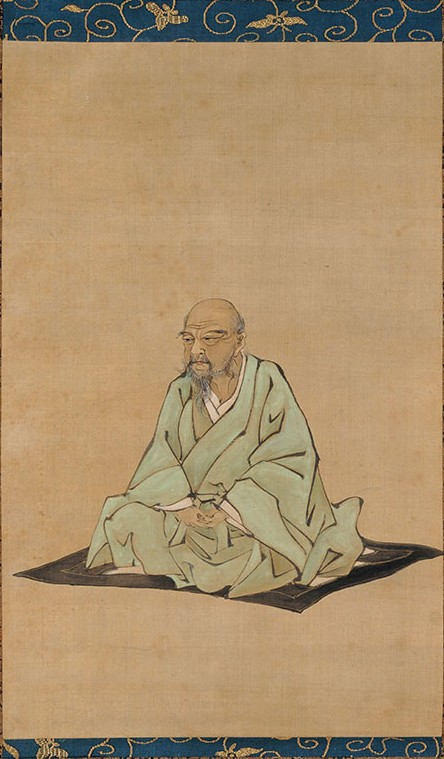
Itō Jakuchū († 1800)

- 1705: Thyrsus González, spanischer Ordensgeneral der Jesuiten
- 1707: Rudolph, Graf zu Lippe-Brake
- 1721: Carl Mörner af Morlanda, schwedischer Feldmarschall
- 1724: Leonard Goudhaire, wallonischer Steinmetzmeister
- 1726: Johann Friedrich Bachoff von Echt, deutscher Jurist, Hofbeamter und Staatsmann
- 1729: Johann Michael Bretschneider, deutscher Maler
- 1734: Thomas Friedrich Carstens, deutscher Jurist und Ratssekretär der Hansestadt Lübeck
- 1750: August I., Prinz von Schwarzburg-Sondershausen
- 1751: Johann Georg Dominikus Grasmair, Tiroler Maler
- 1755: Johann Michael Breunig, deutscher Barockkomponist
- 1760: Antonín Koniáš, böhmischer Jesuitenpriester, Missionar und religiöser Schriftsteller
- 1761: Carlo Lodoli, italienischer Architekturtheoretiker, Priester, Mathematiker und Lehrer
- 1763: Lorenz Natter, deutscher Edelsteinschleifer, Gemmenschneider und Medailleur
- 1766: Johann Georg Wolcker, deutscher Maler
- 1767: Burkhard Christoph von Münnich, deutschstämmiger Generalfeldmarschall und Politiker in russischen Diensten
- 1771: Johann Gottlieb Graun, deutscher Violinist und Komponist
- 1800: Itō Jakuchū, japanischer Maler

### 19. Jahrhundert

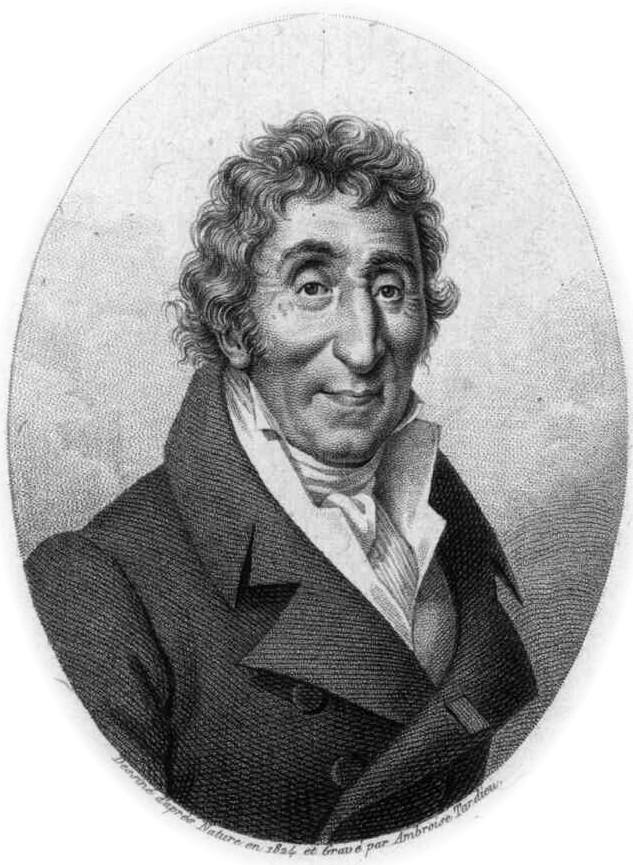
André Thouin († 1824)
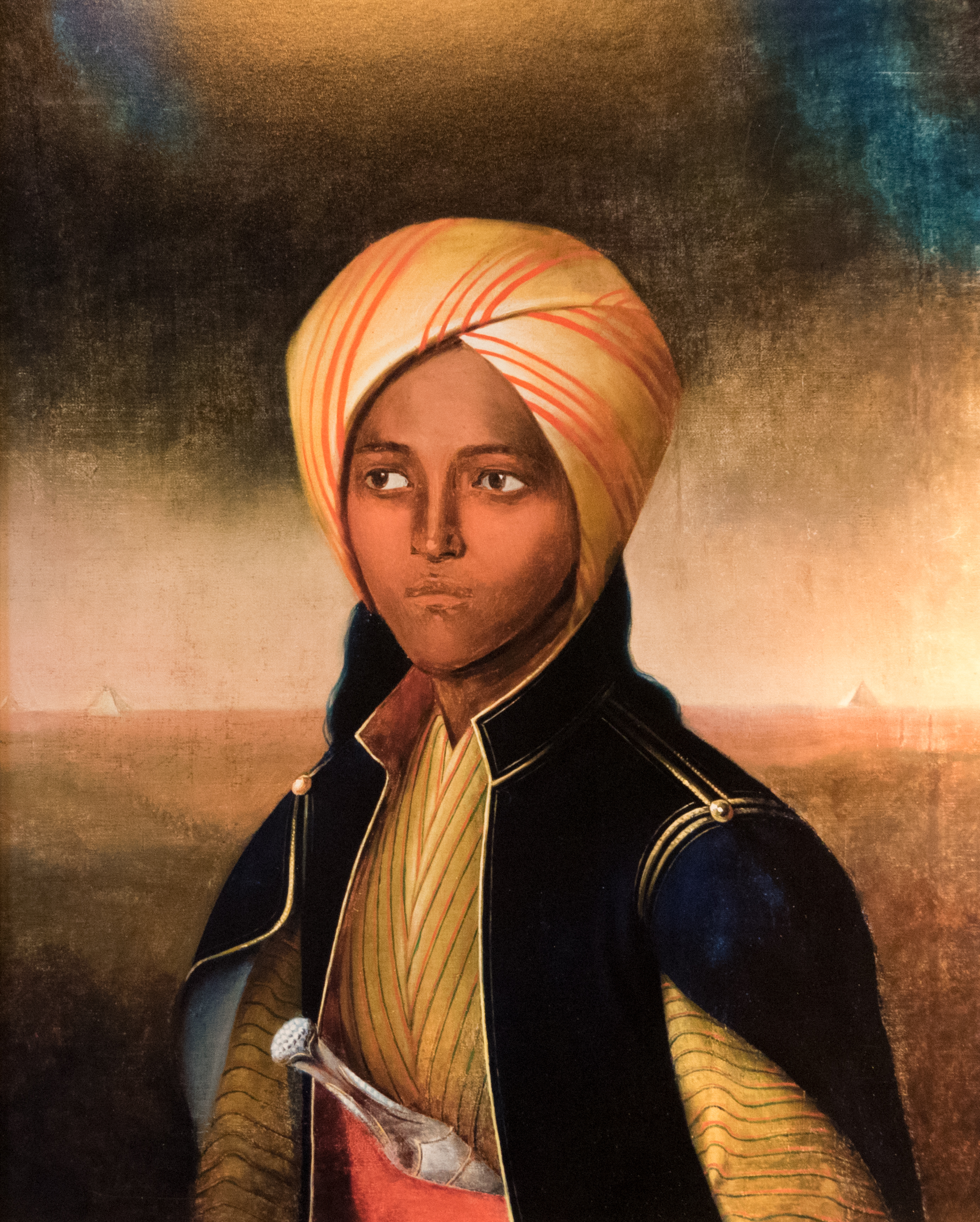
Machbuba († 1840)
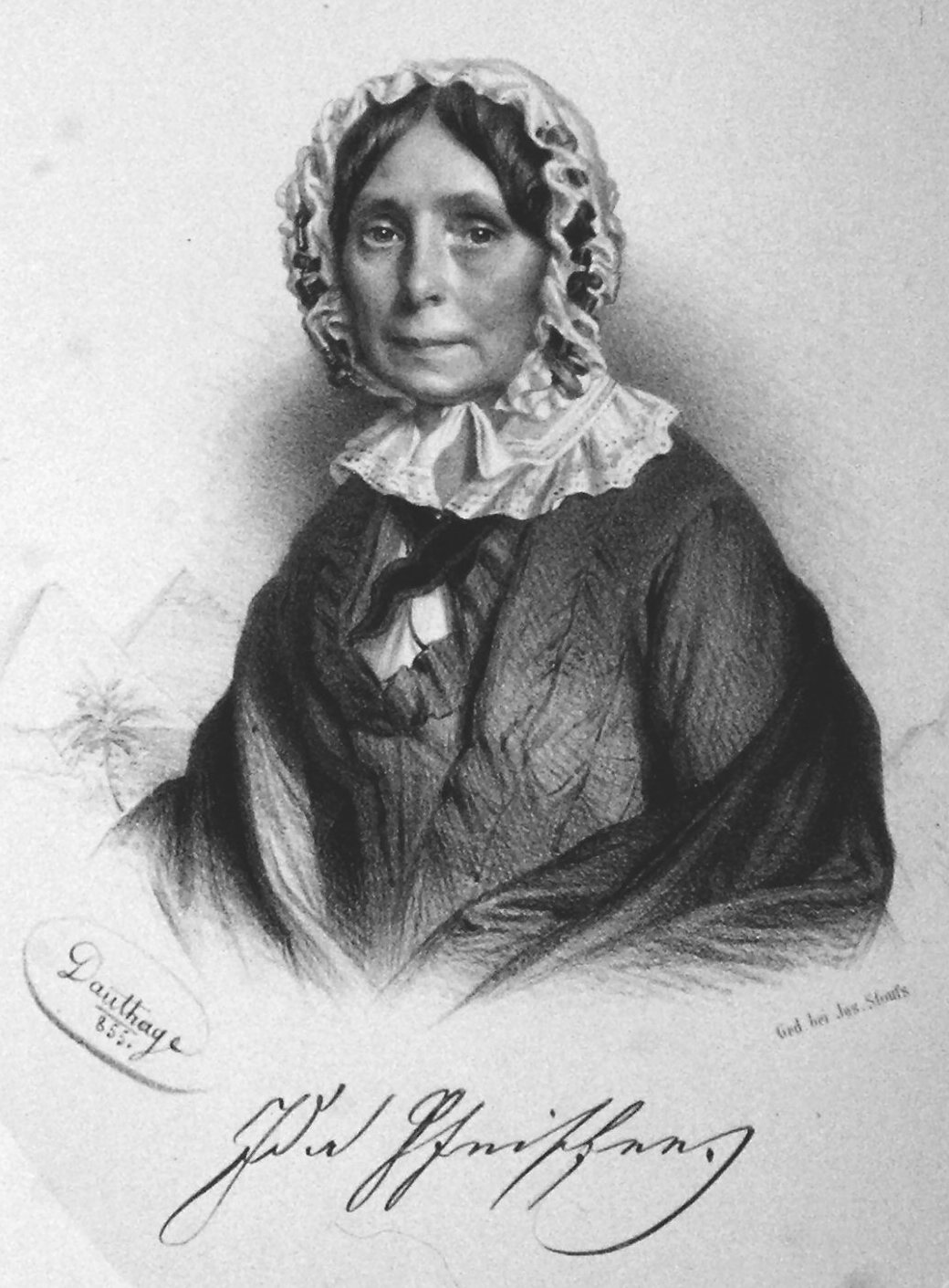
Ida Pfeiffer († 1858)
Florence Marryat († 1899)

- 1806: Helwig Bernhard Jaup, deutscher Jurist und Hochschullehrer
- 1807: Franz de Paula Gundaker von Colloredo-Mannsfeld, letzter Reichsvizekanzler des Heiligen Römischen Reichs
- 1817: Joachim Friedrich Wilhelm Neander von Petersheiden, preußischer Generalmajor
- 1819: Joseph Carr, US-amerikanischer Musikverleger
- 1824: André Thouin, französischer Botaniker
- 1830: Gotthelf Wilhelm Christoph Starke, deutscher evangelischer Theologe und Pädagoge
- 1833: Ferdinand Fränzl, deutscher Geiger, Komponist und Musikdirektor
- 1838: Isaac Anderson, US-amerikanischer Politiker
- 1840: Machbuba, äthiopisch-deutsche Kindfrau
- 1841: Johann Georg Bürgy, deutscher Orgelbauer
- 1842: Georg Friedrich Wiesand, deutscher Jurist und Politiker
- 1845: Jean Peltier, französischer Physiker
- 1846: Louis-Auguste-Victor de Ghaisnes de Bourmont, französischer General und Staatsmann
- 1848: Alexander Jegorowitsch Warlamow, russischer Komponist
- 1858: Ida Pfeiffer, österreichische Entdeckerin und Reiseschriftstellerin
- 1858: Johann Heinrich Leberecht Pistorius, deutscher Kaufmann, Landwirt und Erfinder (Pistoriusscher Brennapparat)
- 1859: Ernst Friedrich Apelt, deutscher Philosoph und Unternehmer
- 1868: Carl Wilhelm Arldt, deutscher Zeichner und Lithograf
- 1868: Carl Abraham Mankell, schwedischer Komponist
- 1874: Karl Ludwig Grotefend, deutscher Historiker und Numismatiker
- 1876: Alexander von Dusch, deutscher Jurist und Diplomat in Baden
- 1876: Joseph R. Walker, US-amerikanischer Mountain Man und Entdecker
- 1882: Emile Guers, französisch-schweizerischer Geistlicher und Begründer der Genfer Freikirche
- 1887: Karl Goedeke, deutscher Literaturhistoriker
- 1888: Emil Carl Friedrich Wilhelm Annecke, deutscher Revolutionär und US-amerikanischer Journalist und Jurist
- 1889ː Amiati, französische Sängerin
- 1891: Charles Constantin, französischer Dirigent und Komponist
- 1893: Friedrich Wilhelm Dörpfeld, deutscher Pädagoge
- 1894: Carl Ploug, dänischer Journalist und Politiker
- 1899: Florence Marryat, britische Schriftstellerin
- 1899: Franz Ludwig Fleck, französischer Geistlicher, Bischof von Metz
- 1900: William Anderson, britischer Chirurg

### 20. Jahrhundert

#### 1901–1950

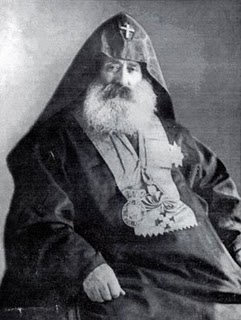
Mkrtitsch Chrimjan († 1907)
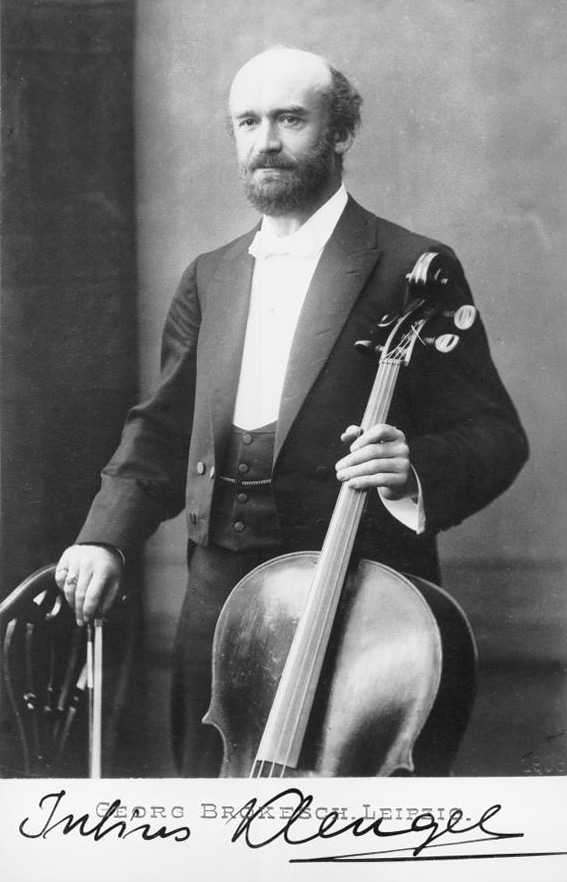
Julius Klengel († 1933)
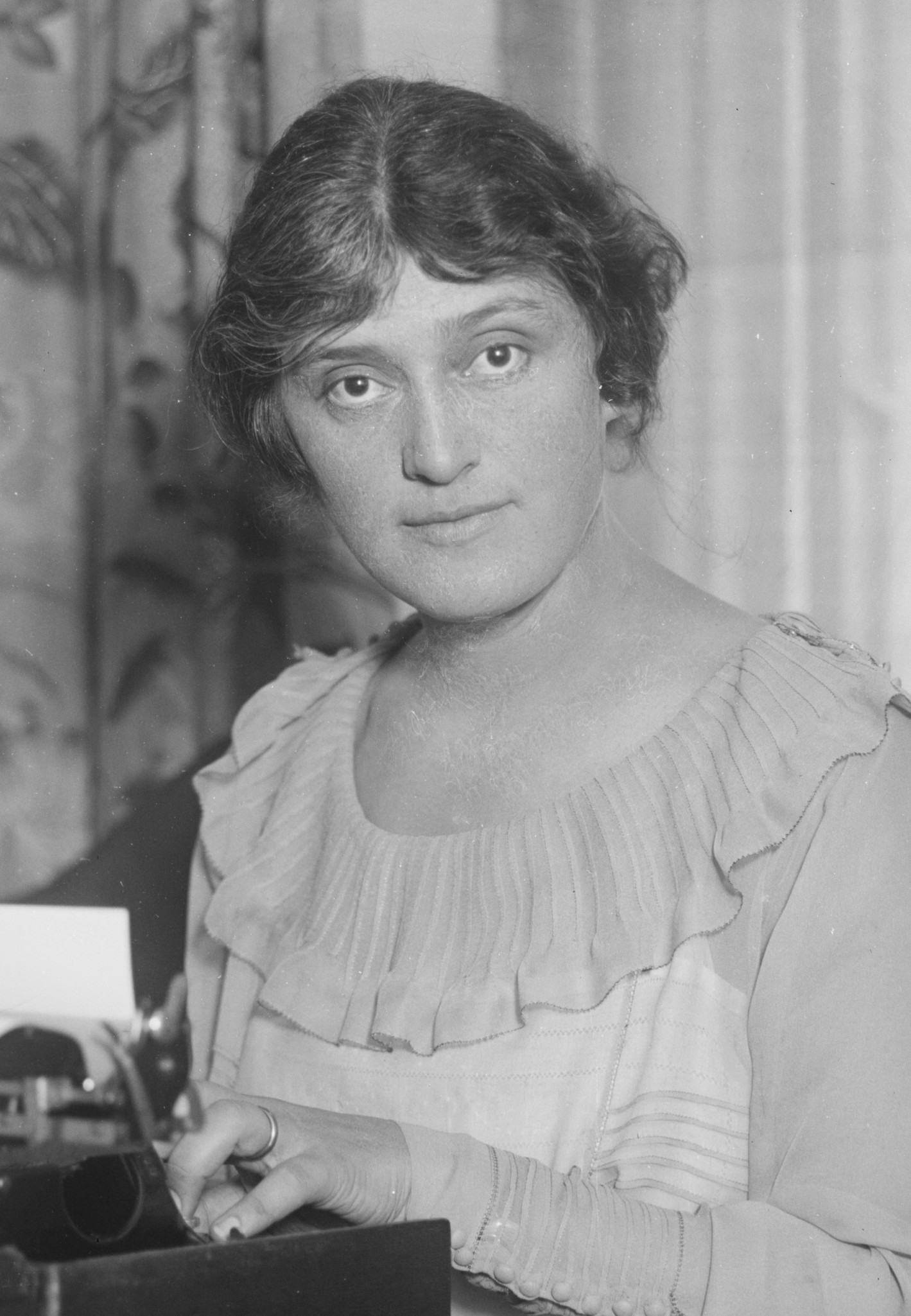
Alma Gluck († 1938)
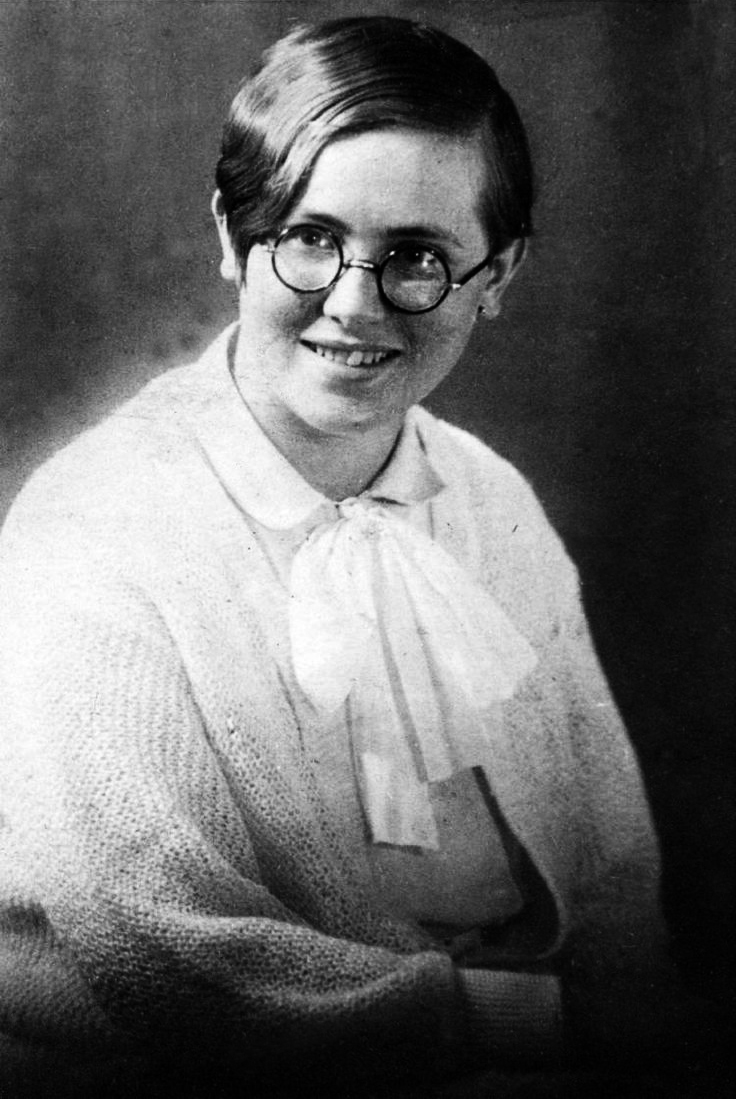
Judith Auer († 1944)

- 1905: Rudolf Lehmann, deutsch-britischer Maler
- 1907: Mkrtitsch Chrimjan, armenischer Kirchenführer, Publizist und Schriftsteller
- 1908: Salvador Casañas i Pagès, spanischer Kardinal, Bischof von Urgell und Kofürst von Andorra, Erzbischof von Barcelona
- 1909: Alfredo Valenzuela Puelma, chilenischer Maler
- 1917: August Wilmanns, deutscher Altphilologe und Bibliothekar
- 1918: Alexander Pomeranzew, russischer Architekt
- 1918: Alois Steinhauser, Schweizer Jurist und Politiker
- 1919: Alfred Philippe Roll, französischer Maler
- 1924: Abraham Ángel Card Valdés, mexikanischer Künstler
- 1924ː Josefine Swoboda, österreichische Malerin und Grafikerin
- 1931: Ludvík Vítězslav Čelanský, tschechischer Dirigent und Komponist
- 1931: Zwetan Radoslawow, bulgarischer Komponist
- 1933: Julius Klengel, deutscher Cellist
- 1937: Friedrich Christian Georg Ahlborn, deutscher Zoologe und Physiker
- 1938: Lascelles Abercrombie, englischer Schriftsteller
- 1938: Alma Gluck, US-amerikanische Sängerin
- 1940: Fini Valdemar Henriques, dänischer Komponist und Geiger
- 1941: Albert Colomb, französischer Autorennfahrer
- 1941: Wiktor Wassiljewitsch Talalichin, sowjetischer Jagdflieger
- 1942: Udell Sylvester Andrews, US-amerikanischer Filmregisseur und Drehbuchautor
- 1942ː Anna Heidtmann-Bacharach, deutsche Malerin und NS-Opfer
- 1943ː Truus van Lier, niederländische Widerstandskämpferin gegen den und Opfer des Nationalsozialismus
- 1944: Judith Auer, deutsche kommunistische Widerstandskämpferin gegen den Nationalsozialismus
- 1944: Arturo Gordon, chilenischer Maler
- 1944ː Irene Wosikowski, deutsche Widerstandskämpferin und Opfer des Nationalsozialismus
- 1948: Charles Levadé, französischer Komponist
- 1949: Fritz Linnert, deutscher Politiker, MdL, MdB
- 1950: Ernst Falkner, deutscher Politiker, MdB

#### 1951–2000
- 1953: Eduard Künneke, deutscher Operettenkomponist
- 1954: Franco Alfano, italienischer Komponist
- 1954: Georg Hartmann, deutscher Unternehmer
- 1956: Domingos Leite Pereira, portugiesischer Politiker
- 1958: Walter von Molo, deutscher Schriftsteller
- 1959: Alfred Büchi, Schweizer Ingenieur und Erfinder des Turboladers
- 1962: Rudolf Anderson, US-amerikanischer Pilot
- 1962: Ford W. Harris, US-amerikanischer Ingenieur und Patentanwalt
- 1962: Hermann Muckermann, deutscher Biologe und Jesuit
- 1963: Karl Polak, deutscher Jurist und Mitglied des Staatsrats der DDR
- 1964: Willi Bredel, deutscher Schriftsteller
- 1964: Rudolph Maté, polnischer Kameramann
- 1964: Vicente T. Mendoza, mexikanischer Musikwissenschaftler und Folkloreforscher
- 1967: Marta Brunet, chilenische Schriftstellerin
- 1967: Theodor Steltzer, deutscher Politiker, MdL und Ministerpräsident von Schleswig-Holstein
- 1968: Lise Meitner, österreichische Physikerin

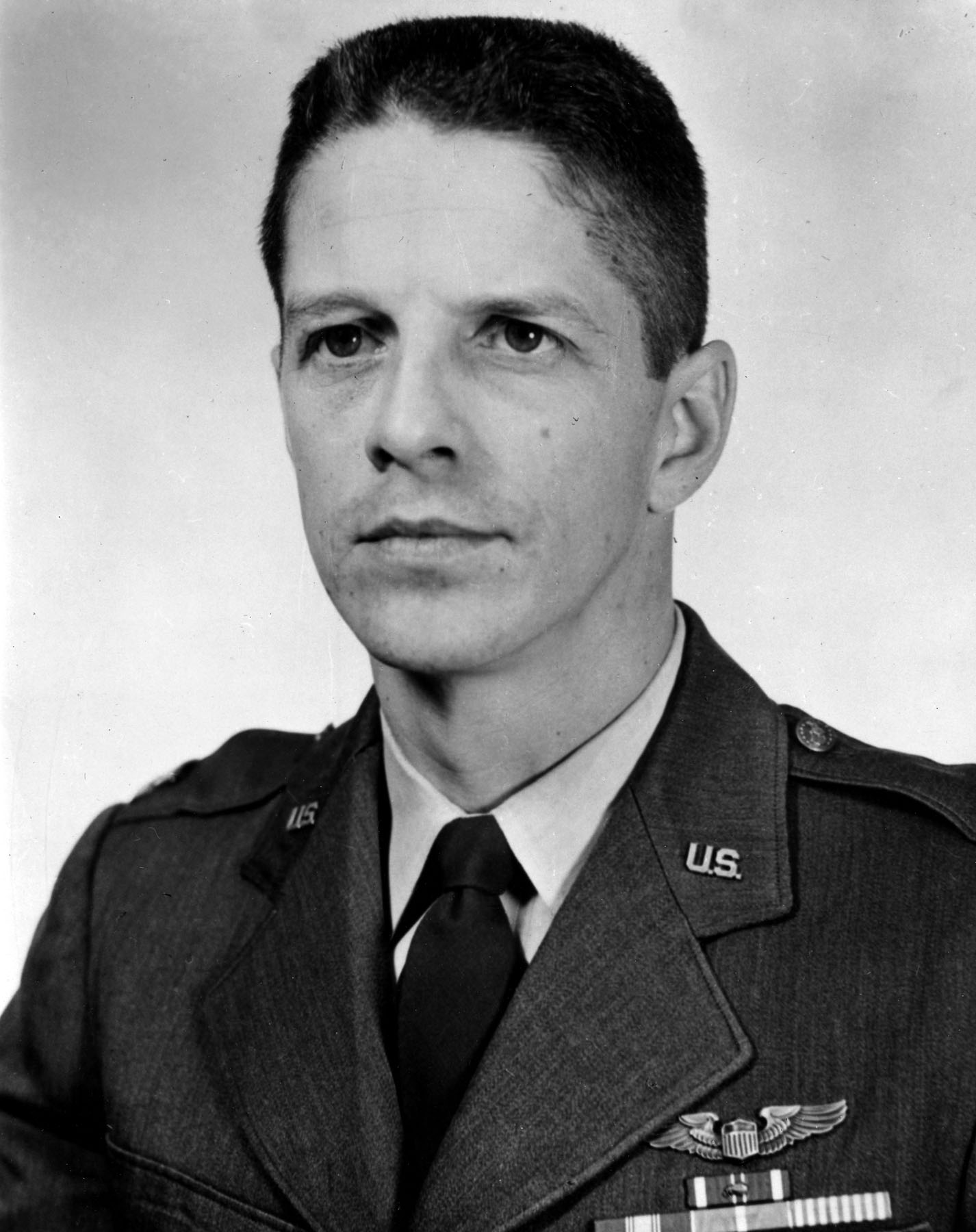
Rudolf Anderson († 1962)
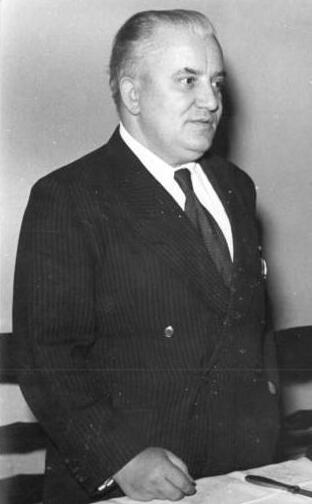
Willi Bredel († 1964)
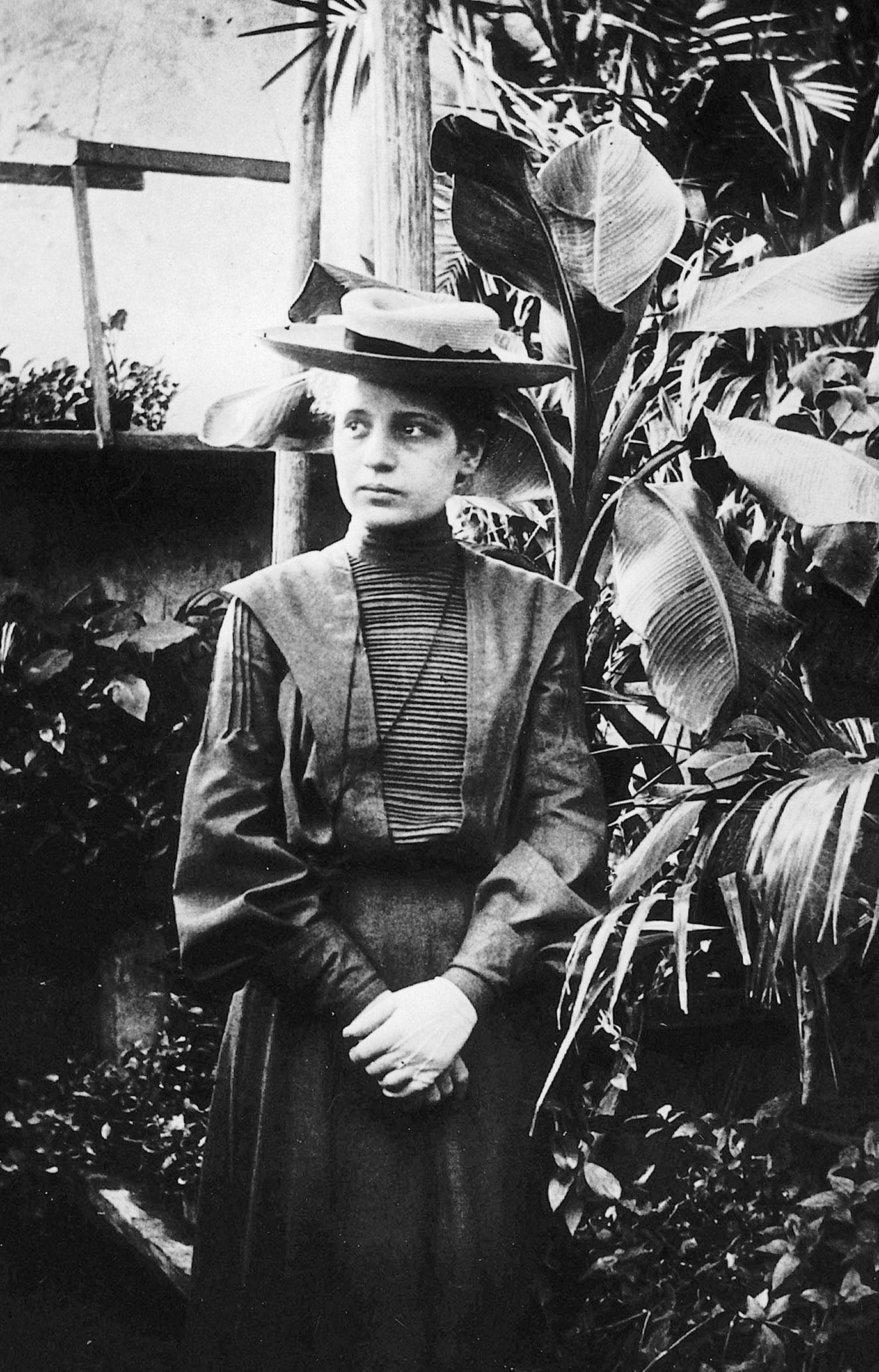
Lise Meitner († 1968)
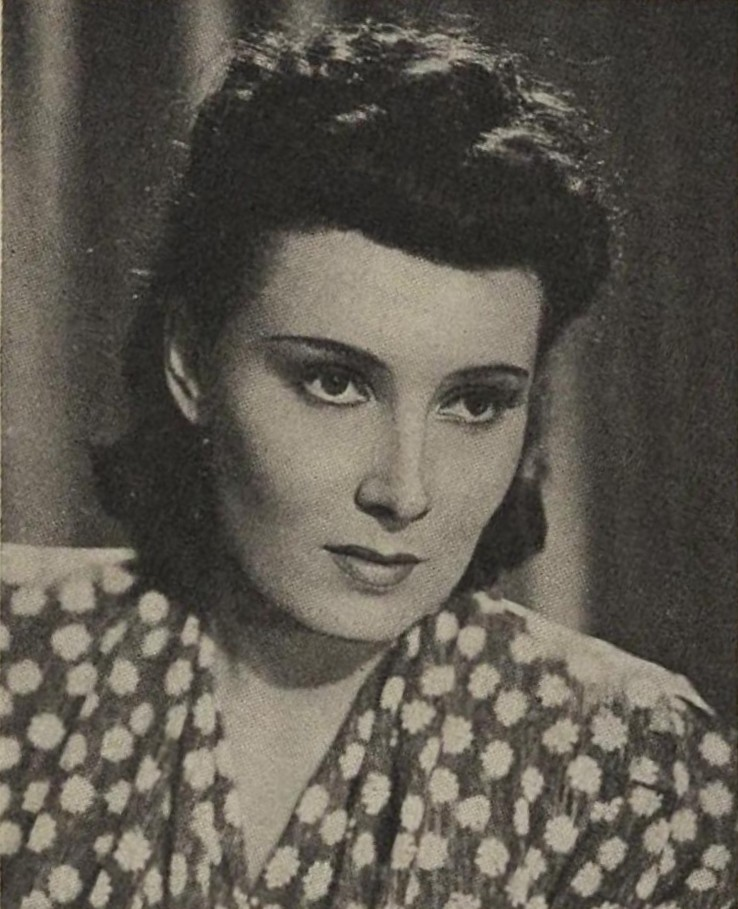
Lída Baarová († 2000)

- 1972: Katherine Oppenheimer, deutsch-amerikanische Botanikerin und Ehefrau von Robert Oppenheimer
- 1974: Rudolf Dassler, deutscher Unternehmer, Gründer des Sportartikelunternehmens Puma
- 1975: Juan Peregrino Anselmo, uruguayischer Fußballspieler
- 1975: Oliver Nelson, US-amerikanischer Musiker
- 1975: Rolf Nesch, deutsch-norwegischer Maler und Grafiker
- 1975: Rex Stout, US-amerikanischer Schriftsteller
- 1977: James M. Cain, US-amerikanischer Journalist und Krimiautor
- 1979: Wolf von Kahlden, deutscher Brigadegeneral, Angehöriger der Organisation Gehlen
- 1980: John Hasbrouck van Vleck, US-amerikanischer Physiker und Nobelpreisträger
- 1981: Nico Dostal, österreichischer Komponist
- 1985: Paul Edwin Roth, deutscher Schauspieler
- 1986: Sherman A. Adams, US-amerikanischer Politiker
- 1986: Alfred Au, deutscher Fußballspieler
- 1988: Charles Hawtrey, britischer Schauspieler
- 1988: Curt Herzstark, österreichischer Erfinder und Büromaschinenmechaniker
- 1989: Heinz Meynhardt, deutscher Verhaltensforscher, Tierfilmer und Sachbuchautor
- 1990: Ugo Tognazzi, italienischer Schauspieler
- 1991: Marc Gignoux, französischer Autorennfahrer
- 1991: Theodor Holterdorf, deutscher Komponist
- 1991: Andrzej Panufnik, polnisch-britischer Komponist
- 1991: Ernst Wimmer, österreichischer Journalist und Marxist
- 1992: Ivan Andreadis, tschechoslowakischer Tischtennisspieler
- 1992: David Bohm, US-amerikanischer Quantenphysiker
- 1993: Betty Söderberg, dänische Schauspielerin
- 1994: James Schwarzenbach, Schweizer Publizist und Politiker
- 1995: Leo Bardischewski, deutscher Schauspieler und Synchronsprecher
- 1997: Helmut Hoyer Arndt, deutscher Wirtschaftswissenschaftler
- 1997: Achim Gercke, deutscher Biologe
- 1997: Wasken Sarkissjan, armenischer Politiker, Minister, Premierminister
- 1999: Rafael Alberti, spanischer Lyriker
- 1999: Charlotte Perriand, französische Architektin
- 2000: Lída Baarová, tschechische Schauspielerin und Geliebte von Joseph Goebbels
- 2000: Walter Berry, österreichischer Opernsänger

### 21. Jahrhundert
- 2002: André De Toth, US-amerikanischer Filmregisseur
- 2002ː Valve Pormeister, estnische Architektin
- 2003: John William Atkinson, US-amerikanischer Psychologe
- 2003: Walter Washington, US-amerikanischer Politiker, erster Bürgermeister von Washington, D.C.
- 2004: Martin Flörchinger, deutscher Schauspieler
- 2004: Claude Helffer, französischer Pianist
- 2006: Albrecht Graf von Goertz, deutscher Designer
- 2007: Martin Allgöwer, Schweizer Chirurg und Hochschullehrer
- 2008: Heinz Krügel, deutscher Fußballtrainer
- 2009: Rudolf Anheuser, deutscher Basketball-Schiedsrichter
- 2010: Néstor Kirchner, argentinischer Politiker, Staatspräsident, Generalsekretär der Union Südamerikanischer Nationen
- 2010: Paul-Ernst Strähle, deutscher Unternehmer und Automobilrennfahrer
- 2011: Giancarlo Vitali, italienischer Fußballspieler und -trainer
- 2012: Hans Werner Henze, deutscher Komponist
- 2013: Lou Reed, US-amerikanischer Singer-Songwriter und Gitarrist, Mitgründer von The Velvet Underground

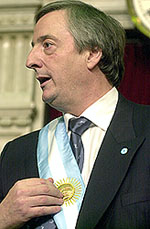
Néstor Kirchner († 2010)
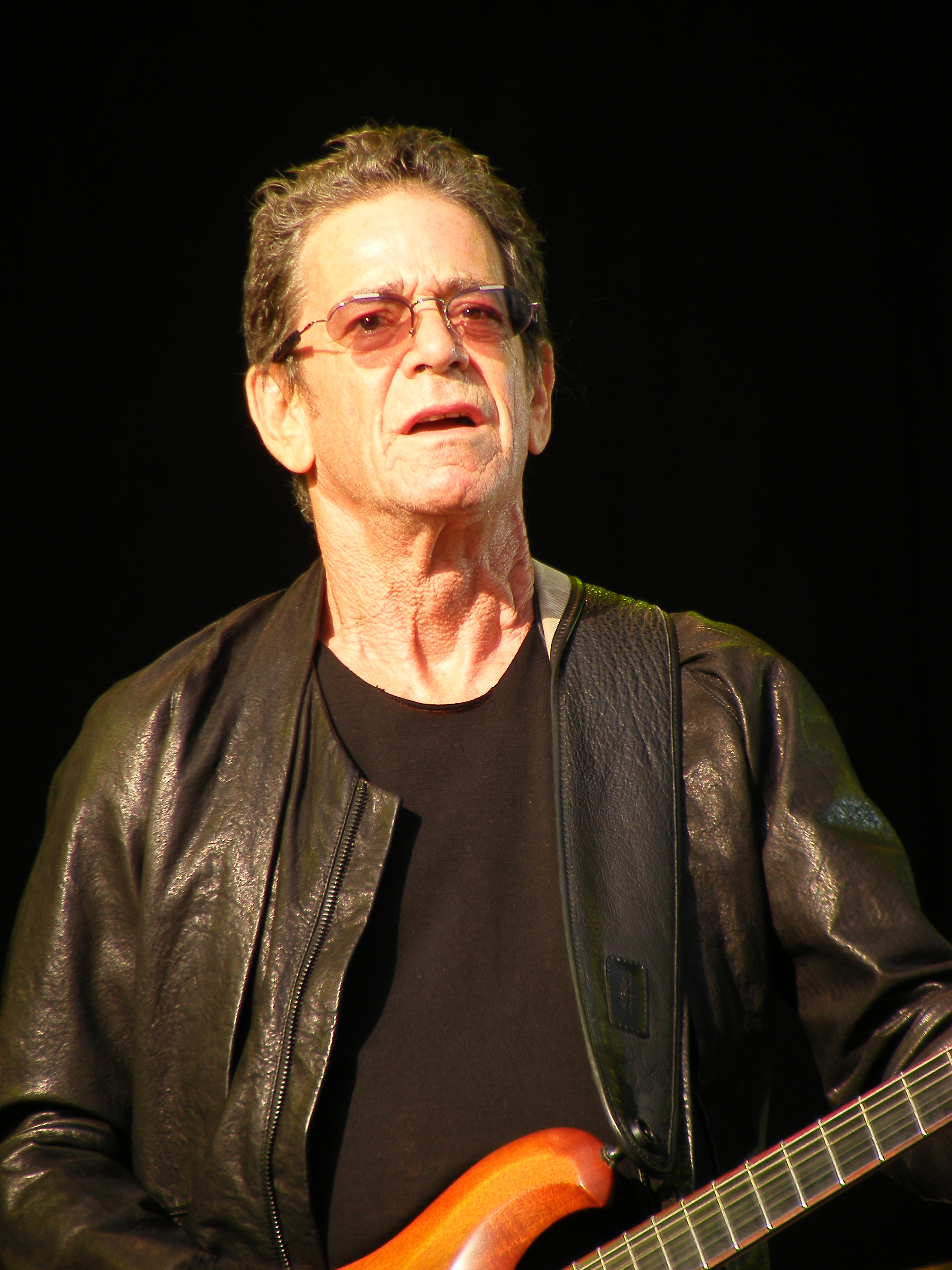
Lou Reed († 2013)
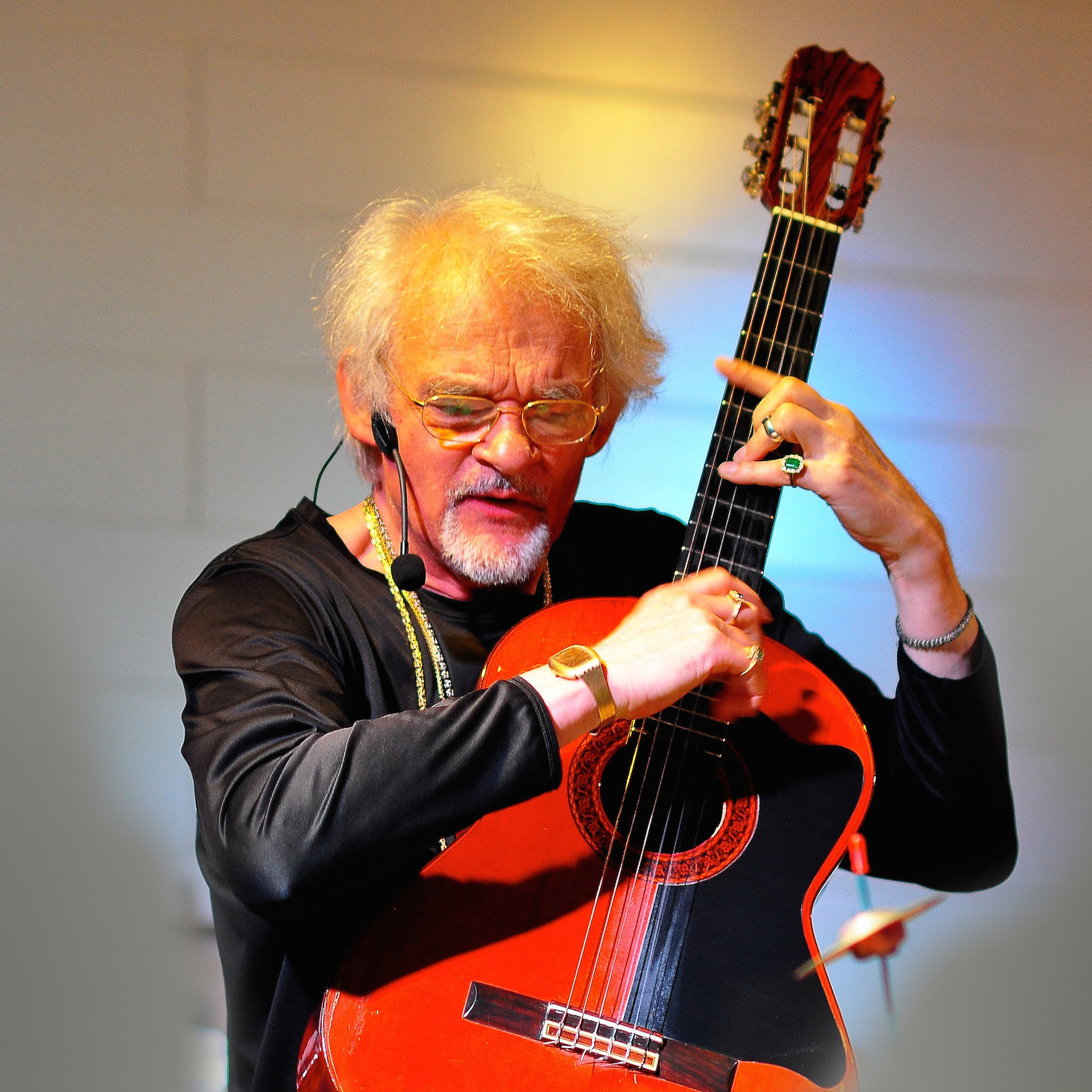
Ingo Insterburg († 2018)
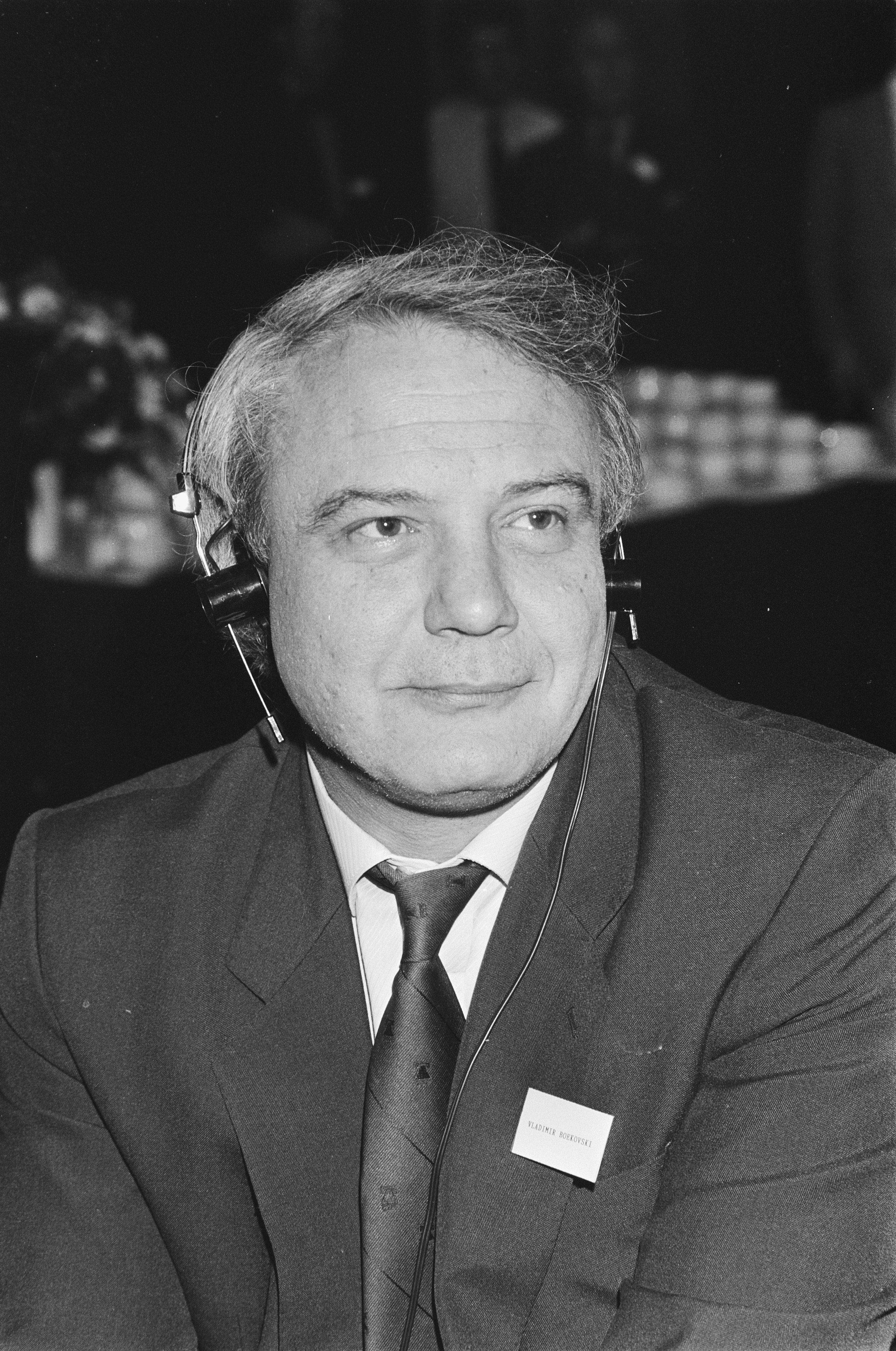
Wladimir Konstantinowitsch Bukowski († 2019)

- 2015: Ralph Richeson, US-amerikanischer Maler und Schauspieler
- 2016: Prinz Mikasa, japanischer Prinz
- 2016: Nelson Pinedo, kolumbianischer Sänger
- 2016: Karl Heinz Oppel, deutscher Schauspieler
- 2017: Jon Kalb, US-amerikanischer Geologe und Paläontologe
- 2017: Stefan Kiefer, deutscher Motorradrennfahrer und Teamchef
- 2017: Inkululeko Suntele, lesothischer Boxer
- 2018: Ingo Insterburg, deutscher Musik-Kabarettist
- 2018: Vichai Srivaddhanaprabha, thailändischer Unternehmer und Fußballfunktionär, Eigentümer von Leicester City
- 2019: Abu Bakr al-Baghdadi, irakischer Terrorist
- 2019: Wladimir Konstantinowitsch Bukowski, sowjetischer Dissident und russischer Publizist
- 2019: John Conyers, US-amerikanischer Politiker, Mitglied des Repräsentantenhauses
- 2020: Cornelius Weiss, deutscher Chemiker und Politiker, Rektor der Universität Leipzig, MdL
- 2021: Bettina Gaus, deutsche Journalistin
- 2021: Bernd Nickel, deutscher Fußballspieler
- 2021: Paul Smart, britischer Motorradrennfahrer
- 2021: Ludovic Zanoni, rumänischer Radrennfahrer
- 2021: Peter Zelinka, tschechoslowakischer Biathlet und Biathlontrainer
- 2023: Li Keqiang, Ministerpräsident der Volksrepublik China

## Feier- und Gedenktage
- Kirchliche Gedenktage
  - Olaus Petri, schwedischer Diakon, Reformator, Pfarrer und Dichter (evangelisch)
  - Laurentius Petri, Erzbischof von Uppsala und Reformator in Schweden (evangelisch)
  - Hl. Agatho von Alexandria, Bischof und Papst (orthodox)
  - Hl. Wolfhard von Augsburg, Eremit und Schutzpatron (katholisch)
- Namenstage
  - Wolfhard

Weitere Einträge enthält die Liste von Gedenk- und Aktionstagen.